# La Palma
| La Palma                                | La Palma                               |
| --------------------------------------- | -------------------------------------- |
|                                         |                                        |
|                                         |                                        |
| Basisdaten                              |                                        |
| Land:                                   | Spanien                                |
| Autonome Gemeinschaft:                  | Canarias                               |
| Provinz:                                | Santa Cruz de Tenerife                 |
| Fläche:                                 | 708,32 km²                             |
| Einwohner:                              | 85.104 (2024)                          |
| Bevölkerungsdichte:                     | 120 Einwohner/km²                      |
| Hauptstadt:                             | Santa Cruz de La Palma                 |
| Präsident der Inselregierung:           | Sergio Javier Rodríguez Fernández (CC) |
| Website des Inselrates:                 | www.cabildodelapalma.es                |
| Lage von La Palma innerhalb der Kanaren |                                        |
| Lage der Insel                          |                                        |
| Satellitenbild                          |                                        |
| La Palma                                |                                        |

La Palma (vollständiger Name: La Isla de San Miguel de La Palma) ist die nordwestlichste der Kanarischen Inseln im Atlantischen Ozean. Zusammen mit den westlichen Kanarischen Inseln Teneriffa, La Gomera und El Hierro bildet sie die spanische Provinz Santa Cruz de Tenerife. Die östlichen Inseln bilden die Provinz Las Palmas (namengebend hier ist die Hauptstadt Las Palmas der Insel Gran Canaria). Die autonome Gemeinschaft Canarias (Comunidad Autónoma de Canarias) besteht aus diesen beiden Provinzen.
La Palma ist eine der geologisch jüngsten Inseln der Kanaren, deren Vulkanismus an vielen Kratern und Lavaströmen entlang der Vulkanroute auf der Cumbre Vieja und dem großen Krater der Caldera de Taburiente gut sichtbar ist. Sie ist mit 40 % Waldbedeckung im Vergleich zu den anderen Kanarischen Inseln die waldreichste und wird daher auch Isla Verde („Grüne Insel“) genannt.

## Geografie
La Palma hat bei einer Fläche von etwa 708 km² eine Nord-Süd-Ausdehnung von 45,2 km und eine West-Ost-Ausdehnung von 27,3 km. Sie ist mit einem Anteil von 9,45 % an der Gesamtfläche die fünftgrößte Insel des Archipels. La Palma liegt 417 km vor der marokkanischen Küste, 1371 km vom spanischen Festland entfernt und 86,2 km westlich von Teneriffa. Der höchste Berg ist der Roque de los Muchachos.

## Geologie

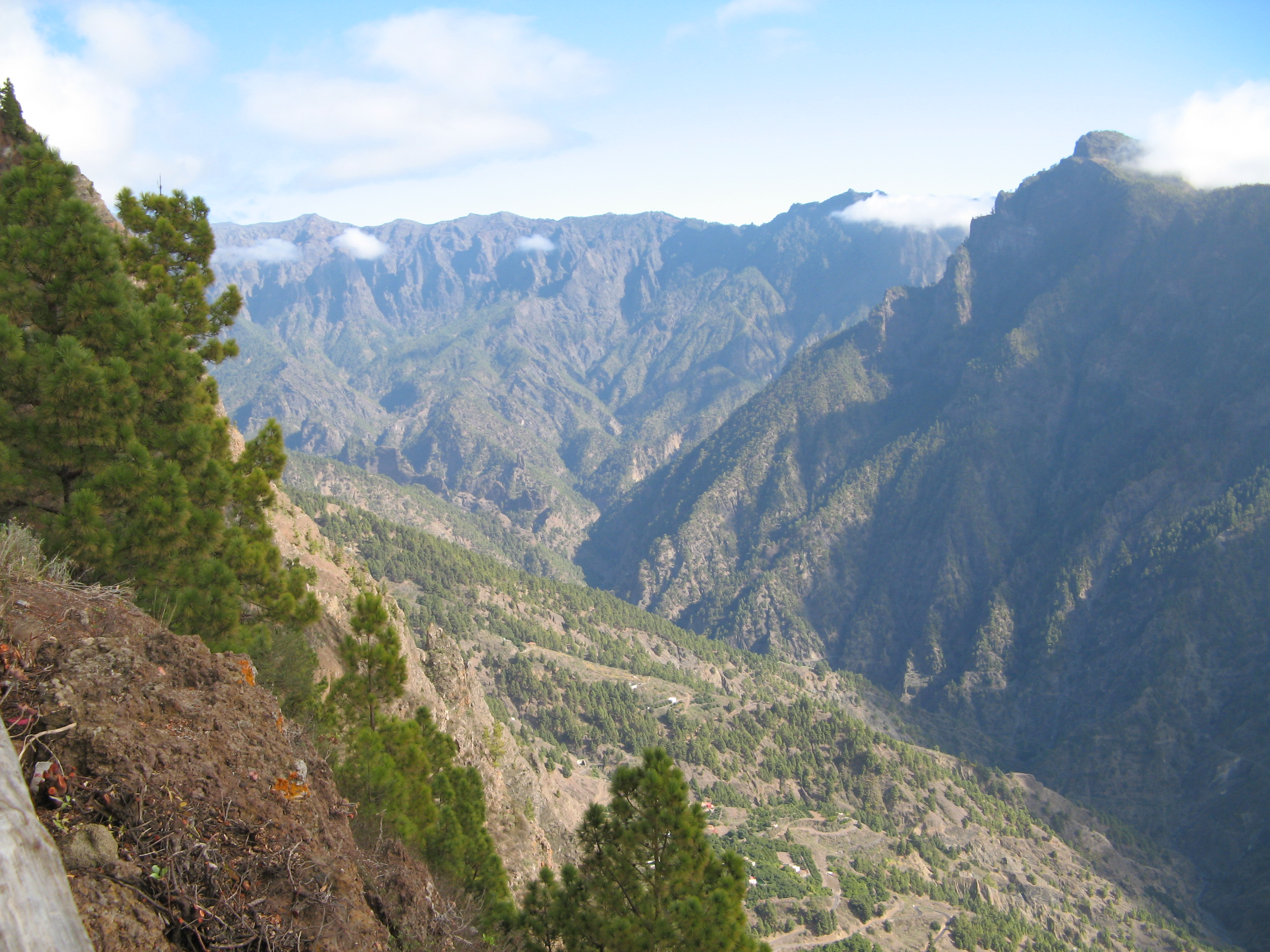
Caldera de Taburiente, in Bildmitte Roque Idafe, rechts der Pico Bejenado

La Palma ist, wie alle Kanarischen Inseln, vulkanischen Ursprungs. Ihre Entstehung wird auf einen Hotspot im Erdmantel zurückgeführt, der auf dem – vom Atlantik überdeckten – Teil der Afrikanischen Platte die Kette der Kanarischen Inseln aufgebaut hat. Während die Afrikanische Platte über den stationären Hotspot nach Nordosten driftet, wuchsen in mehreren Millionen Jahren in anhaltenden Eruptionsserien Schildvulkane empor, die heute die Kanarischen Inseln bilden. Der vor etwa 2–4 Millionen Jahren aus 4000 m  Tiefe des Kanarischen Beckens aufsteigende Schildvulkan erreichte vor 1,7 Millionen Jahren die Meeresoberfläche und ließ die Insel La Palma entstehen. Heute befinden sich Kissenlava aus der Zeit des frühesten Vulkanismus vor rund 3 Millionen Jahren in den untersten Abschnitten der Caldera de Taburiente. Diese wurden durch nachdrängendes Magma mitsamt der Insel um rund 2 km angehoben. Auch weisen eisenhaltige Gesteine, in der Phase nach den Eruptionen durch heißen Wasserdampf oxidiert und rot gefärbt, auf die frühen Vulkanaktivitäten hin. Noch deutlichere Spuren finden sich in den unterirdischen Bewässerungssystemen, den Galerías, die das Massiv durchziehen.
Das Bergmassiv von La Palma wurde durch drei große, sich überlagernde Vulkane, den Garafia-Vulkan, den Unterer- und den Oberer-Taburiente-Vulkan, aufgebaut. Der Garafia-Vulkan hatte einen Durchmesser von etwa 23 km an der Basis und eine Höhe von etwa 2500 bis 3000 m. Der steil aufsteigende Vulkankegel kollabierte vor etwa 1,2 Millionen Jahren in südwestliche Richtung und ließ ein ausgedehntes Trümmerfeld entstehen, das mit „Playa de la Veta“ bezeichnet wird. Anhand von Untersee-Sonarmessungen wurden eine Fläche von 2000 km², eine Ausdehnung von 80 km und ein Schüttvolumen von 650 km³ ermittelt. Die Topografie des Feldes zeigt auch eine zweite Schüttlage, die der Cumbre Nueva (s. u.).
Auf der Ostseite der Insel ereignete sich vor etwa 1 Million Jahren ein Vulkaneinsturz mit dem Trümmerfeld Santa Cruz (Ausdehnung: 50 km, Fläche: 1000 km²), dessen Ursprung nicht näher bestimmt ist.
Vor etwa einer Million Jahren setzte sich der Vulkanismus mit dem Unterer-Taburiente-Vulkan fort, der über dem Krater des Garafia-Vulkans aufstieg (mehr als 6 mm/Jahr) und diesen mit einer etwa 400 m dicken Lavaschicht überdeckte.
Radiometrische Datierungen und Unterschiede in der chemischen Zusammensetzung des Lavagesteins weisen auf einen zweiten Vulkan hin, den Oberer-Taburiente-Vulkan, der vor 0,8 bis 0,4 Millionen Jahren eine Höhe von 2500 bis 3000 m erreichte und die Lavaschicht des Garafia-Vulkan vollständig überdeckte.
Der Vulkanismus auf der Insel verlagerte sich südwärts und baute einen nach Süden hinziehenden länglichen Vulkankegel mit einer Höhe von 3000 m auf. Dessen Westflanke stürzte vor etwa 500.000 Jahren ein und ließ die Caldera de Taburiente und die Cumbre Nueva entstehen. Die Trümmerlawine Cumbre Nueva mit einem Volumen von 95 km³ überschüttete das Trümmerfeld der Playa de la Veta über eine Fläche von 780 km² und reicht bis in eine Meerestiefe von 2500 bis 4000 m.
In der Mitte der Caldera setzte sich vor 580.000 bis 490.000 Jahren mit dem Bejenado-Vulkan der Vulkanismus fort, der in relativ kurzer Zeit bis zu 1864 m anstieg (12 mm/Jahr).

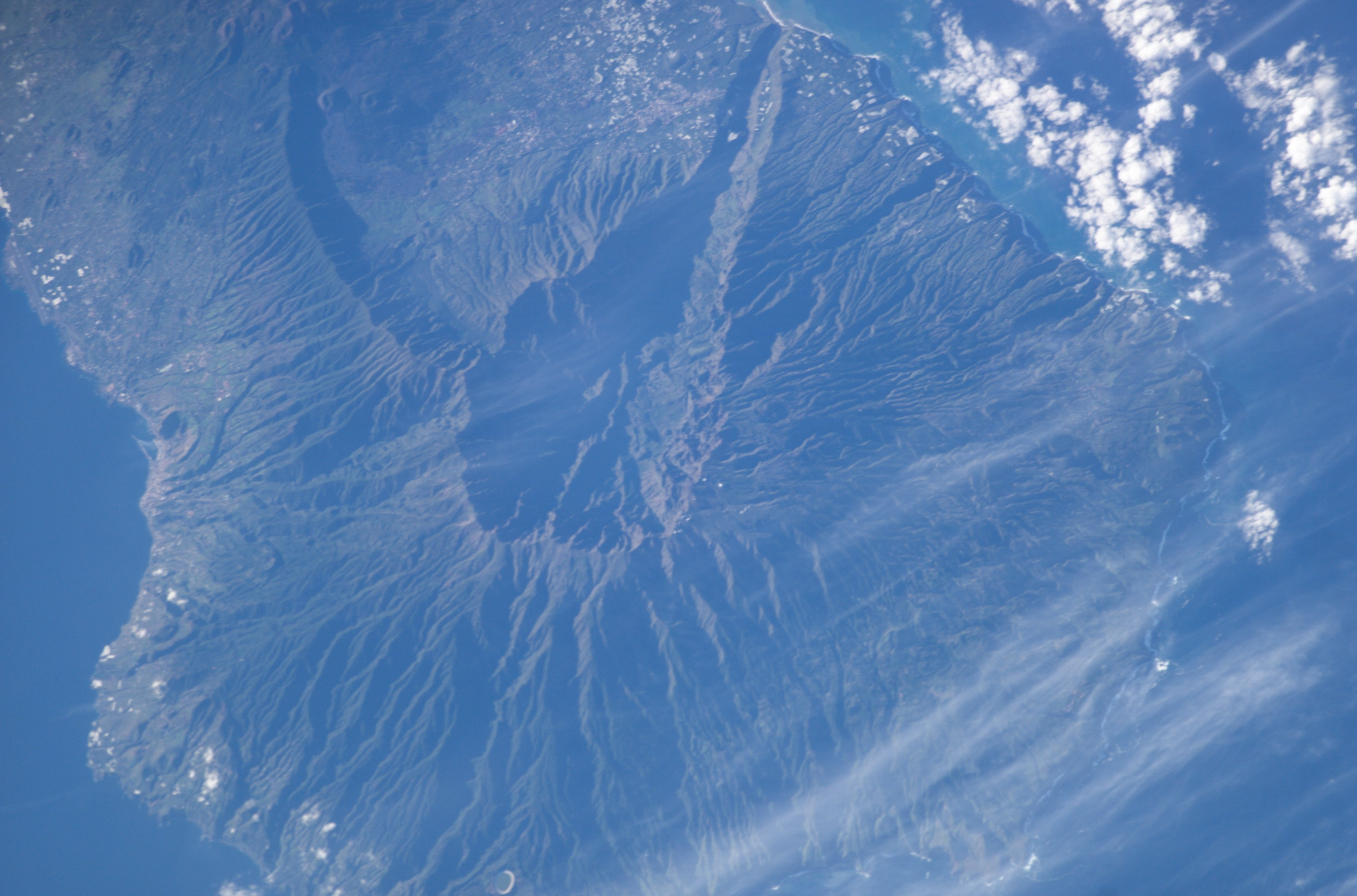
Satellitenaufnahme von La Palma, sichtbare Abbruchkanten der Caldera de Taburiente und Cumbre Nueva

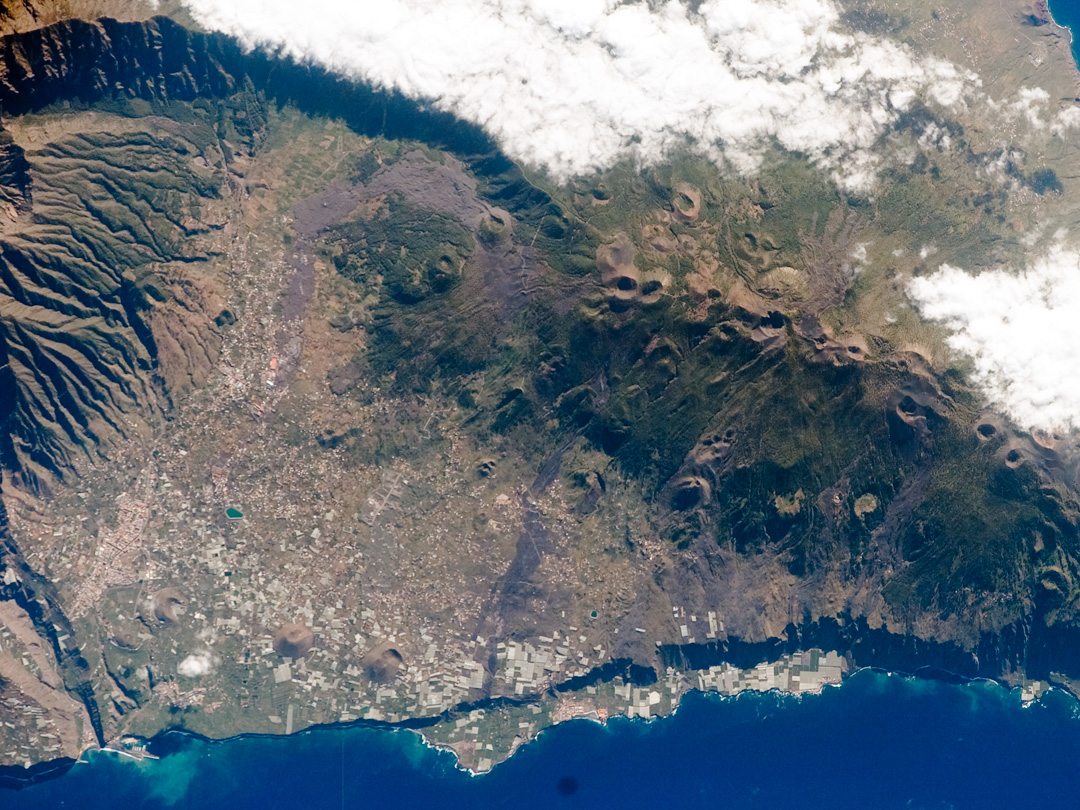
Satellitenaufnahme von La Palma, Cumbre Nueva, Cumbre Vieja (mit ihren zahlreichen Vulkankratern), Aridanetal mit El Paso, Los Llanos und Tazacorte

Die Entstehung der Caldera de Taburiente mit einem Durchmesser von etwa 9 km und einem Umfang von etwa 28 km wird heute als ein Produkt folgender geologischer Ereignisse angesehen: Der Cumbre Nueva-Trümmerlawine, mit der Abrisskante am nordöstlichen Rand der Caldera de Taburiente und dem Cumbre Nueva-Rücken, der späteren Verfüllung durch den Bejenado-Vulkan und der bis heute anhaltenden Erosion der Caldera und des Barranco de Las Angustias. Am nördlichen Kraterrand liegt die höchste Erhebung der Insel, der 2426 m hohe Roque de los Muchachos.
An die Cumbre Nueva schließt sich ein in Nord-Süd-Richtung verlaufender Höhenzug, die Cumbre Vieja, an. Der Gebirgskamm erhebt sich bis auf rund 2000 m Höhe und teilt die Insel in zwei klimatisch unterschiedliche Hälften. Die Vulkanaktivität der Cumbre Vieja begann vor 150.000 Jahren und hält bis heute an. Der vorletzte vulkanbildende Ausbruch fand 1971 an der Südspitze der Insel bei Los Canarios statt, wobei der Vulkan Teneguía entstand. Vom 19. September bis zum 13. Dezember 2021 ereignete sich ein Ausbruch in der Nähe der Cabeza de Vaca in der Cumbre Vieja in der Gemeinde El Paso. Der Lavastrom des neuen Vulkans Tajogaite floss nach Westen ab.
Die Vulkanausbrüche waren auch immer mit einer Serie von Erdbeben begleitet, die diesen zeitlich voran liefen und sie damit auch ankündigten. Die seismischen Aktivitäten auf den Kanarischen Inseln werden durch den noch anhaltenden Vulkanismus bestimmt. Tektonische Beben sind aufgrund der geografischen Lage der Inseln auf der ozeanisch-afrikanischen Platte dagegen gering.
Das Vulkanrisiko auf La Palma leitet sich aus den sieben Vulkanausbrüchen ab, die seit der Eroberung La Palmas im Jahr 1492, dem Beginn der Aufzeichnungen, stattfanden (siehe Tabelle). Sie traten in den zurückliegenden 523 Jahren in Abständen von 31 bis 237 Jahren ohne erkennbaren Trend über zukünftig kürzere oder längere Intervalle auf. Der durchschnittliche Abstand zwischen Vulkanausbrüchen auf La Palma liegt danach bei 73 Jahren, entsprechend einer mittleren Häufigkeit von 0,014 pro Jahr. Das Vulkaninstitut der Kanarischen Inseln schätzte im Jahr 2018 das Ausbruchsrisiko innerhalb der nächsten 50 Jahre auf 48 %.
Die Schadensauswirkungen der Vulkanausbrüche auf die Bevölkerung waren mit Ausnahme des 83 Tage andauernden Tajuya-Ereignisses von 1585 mit einer strombolianischen Eruption jedoch gering. Sie waren auf den Bereich der Cumbre Vieja, dem geologisch jüngsten Teil der Insel, und dort weitgehend auf deren Kammlage beschränkt. Die Vulkaneruptionen bestanden überwiegend aus langsam fließenden Lavaströmen.
Im Unterschied zum Vulkanrisiko stellt sich das Erdbebenrisiko weiträumiger dar und betrifft den gesamten Bereich der Insel. So ereigneten sich im Zusammenhang mit dem San-Juan-Vulkan Erdbebenerschütterungen der Intensität VIII im Zentrum des Vulkans bei Jedey, und in den weit entfernten Orten Santa Cruz und Barlovento waren es noch Intensitäten IV bzw. III. Im Dezember 2013 war das unterseeische Erdbeben westlich von El Hierro bis Santa Cruz deutlich spürbar.
2017 trat der erste größere Erdbebenschwarm auf La Palma auf, der seit der Inbetriebnahme des Überwachungsnetzes nach der Teneguia-Eruption Anfang der 1970er Jahre registriert wurde. Er fällt in die Kategorie vulkanotektonische Beben, die durch eine horizontale Verschiebung des Magmas Spannungen im Gesteinsuntergrund hervorrufen und Beben in einem engbegrenzten Bereich und Zeitraum mit ähnlicher Magnitude auslösen. Derart vulkanische Beben in relativ großer Tiefe und geringen Magnituden deuten nicht auf einen unmittelbar bevorstehenden Vulkanausbruch hin. In den vorangegangenen Jahren von 2000 bis 2016 wurden im Bereich La Palma lediglich acht Erdbebenereignisse registriert, wohingegen im Süden von Teneriffa und der Meerenge zwischen Teneriffa und Gran Canaria zwischen dem 1. Januar 2000 und dem 1. Dezember 2017 insgesamt 2352 Ereignisse gemessen wurden. In dieser Periode traten nahezu in jedem Monat mehrere Ereignisse auf. Am 2. Oktober 2016 fand auf Teneriffa ein Erdbebenschwarm mit 98 Ereignissen statt.

### Historisch belegte Vulkanausbrüche und Erdbeben
| Jahr Datum                      | Vulkan/ Erdbeben (Ort)                                        | Vulkan- Höhe                                  | Erdbeben (Intensität/ Magnitude)                                | Auswirkungen |
| ------------------------------- | ------------------------------------------------------------- | --------------------------------------------- | --------------------------------------------------------------- | --- |
| 1470–1492genaues Jahr unbekannt | Montaña Quemada (Tacande)                                     | 1362 m                                        |                                                                 | Aus dem Flankenausbruch des Kraters trat nordöstlich ein Lavastrom aus und bedeckte am Fuß der Cumbre Nueva bis nach El Paso ein Gebiet von 8 km Länge und 1 km Breite. |
| 1585 19.05.–10.08.              | Tajuya (oberhalb Jedey)                                       | 1871 m                                        |                                                                 | Vor dem Vulkanausbruch gab es viele Erdstöße. Mehrere Vulkankegel und Ausbruchstellen bildeten eine Eruptionsspalte, aus der Lava bis zum Meer abfloss und im Bereich zwischen Puerto Naos bis Charco Verde eine Landfläche von etwa 1,5 km² neu entstehen ließ. Ein erheblicher Ascheregen ging auf das Land nieder, viele Menschen kamen durch die giftigen Schwefeldämpfe ums Leben. Sechs Wochen später wurde die Insel erneut von heftigen Erdstößen erschüttert. |
| 1646 30.09.–21.12.              | San Martin (Tigalate)                                         | 1300 m                                        |                                                                 | Dem Vulkanausbruch ging ein starkes Erdbeben zeitlich voraus, Häuser drohten einzustürzen. Die Ausbruchsstelle bildete einen kleinen Kegel südöstlich des 1529 m hohen Hauptkraters, von dem aus der Lavastrom auf der Ostseite der Cumbre eine 7,5 km² große Lavafläche bildete. |
| 1677 / 78 17.11.–21.01.         | San Antonio (unterhalb von Fuencaliente)                      | 0632 m                                        |                                                                 | Dem Vulkanausbruch ging ein leichtes Erdbeben zeitlich voraus. Die Ausbruchstellen traten an den Flanken des Vulkankegels auf, über die sieben Lavaströme zum Meer abflossen und ausgedehnte Lavaplattformen bildeten. (Der heute sichtbare große Vulkankegel war nicht die Ausbruchsstelle, sondern die Ausbruchstelle einer vor etwa 3200 Jahren stattgefundenen gewaltige Eruption.) |
| 1712 09.10.–03.12.              | El Charco (El Paso, oberhalb von El Remo)                     | 1700 m                                        |                                                                 | Vom 4. bis 8. Oktober ereigneten sich mehrere Erdbeben, nach einer Ruhephase folgte ein großes Erdbeben. Aus einer Reihe von Eruptivschloten entlang einer etwa 2,5 km langen Spalte floss Lava westlich zum Meer beim heutigen Ort El Remo ab und ließ eine ausgedehnte Plattform entstehen. Rund 6,4 ha Ackerland wurden vernichtet. |
| 1903 23.09.                     | Erdbeben (Santa Cruz)                                         | Erdbeben (Santa Cruz)                         | VI                                                              | |
| 1920 20.01.                     | Erdbeben (Cumbre Vieja)                                       | Erdbeben (Cumbre Vieja)                       | VII                                                             | |
| 1936 23.07.                     | Erdbeben (Caldera de Taburiente)                              | Erdbeben (Caldera de Taburiente)              | III                                                             | Eine Serie von Erdbeben ereigneten sich am Südrand der Caldera de Taburiente und im Valle de Aridane |
| 1939 21.02.–02.04.              | Erdbeben (Cumbre Vieja)                                       | Erdbeben (Cumbre Vieja)                       | V, VI                                                           | Erdbebenerschütterungen in Los Llanos, in Fuencaliente wurde der Leuchtturm schwer beschädigt. |
| 1947 23.01.                     | Erdbeben (El Paso)                                            | Erdbeben (El Paso)                            | V                                                               | Erdbebenerschütterungen in El Paso |
| 1949 22.02.–07.03.              | Erdbebenschwarm (Süden der Insel)                             | Erdbebenschwarm (Süden der Insel)             |                                                                 | Die Erde bebte fast täglich. Ein heftiges Erdbeben im Süden der Insel, Mauern stürzten ein, der Leuchtturm von Fuencaliente wurde beschädigt und mehrere Erdspalten rissen in Ost-West-Richtung auf. |
| 1949 24.06.–04.08.              | → Hauptartikel : Vulkanausbruch 1949                          | → Hauptartikel : Vulkanausbruch 1949          | → Hauptartikel : Vulkanausbruch 1949                            | Der Vulkanausbruch trat an drei räumlich getrennten Orten auf, die über ein etwa 3 km langes Spaltensystem verbunden waren. Am 24. Juni öffnete sich unter heftigen Beben der neu entstandene Krater Duraznero und Lava floss nach Osten ab. Am 1. Juli erschütterte ein starkes Beben ganz La Palma, an Mauern und Dächern traten große Schäden auf und in Los Llanos gab es erhebliche Schäden. Am 8. Juli öffnete sich bei Llano del Banco oberhalb von San Nicolás eine Erdspalte, aus der Lava nach Westen bis ins Meer abfloss und neues Land von ungefähr 2 km² Größe entstehen ließ, wo sich heute der Ort La Bombilla sowie der Leuchtturm Faro de Punta Lava befinden (hier entstand der Lavatunnel Tubo Volcánico de Todoque, seit Eröffnung des Besucherzentrums zugänglich als Cueva de Las Palomas). Am 12. Juli brach der Hoyo Negro aus und spie Asche. |
| 1949 24.06.–04.08.              | San Juan Duraznero, Llano del Banco, Hoyo Negro (San Nicolas) | 1820 m, 1300 m, 1871 m                        | VIII: Jedey VII:I Puerto Naos V:III Los Llanos IV:II Santa Cruz | Der Vulkanausbruch trat an drei räumlich getrennten Orten auf, die über ein etwa 3 km langes Spaltensystem verbunden waren. Am 24. Juni öffnete sich unter heftigen Beben der neu entstandene Krater Duraznero und Lava floss nach Osten ab. Am 1. Juli erschütterte ein starkes Beben ganz La Palma, an Mauern und Dächern traten große Schäden auf und in Los Llanos gab es erhebliche Schäden. Am 8. Juli öffnete sich bei Llano del Banco oberhalb von San Nicolás eine Erdspalte, aus der Lava nach Westen bis ins Meer abfloss und neues Land von ungefähr 2 km² Größe entstehen ließ, wo sich heute der Ort La Bombilla sowie der Leuchtturm Faro de Punta Lava befinden (hier entstand der Lavatunnel Tubo Volcánico de Todoque, seit Eröffnung des Besucherzentrums zugänglich als Cueva de Las Palomas). Am 12. Juli brach der Hoyo Negro aus und spie Asche. |
| 1971 21.10.–18.11.              | Teneguía (unterhalb von Fuencaliente)                         | 0439 m                                        | II–V                                                            | Am 21. Oktober begann eine Serie von Beben. Einen Tag vor dem Vulkanausbruch wurde die Insel von einem starken Erdbeben erschüttert. Aus Eruptionsspalten des Vulkans (bis zu 300 m Länge) trat Lava aus und floss zum Meer ab, wodurch rund 29 ha neues Land entstand. Durch in Geländesenken angesammeltes Kohlendioxid erstickten zwei Menschen. |
| 2011 17.04.                     | Einzel-Erdbeben (nord/nordöstlicher Atlantik)                 | Einzel-Erdbeben (nord/nordöstlicher Atlantik) | ? / 3,9                                                         | 100 km nördlich La Palmas wurde ein Beben registriert. Kurz darauf strömten aus dem Staubecken Laguna de Barlovento große Wassermassen aus. Mit 2,5 Mio. m³ ist es das größte Speicherbecken der Insel. |
| 2012 16.09. 1850                | Einzel-Erdbeben (nord/nordöstlicher Atlantik)                 | Einzel-Erdbeben (nord/nordöstlicher Atlantik) | ? / 3,7                                                         | Erdbeben im Atlantik vor La Palma, 64 km nördlich von Santa Cruz. Auf El Hierro wurden in der Nacht zuvor 17 Beben mit einer Stärke von bis zu 3,2 aufgezeichnet. |
| 2013 22.09.                     | Einzel-Erdbeben (nord/nordöstlicher Atlantik)                 | Einzel-Erdbeben (nord/nordöstlicher Atlantik) | ? / 3,0                                                         | Etwa 20 km vor der Nordostküste bei Barlovento ereignete sich ein Erdbeben mit mehreren Erdstößen. |
| 2014 10.02.                     | Einzel-Erdbeben (nord/nordöstlicher Atlantik)                 | Einzel-Erdbeben (nord/nordöstlicher Atlantik) | ? / 3,7                                                         | Etwa 3 km vor der Küste von Los Sauces ereignete sich ein Erdbeben in 40 km Tiefe. |
| 2017 07.–14.10.                 | Erdbebenschwarm (Süden der Insel)                             | Erdbebenschwarm (Süden der Insel)             | ? / 1,1–2,9                                                     | Der Erdbebenschwarm mit 127 Ereignissen trat im Bereich der Vulkankette der Cumbre Vieja auf, in 20 bis 33 km Tiefe an der Grenze zwischen der ozeanischen Kruste und dem oberen Erdmantel, in der der Hotspot vermutet wird. |
| 2018 11.–14.02.                 | Erdbebenschwarm (Süden der Insel)                             | Erdbebenschwarm (Süden der Insel)             | ? / 2,3–2,5                                                     | 10 Erdbeben mit Magnituden von 2,3 bis 2,5 |
| 2020 24./25./30.07.             | Erdbebenschwarm (Süden der Insel)                             | Erdbebenschwarm (Süden der Insel)             | ? / 2,3–2,5                                                     | 7 Erdbeben mit Magnituden von 2,3 bis 2,5 |
| 2021 12.–19.09.                 | Erdbebenschwarm (Süden der Insel)                             | Erdbebenschwarm (Süden der Insel)             | ? / 2,1–3,8                                                     | 452 Erdbeben mit Magnituden 2,1 bis 2,6, 79 mit Magnituden von 2,7 bis 2,9, 38 mit Magnituden von 3,0 bis 3,8 in Tiefen von 12 km und kurz vor dem Ausbruch in 1 km Tiefe. |
| 2021 19.09.–13.12.              | → Hauptartikel : Vulkanausbruch 2021                          | → Hauptartikel : Vulkanausbruch 2021          | → Hauptartikel : Vulkanausbruch 2021                            | Ab dem 11. September 2021 entwickelte sich ein fortlaufend intensivierender Erdbebenschwarm in einer mehrere tausend Beben umfassenden Serie mit einer Stärke von bis zu 3,8 auf der Richterskala. Die Eruption begann am 19. September um 15:12 Uhr WESZ/Ortszeit im Gebiet von Cabeza de Vaca. Über sechs Schlote wurden Asche, Rauch und Lava durch den neuen Vulkan Tajogaite ausgestoßen. |
| 2021 19.09.–13.12.              | Cumbre Vieja                                                  | 1122 m                                        | V / 5,1                                                         | Ab dem 11. September 2021 entwickelte sich ein fortlaufend intensivierender Erdbebenschwarm in einer mehrere tausend Beben umfassenden Serie mit einer Stärke von bis zu 3,8 auf der Richterskala. Die Eruption begann am 19. September um 15:12 Uhr WESZ/Ortszeit im Gebiet von Cabeza de Vaca. Über sechs Schlote wurden Asche, Rauch und Lava durch den neuen Vulkan Tajogaite ausgestoßen. |
| 2022 24.03.                     | Erdbebenschwarm (Cumbre Vieja)                                | Erdbebenschwarm (Cumbre Vieja)                | ? / 3,0                                                         | 25 Erdbeben mit Magnituden von 2,0 bis 3,0, letztes stärkeres Beben mit Magnitude 3,0 nach stärkeren Nachbeben am 19./21./24. Dezember 2021 kurz nach Ende des Ausbruchs, Erdbeben seitdem nur noch wenige pro Monat und mit Magnitude von 2,2 und darunter |

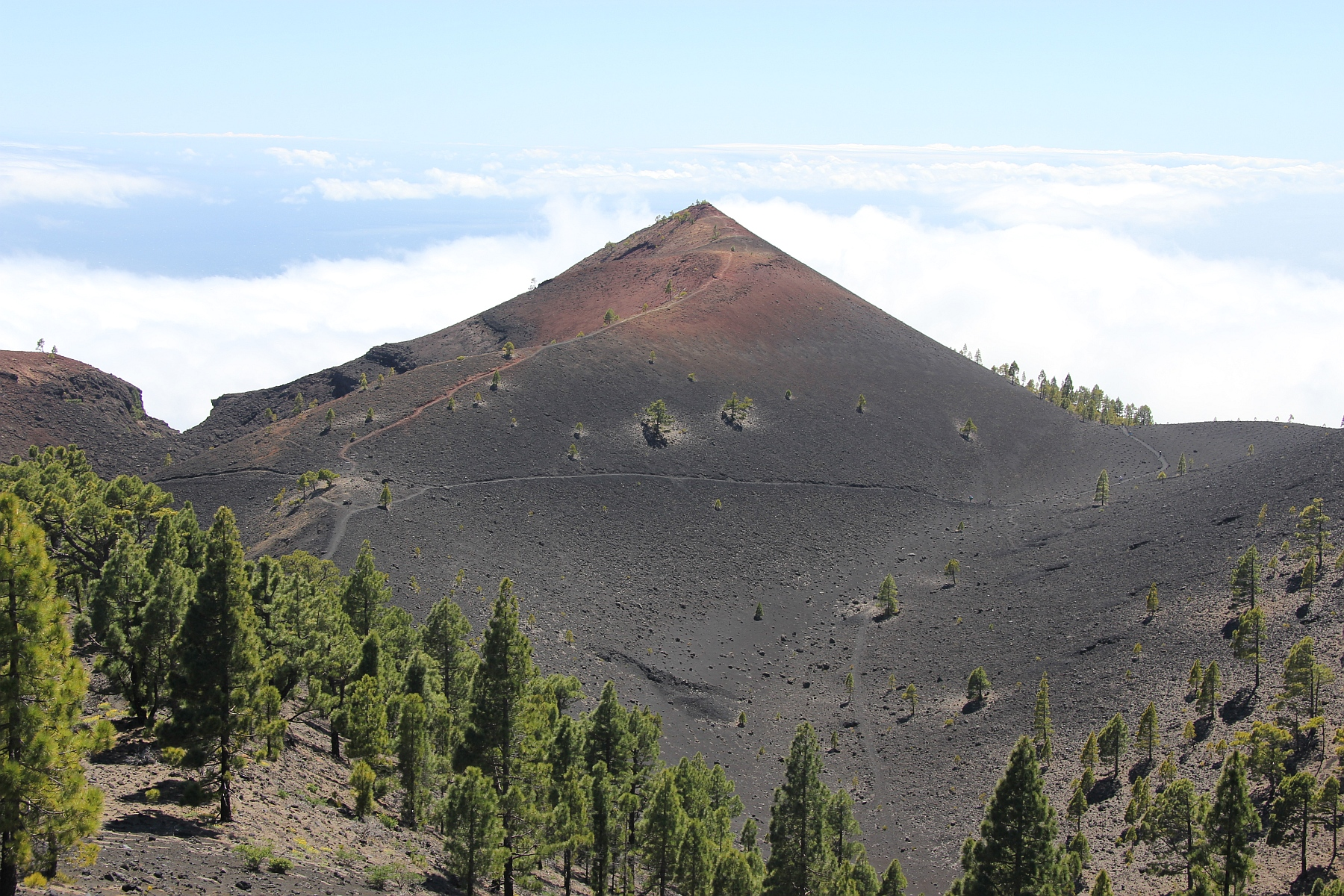
Vulkan San Martin, Ausbruch 1646 (2014)
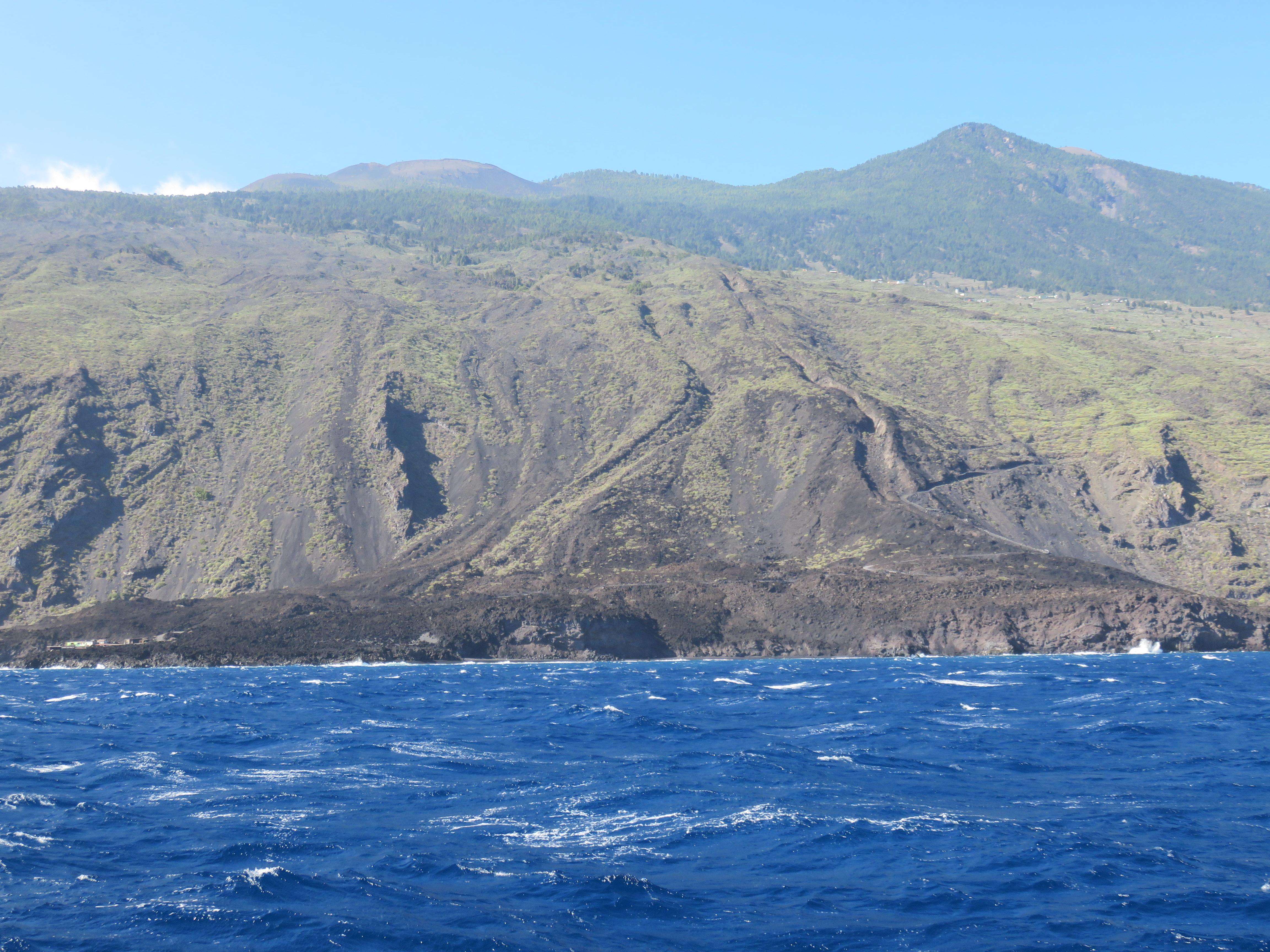
Lavastrom des San Martin, links im Bild Punta Martin (2014)
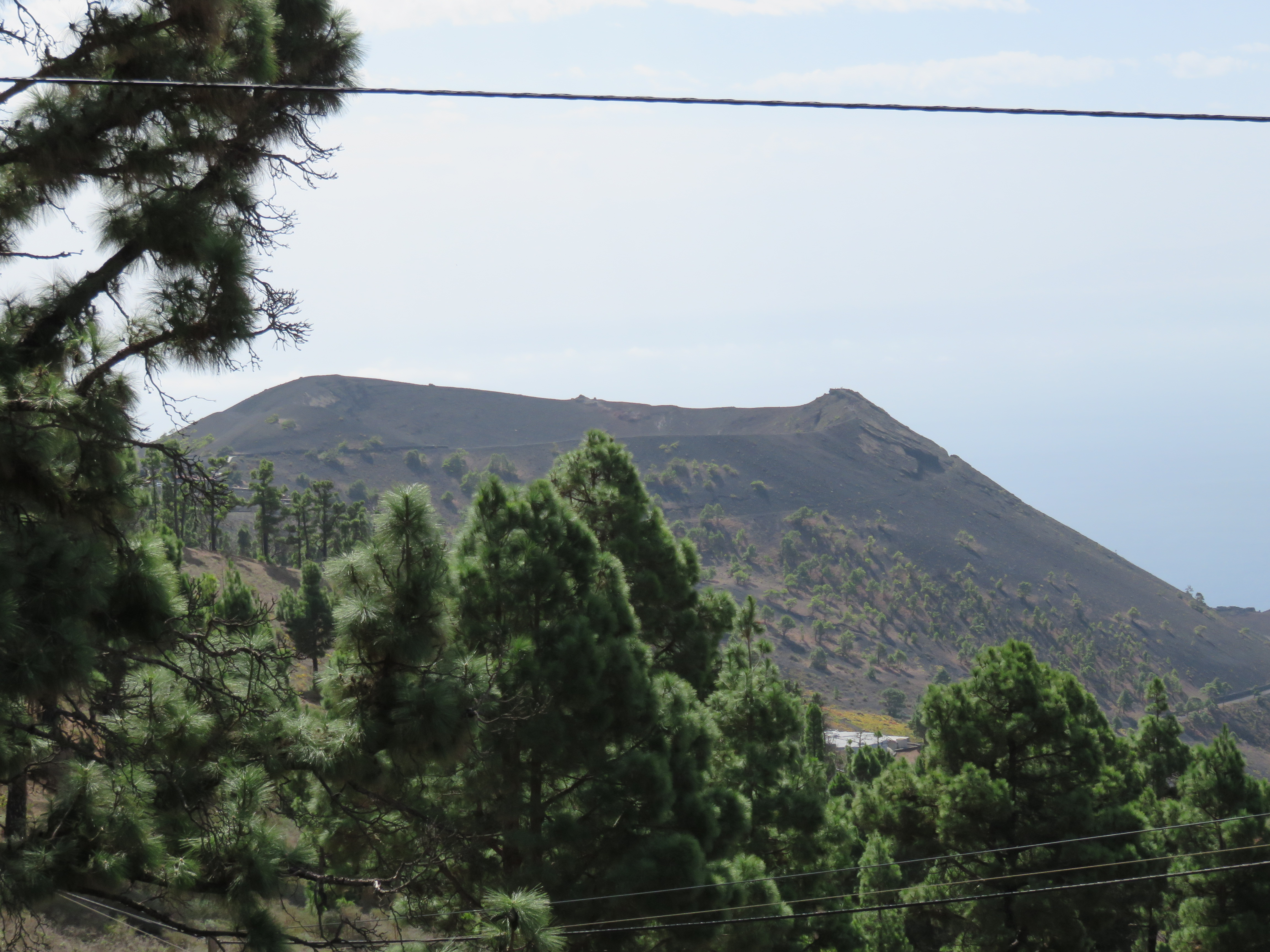
Vulkan San Antonio, Ausbruch 1677
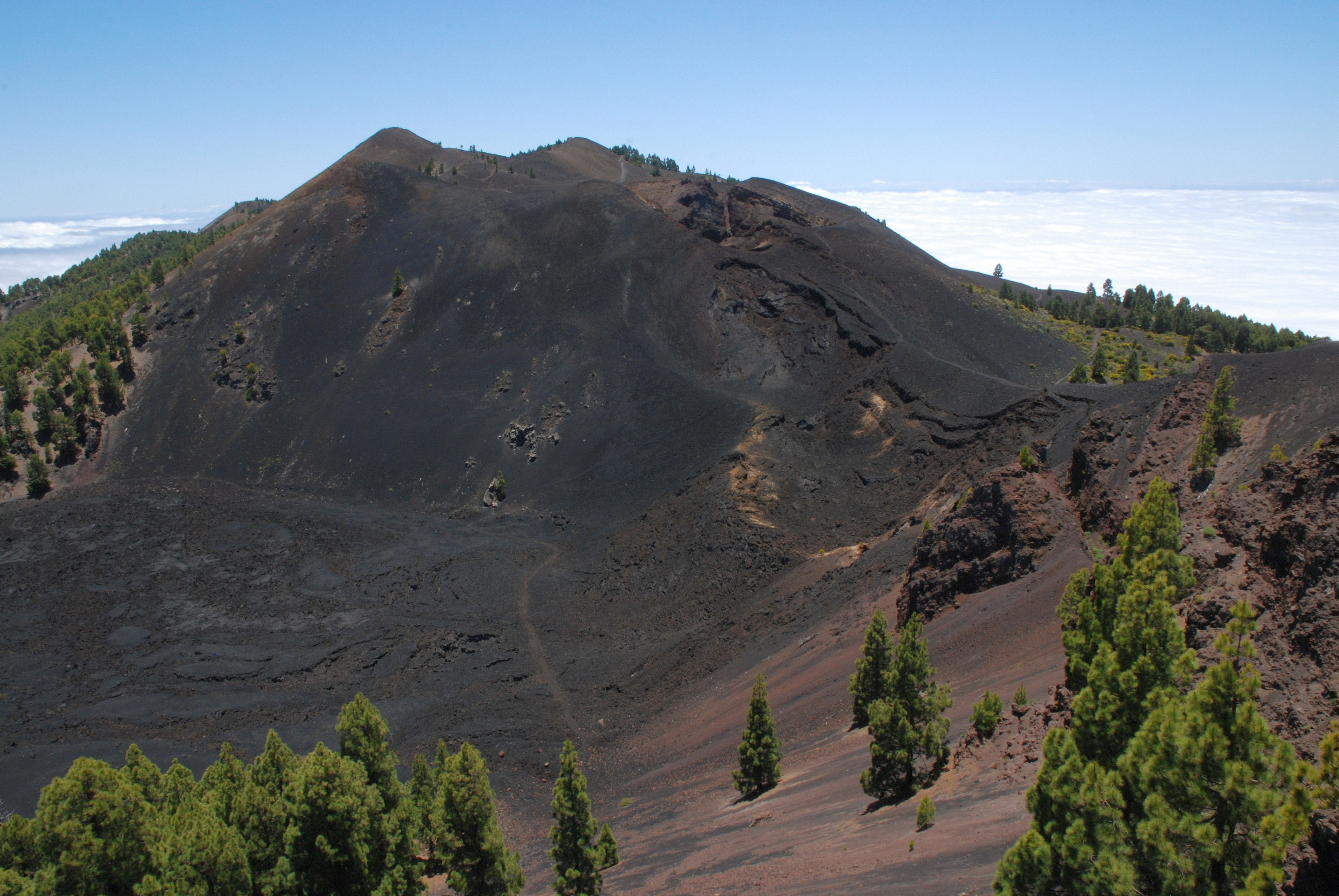
Vulkan San Juan, Ausbruch 1949 (2008)
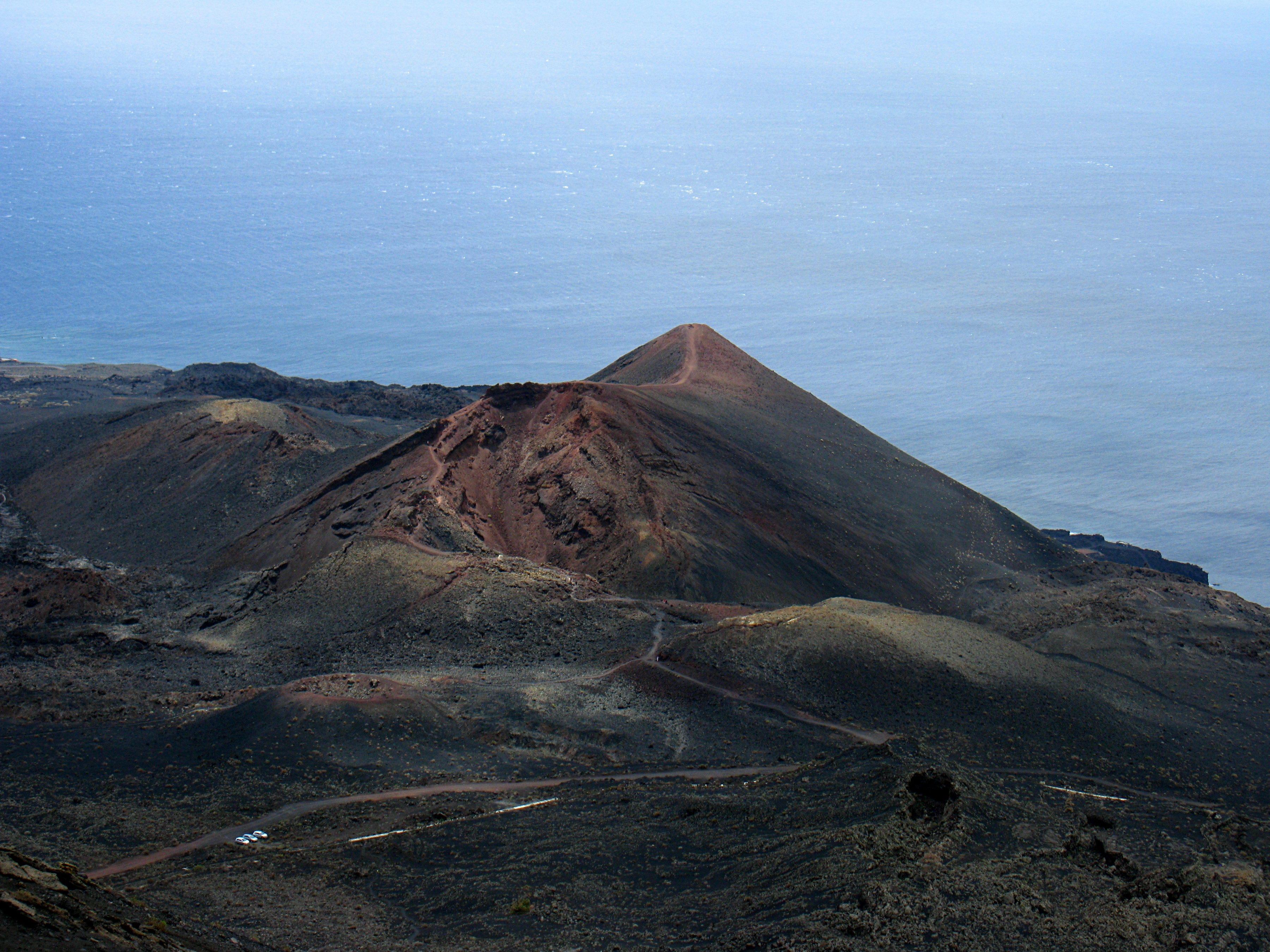
Vulkan Teneguía, Ausbruch 1971
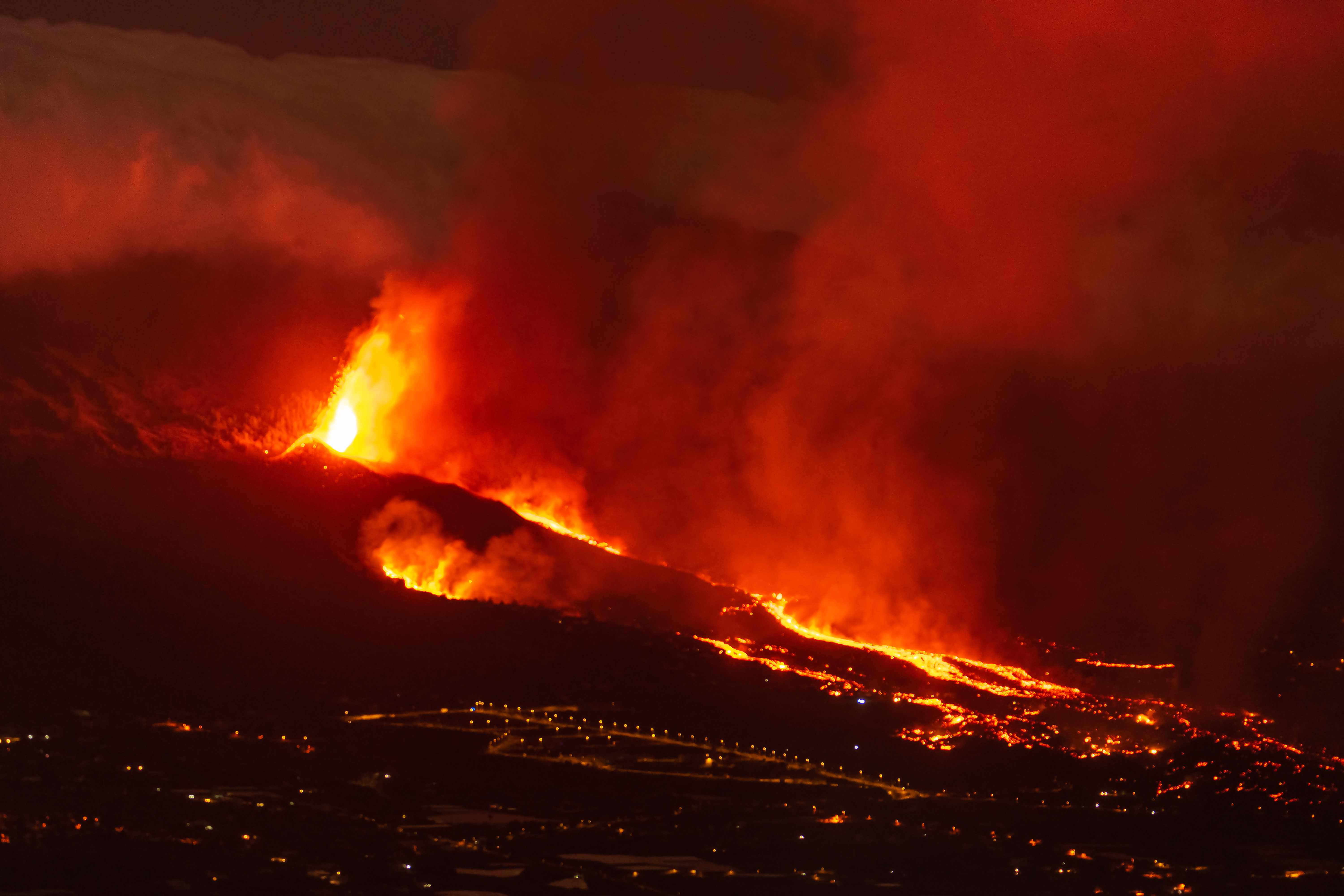
Lavastrom an der Cumbre Vieja bei Cabeza de Vaca, Ausbruch 2021
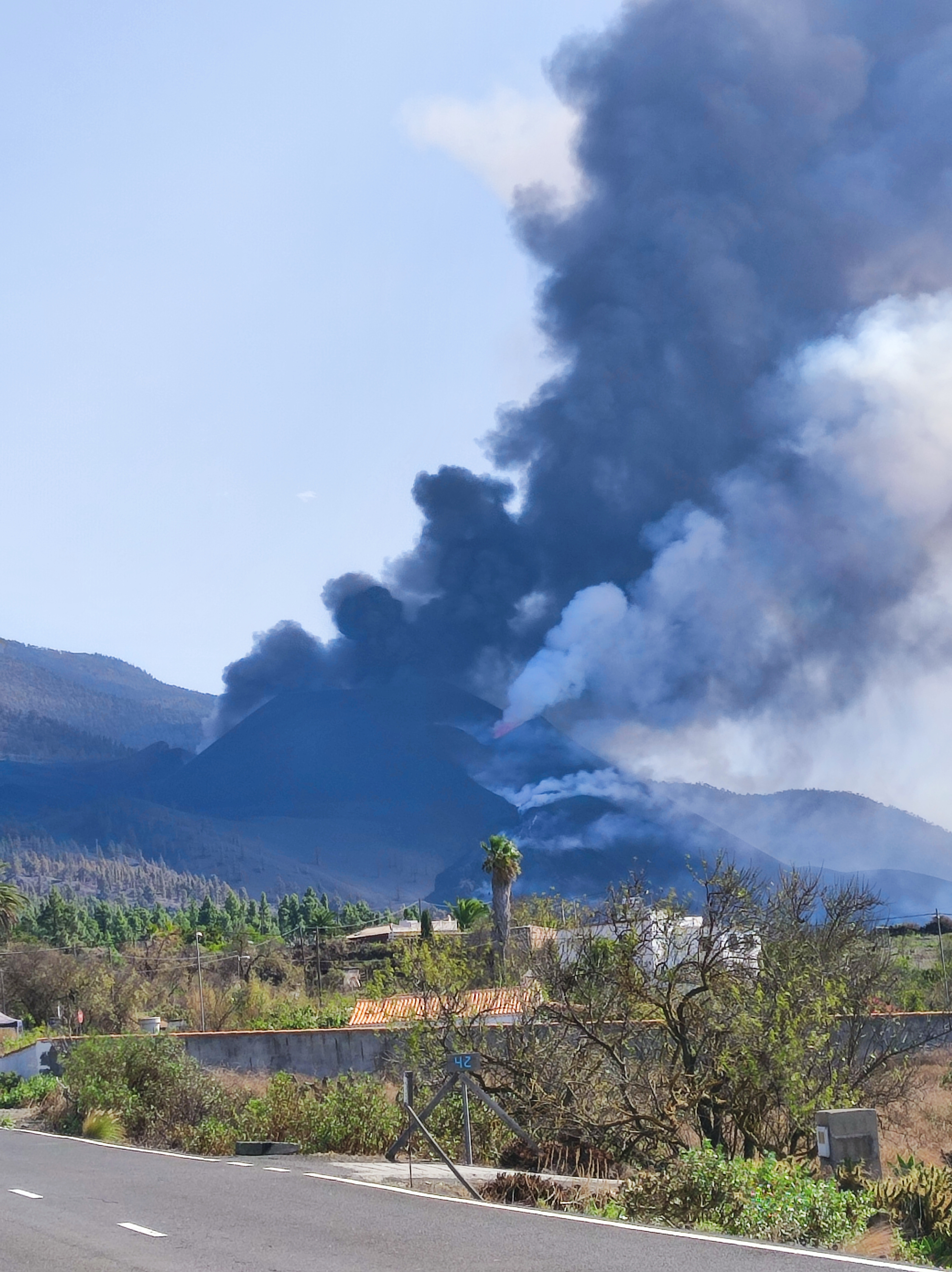
Aschewolke über der Cumbre Vieja, Ausbruch 2021
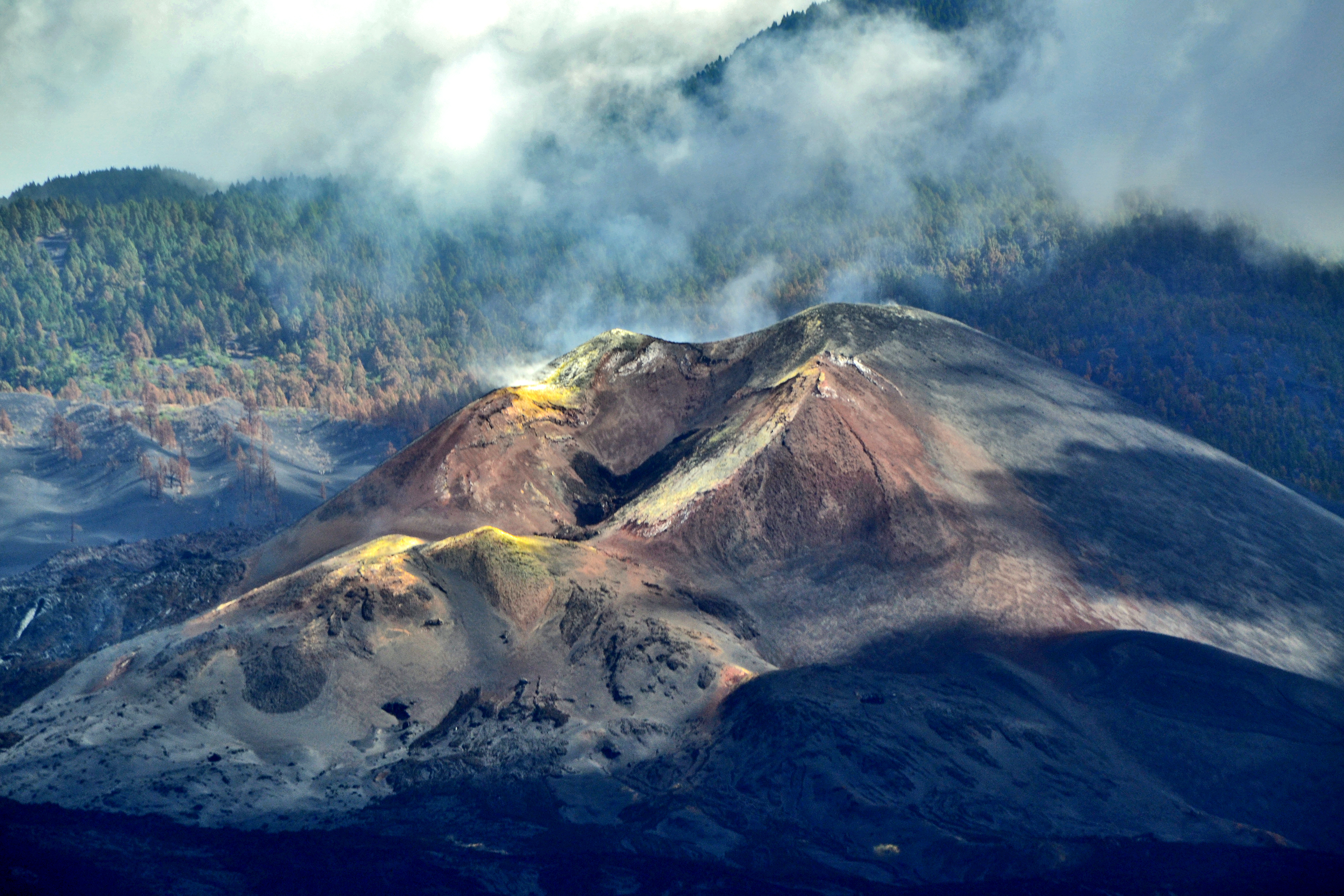
Vulkan Tajogaite, Ausbruch 2021 (2023)

### Vulkanausbruch-Erdrutsch-Tsunami-Theorie
Eine Untersuchung in den 1990er Jahren ergab, dass die Cumbre Vieja in ihrem Inneren wasserdurchtränkte, vertikale Schichten aus porösem Vulkangestein aufweist. Britische Geologen stellten die Theorie auf, dass die westliche Flanke der Cumbre Vieja bei einem erneuten Vulkanausbruch instabil werden und ins Meer abrutschen könnte. Dieser gewaltige Erdrutsch würde einen Megatsunami auslösen. Diese Theorie wurde in einer Dokumentation der BBC im Jahr 2000 verbreitet. Eine eingehende Untersuchung der TU Delft aus dem Jahr 2006 hält einen Bergsturz hingegen frühestens in 10.000 Jahren für wahrscheinlich und geht zudem von einem Abrutschen in mehreren Schüben aus, was einen Tsunami vom angenommenen Ausmaß der BBC-Dokumentation unwahrscheinlich macht.

## Klima

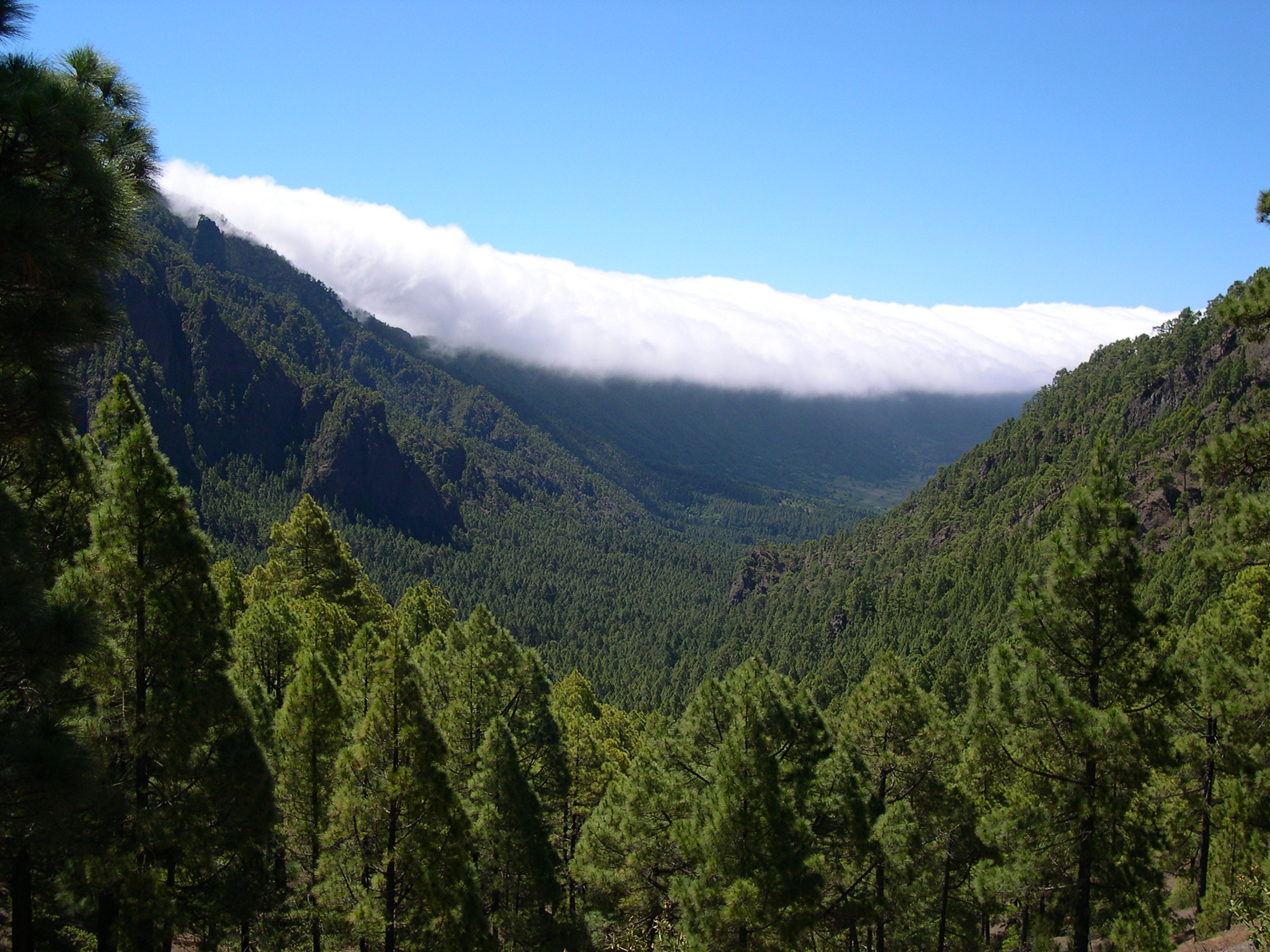
Cascada de nubes über die Cumbre Nueva

Das ganzjährig milde Klima auf La Palma wird entscheidend durch den Nordostpassat und den Kanarenstrom bestimmt.
Die Passatwolken treffen in einer Höhe zwischen 600 und 1700 m im Nordosten der Insel auf die mit Kiefern bewaldeten Berghänge von Barlovento, wo die bis zu 30 cm langen Nadeln der Kanarischen Kiefer die Wolken auskämmen (Nebelkondensation) und so Niederschlagsmengen zwischen 1000 und 1500 mm im Jahr erzeugen. Die dem Boden zugeführte Wassermenge beträgt ca. das Zwei- bis Dreifache der Niederschläge, die ohne die Wirkung der Nebelkondensation anfallen würden. Das stetig zu Boden tropfende Wasser sickert durch das poröse Lavagestein und sammelt sich in großen Höhlen im Inselinnern, die als natürliche Wasserspeicher fungieren. Der große Kiefernbestand der Insel trägt damit erheblich zum Gesamtwasserhaushalt La Palmas bei.
Ein charakteristisches Bild vom Strom der Passatwolken entsteht an der Cumbre Nueva in einer Höhe von etwa 1450 m, wo sich die Wolken über den Bergkamm wälzen und auf der Westseite auflösen. Das Phänomen wird als Cascada de nubes („Wolkenwasserfall“) bezeichnet.
Auf der Ostseite der Insel betragen die durchschnittlichen jährlichen Niederschlagsmengen beispielsweise in Barlovento 900 mm und in Santa Cruz 507 mm. Im vom Passat abgewandten Südwesten fallen dagegen deutlich geringere Jahresmengen an, in Tazacorte sind es 284 mm.
Die zweite klimabestimmende Größe ist der Kanarenstrom, eine kühle bis mäßig warme Meeresströmung. Er sorgt auf der Insel für ein ausgeglichenes Temperaturniveau über das Jahr. Am Flughafen La Palma beträgt beispielsweise die durchschnittliche Jahrestemperatur 20,3 °C, wobei die niedrigsten Werte in den Monaten Januar und Februar mit 17,6 °C und die höchsten Werte im August und September mit 23,5 °C anfallen.
Die Temperaturen auf der Insel variieren erheblich abhängig von der Höhenlage, da die Temperatur mit der steigender Höhe fällt. Weiterhin spielt der Fön-Effekt eine Rolle, die auf der Westseite abgeregnete, trockenere Luft ist wärmer als die Luft auf der Ostseite.
Der mit Calima bezeichnete Wind, der über der Sahara entsteht, führt sehr trockene, heiße Luft und feinsten Sandstaub mit. Im Sommer kann er die Temperaturen bis auf 45 °C ansteigen lassen. Der Sandstaub färbt die Luft gelblich, setzt sich als Staubschicht ab, verschlechtert die Luftqualität und beeinträchtigt die Sichtverhältnisse, was den Flugverkehr beeinträchtigen kann. Eine solche Wetterlage tritt auf La Palma mehrmals jährlich für jeweils etwa drei bis fünf Tage auf.

### Waldbrände

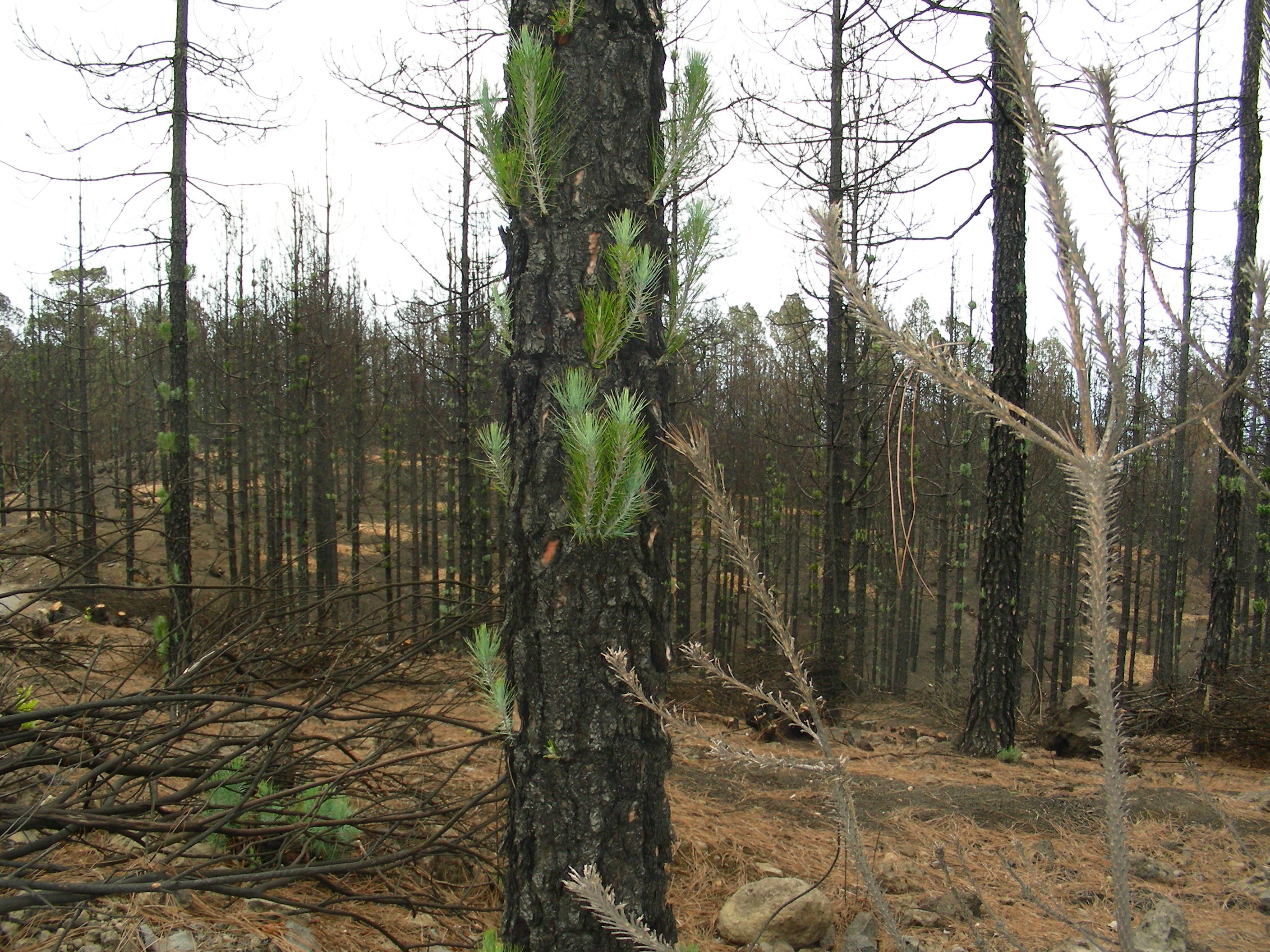
Eine Kanarische Kiefer kurz nach einem Waldbrand

Waldbrände, die auf den Kanarischen Inseln immer wieder aufgetreten sind, trugen wesentlich zur biologischen Evolution bei, wie durch Stimulation des Pflanzenwachstums, natürliche Verjüngung und Biodiversität. Nach einem Brand regeneriert sich der kanarische Kiefernwald in 8 bis 10 Jahren. Bereits nach einem Jahr treiben junge Kiefernnadeln aus den verkohlten Baumrinden der Kiefern. Nur eine Häufung der Brände (in Zeitabschnitten <6 bis 8 Jahre) würde die Regeneration des Waldes verhindern.
Waldbrände finden auf den Kanaren vorrangig in der trockenen Sommerzeit im Spätsommer und während des heißen Wüstenwindes Calima statt.
Von 1988 bis 1998 traten auf La Palma vier großflächige Waldbrände mit Ausdehnungen von 8 bis 55 km² auf.
Einer der folgenschwersten Waldbrände ereignete sich im Juli/August 2000 in Garafía, als 39,12 km² Wald- und Buschland vernichtet wurden. Ein nicht vollständig gelöschtes Feuer bei einem Grillfest wurde als Brandauslöser ermittelt. In Tijarafe mussten zahlreiche Bewohner ihre Häuser verlassen.
Im September 2005 fielen einem sechs Tage andauernden Waldbrand in Garafía etwa 20 km² Wald zum Opfer, bevor er durch den Einsatz von acht Lösch-Hubschraubern, zwei Flugzeugen und einer hohen Zahl von Helfern beendet wurde. Dichte Wolkenbänke über der Zone der Waldbrände hatten die Löscharbeiten aus der Luft immer wieder behindert.
Im August 2009 brannte der Kiefernwald in der Gemeinde Mazo. Tausende Anwohner mussten evakuiert werden, etwa 50 Wohnhäuser brannten nieder und mehrere Weinberge wurden zerstört. Etwa 20 km² Wald und Ackerland fielen dem Brand zum Opfer.
Im Juli 2012 brachen – gefördert durch den Calima – etwa zeitgleich auf Teneriffa, La Gomera und La Palma heftige Waldbrände aus. Die reichlich am Waldboden vorhandenen, trockenen Kiefernnadeln wirkten dabei wie Brandbeschleuniger. Die gemeinsam genutzten Lösch-Hubschrauber und Lösch-Flugzeuge auf den West-Kanarischen Inseln waren bei ihrem Einsatz auf den drei Inseln an ihrer Kapazitätsgrenze.
Im Juli 2012 brannte ein Waldgebiet oberhalb El Paso bis Las Manchas und einen Monat später der Wald in der Gemeinde Mazo, wobei 7,52 bzw. 20,28 km² Wald sowie einige Häuser vernichtet wurden. Die Bewohner zweier Orte in Mazo mussten vorübergehend evakuiert werden.
In den Sommermonaten 2013 (in Tajarafe) und 2014 (in El Paso, Breña Alta und Garafía) kam es bei Temperaturen bis zu 40 °C erneut zu Waldbränden, deren Ausbreitungen jedoch deutlich geringer waren als in den genannten Vorjahren.
Am 3. August 2016 brach in der Region Tamanca unterhalb von Jedey ein Waldbrand aus, der sich wegen starker Winde und Temperaturen von 37 °C in nördlicher Richtung nach El Paso und später nach Süden, nach Fuencaliente und Mazo schnell ausbreitete und mehrere Tage andauerte.
Ein 27-jähriger Deutscher, der den Brand fahrlässig verursacht hatte – nach eigenen Angaben durch Verbrennen von Toilettenpapier, um seine illegale Anwesenheit zu verbergen –, wurde verhaftet. Im Mai 2017 wurde er vom Landgericht in Santa Cruz de Tenerife zu dreieinhalb Jahren Haft sowie zu Entschädigungszahlungen verurteilt.
Zur Brandbekämpfung kamen die 300 Mann starke Feuerlöschtruppe La Palmas und die beiden Insel-Helikopter zum Einsatz. Zusätzlich wurden von den Nachbarinseln Soldaten einer Spezialeinheit gegen Umweltkatastrophen mit 26 geländegängigen Fahrzeugen sowie zusätzliche Löschflugzeuge eingesetzt. Ein Mitarbeiter des Inselumweltamtes, der bei den Löscharbeiten geholfen hatte, kam in den Flammen um. Die Löscharbeiten in Mazo und Fuencaliente wurden dadurch erschwert, dass aufgrund der extremen Hitze des Waldbrandes mehrere Wasserleitungen platzten, die über einen 82 km langen Wasserkanal aus dem wasserreichen Nordosten der Insel gespeist werden.
Aus den vom Feuer bedrohten Gemeinden mussten insgesamt etwa 4000 Bewohner ihre Häuser verlassen. Durch den Brand wurde der Kiefernwald über ein Gebiet von etwa 40 km² infolge diverser Brandschneisen erheblich zerstört.
Am 17. August 2021 kam es während eines Calimas zu einem Buschbrand von eingeschlepptem Katzenschwanzgras (Rabo de Gato) am Stadtrand von El Paso, der 30 Wohngebäude und etliche Gärten vernichtete.
In der Nacht zum 15. Juli 2023 brach in der Gemeinde Puntagorda im Nordwesten der Insel ein Waldbrand aus. Die erste Alarmierung des Waldbrandes fand um 1:05 Uhr statt. Wenig später griff der Brand auch auf die Gemeinde Tijarafe über und erreichte den nördlichen Rand der Caldera de Taburiente.
Die Inselregierung gab am 19. Juli bekannt, dass 2.900 Hektar Wald und Kulturland vernichtet wurden, wovon ca. 200 Hektar im Nationalpark Caldera de Taburiente liegen (Siehe Karte der betroffenen Brandbereiche in). Mehr als 4.255 Menschen wurden evakuiert.
Die Schadensauswertung nennt 25 geschädigte Gebäude in Puntagorda und 35 in Tijarafe, von denen 9 Wohnhäuser niedergebrannt sind. Obstplantagen, Weinberge und Bewässerungsinfrastrukturen wurden zerstört. Das Weingut Tendal wurde Opfer der Flammen. Dessen Weinkellerei liegt im oberen Teil von Tijarafe. Weiterhin wurden 170 Niederspannungsmasten und zwischen 9 und 10 Kilometer Stromleitungen verbrannt. Zeitweise waren 400 bodengestützte Löschkräfte, neun Hubschrauber und zwei Wasserflugzeuge im Einsatz.
Am Freitag, dem 21. Juli waren noch 60 Einsatzkräfte vor Ort, um die Brandbereiche zu überwachen.

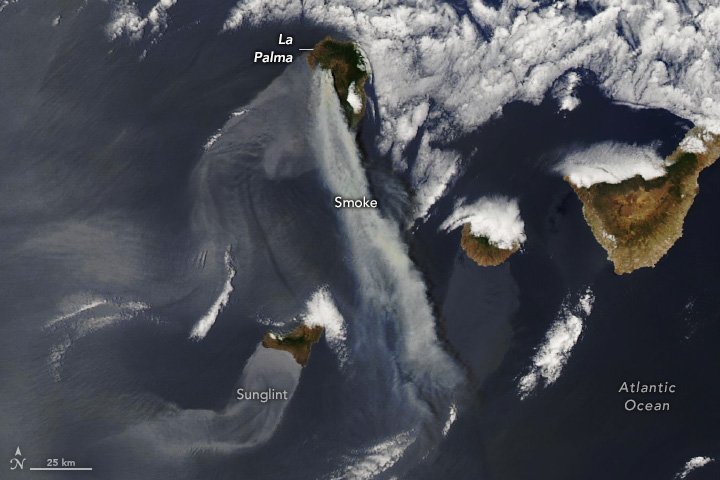
NASA-Aufnahme der Rauchfahne des Waldbrandes auf La Palma vom 15. Juli 2023.
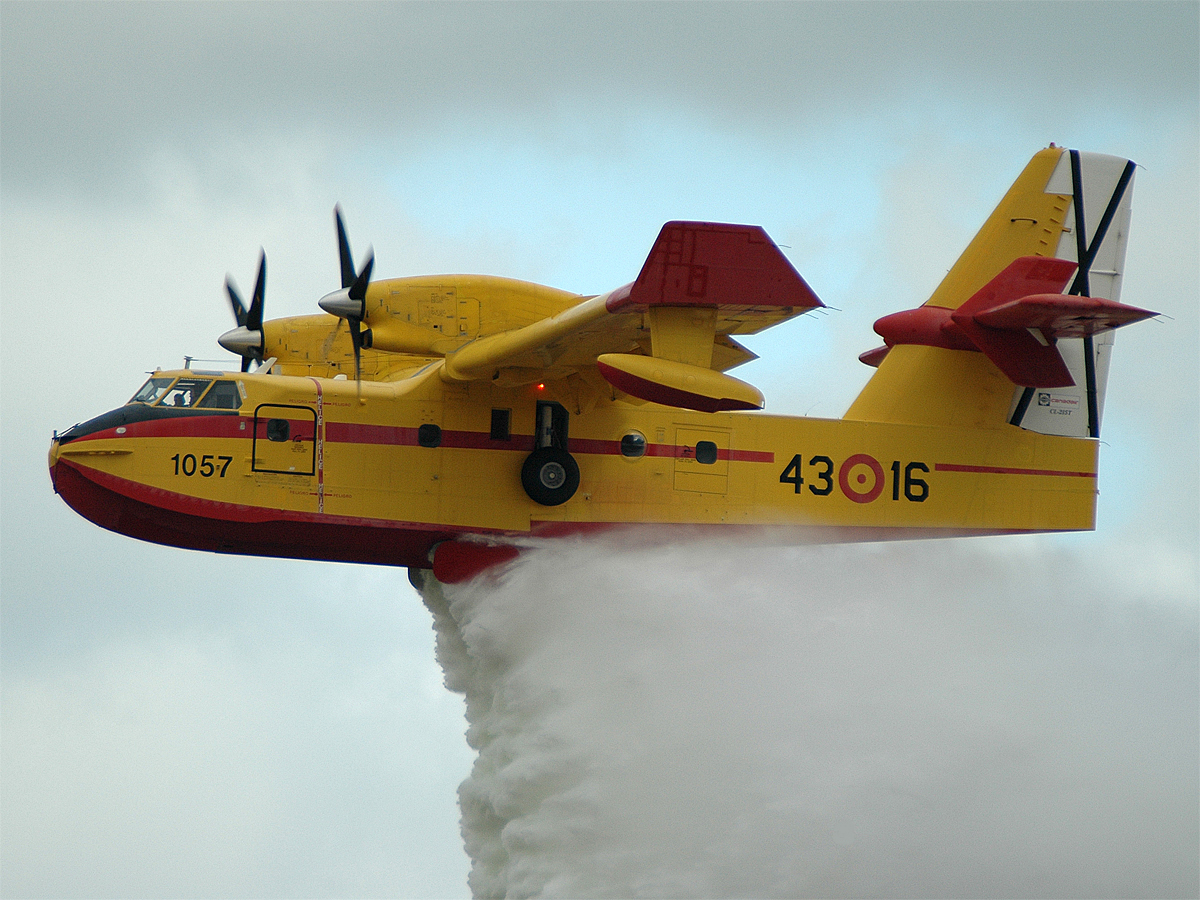
Einsatz der Canadair CL215 der 43-Gruppe, siehe Video in

## Natur und Landschaft

### Flora und Vegetation
La Palma zeichnet sich geologisch im Vergleich zu den anderen kanarischen Inseln durch seine steilen Hanglagen aus, die sich aus der relativ kleinen Inselfläche von 708 km² und dem Gebirgsmassiv mit dem 2426 m hohen Roque de los Muchachos ergeben. Auf den verschiedenen Höhenlagen haben sich im Laufe der Entstehungsgeschichte der Insel, isoliert vom Festland und menschlichem Einfluss, vielfältige Vegetationsformen entwickelt, indem sie sich ihre eigenen Strategien für das Überleben schufen. Von den etwa 800 verschiedenen freiwachsenden Pflanzen gelten 45 als insel-endemisch, d. h. sie wachsen nur dort. Der palmerische Botaniker Arnoldo Santos nennt 70 lokalendemische Pflanzenarten.
Der vulkanische Ursprung mit der Ausbildung des Lavabodens und die geographische Lage der Insel im Strom der Passatwolken sind wesentlich mitbestimmend für diese Entwicklung. Mit der spanischen Eroberung der Insel im 15. Jahrhundert wurden zusätzliche Pflanzen durch den Menschen eingeführt, die sogenannten Adventivpflanzen.
Aufgrund der Höhenunterschiede auf La Palma werden fünf Vegetationsstufen (auch Höhenstufen) unterschieden, in denen sich unterschiedliche Vegetationsformen ausgebildet haben:
- Küstenzone (bis 500 m): Die Küstenvegetation wird von Zwergsträuchern wie dem Kammförmigen Strandflieder bestimmt. Vor allem auf der Westseite, die durch Trockenheit, Hitze und Sonneneinstrahlung gekennzeichnet ist, findet man in Höhen bis etwa 800 m häufig die Kanaren-Wolfsmilch und die Balsam-Wolfsmilch. Weit verbreitet ist auch der Drachenbaum.
- Lorbeerwälder (500–1000 m): Der Lorbeerbaum kommt in bis zu 20 verschiedenen Sträucher- und Baumarten vor und wird bis zu 30 m hoch. Typisch für die Ostseite sind die Lorbeerwälder, insbesondere im Biosphärenreservat von Los Tilos.
- Baumheide (1000–1500 m): Hier wachsen die Baumheide (Brezo) und der Gagelbaum (Faya), der bis zu 20 m hoch wird.
- Kiefernwald (1500–2000 m): In diesem Höhenbereich dominieren die Kiefernwälder. In ihrem Unterholz wächst unter anderem die Beinwellblättrige Zistrose. Durch Nebelkondensation trägt die Kanarische Kiefer mit ihren langen Nadeln über ihren Eigenbedarf hinaus erheblich zum Wasserhaushalt La Palmas bei (siehe Klima). Mit der korkähnlich dicken Rinde der Kanarischen Kiefer ist sie gegenüber den wiederholt auftretenden Bränden weitgehend resistent. Beim Brand verkohlt lediglich die Rinde, der eigentliche Stamm bleibt unbeschädigt. Aus der verkohlten Rinde treiben bereits nach einem halben Jahr wieder grüne Kiefernsprösslinge.
- Subalpine Hochgebirgsformen (ab 2000 m): In dieser Höhe, wo keine Bäume mehr wachsen, wechseln die Wetterverhältnisse zwischen Frost, heftigem Eisregen, intensiver Höhenstrahlung und extremer Trockenheit. Dort wachsen einzigartige Pflanzen, wie der Klebrige Drüsenginster, ein spezieller Schöterich, der Enzianartige Natternkopf und Wildprets Natternkopf. Diese Arten kommen nur in Höhenlagen der Kanarischen Inseln vor.[79]

Eine Besonderheit unter den Kanarischen Kiefern stellt die El Pino de la Virgen in der Gemeinde El Paso dar. Mit einem Durchmesser von etwa 240 cm und eine Höhe von etwa 32 m zählt sie zu den größten und ältesten ihrer Art; ihr Alter wird auf 800 Jahre geschätzt.
Neben den einheimischen Pflanzen gibt es zahlreiche vom Menschen eingeführte freiwachsende Pflanzen auf der Insel. Weit verbreitet sind in ländlichen Regionen der Feigenkaktus (auf dem bis in das 19. Jahrhundert die Schildläuse gezüchtet wurden, um den roten Farbstoff Karmin zu gewinnen). Seine roten, mit feinen Stacheln versehenen Früchte sind sehr süß und genießbar. Hauptsächlich in Städten wächst der Indische Lorbeer. Der Weihnachtsstern aus der Familie der Wolfsmilchgewächse wächst als meterhoher Strauch und kommt ursprünglich aus Mexiko. Der Feigenbaum wächst überwiegend in Bergregionen. Als freiwachsende Zierpflanzen sind unter anderem Hibiskus, Oleander und Strelitzien anzutreffen.
Der Vielfalt und der – zumindest im Nordosten – ganzjährig grünen Vegetation verdankt La Palma die Beinamen La Isla bonita („Die schöne Insel“) und La Isla verde („Die grüne Insel“).

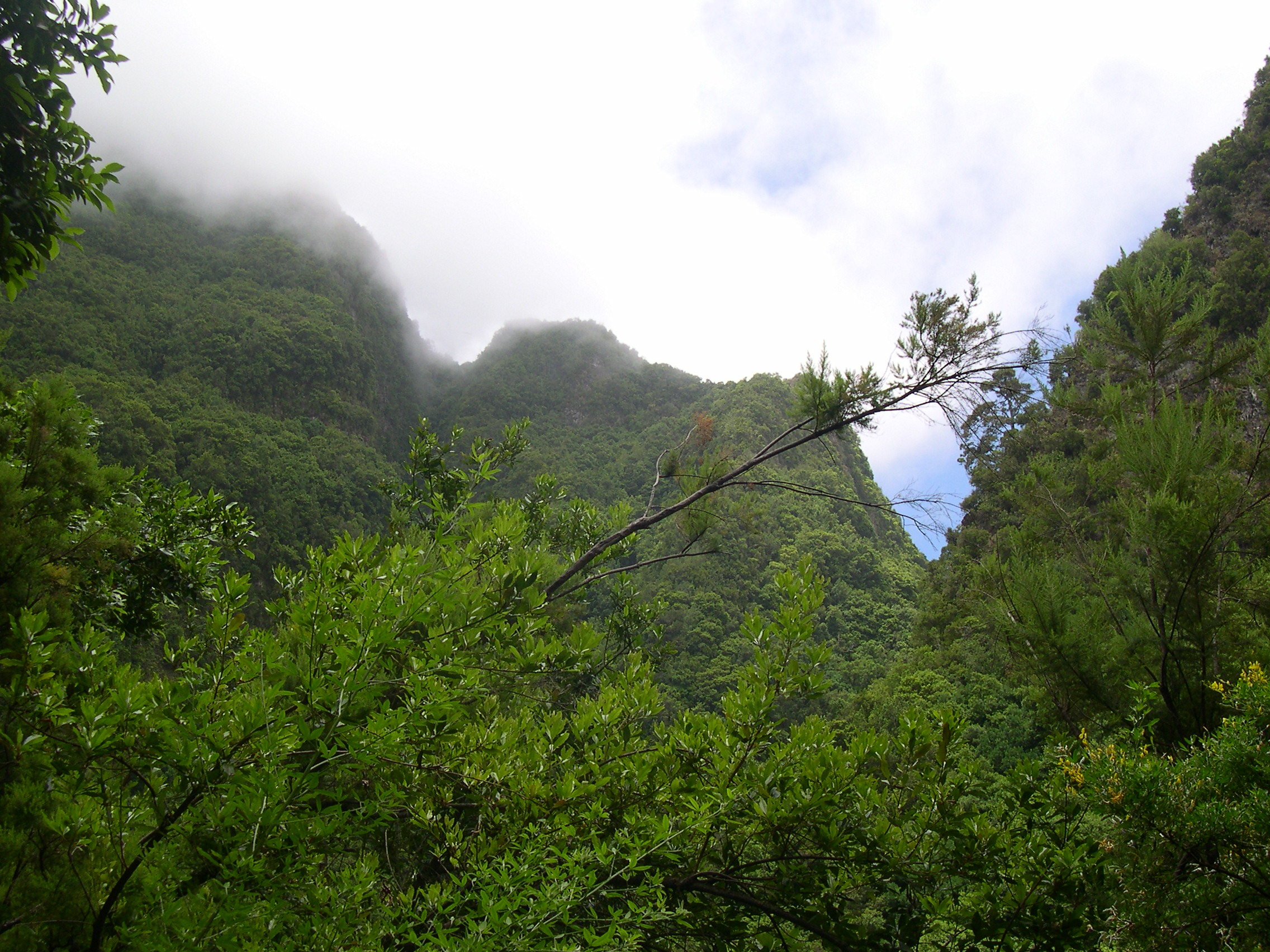
Lorbeerwald bei Los Tilos
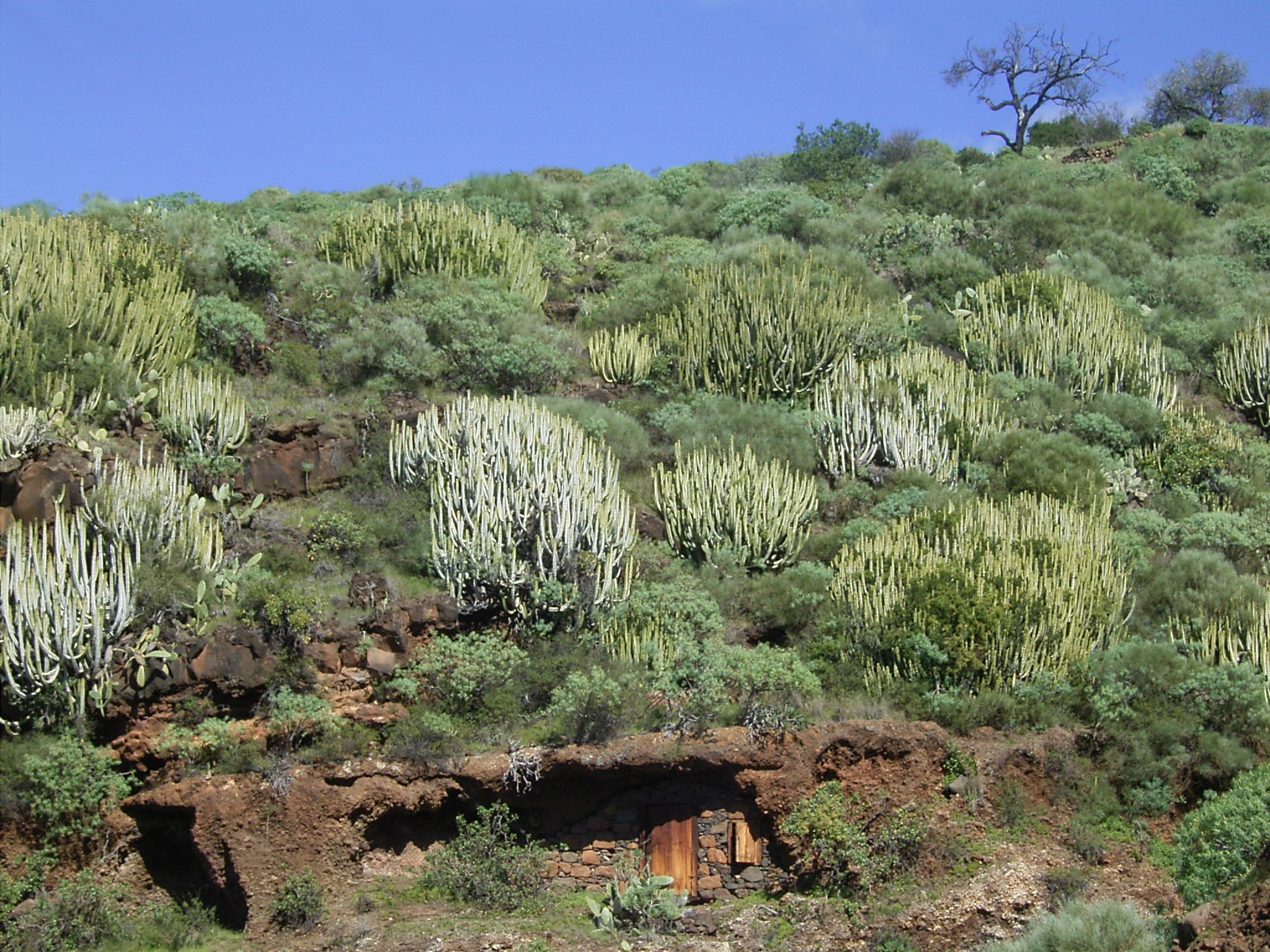
Kanaren-Wolfsmilch in Puntagorda
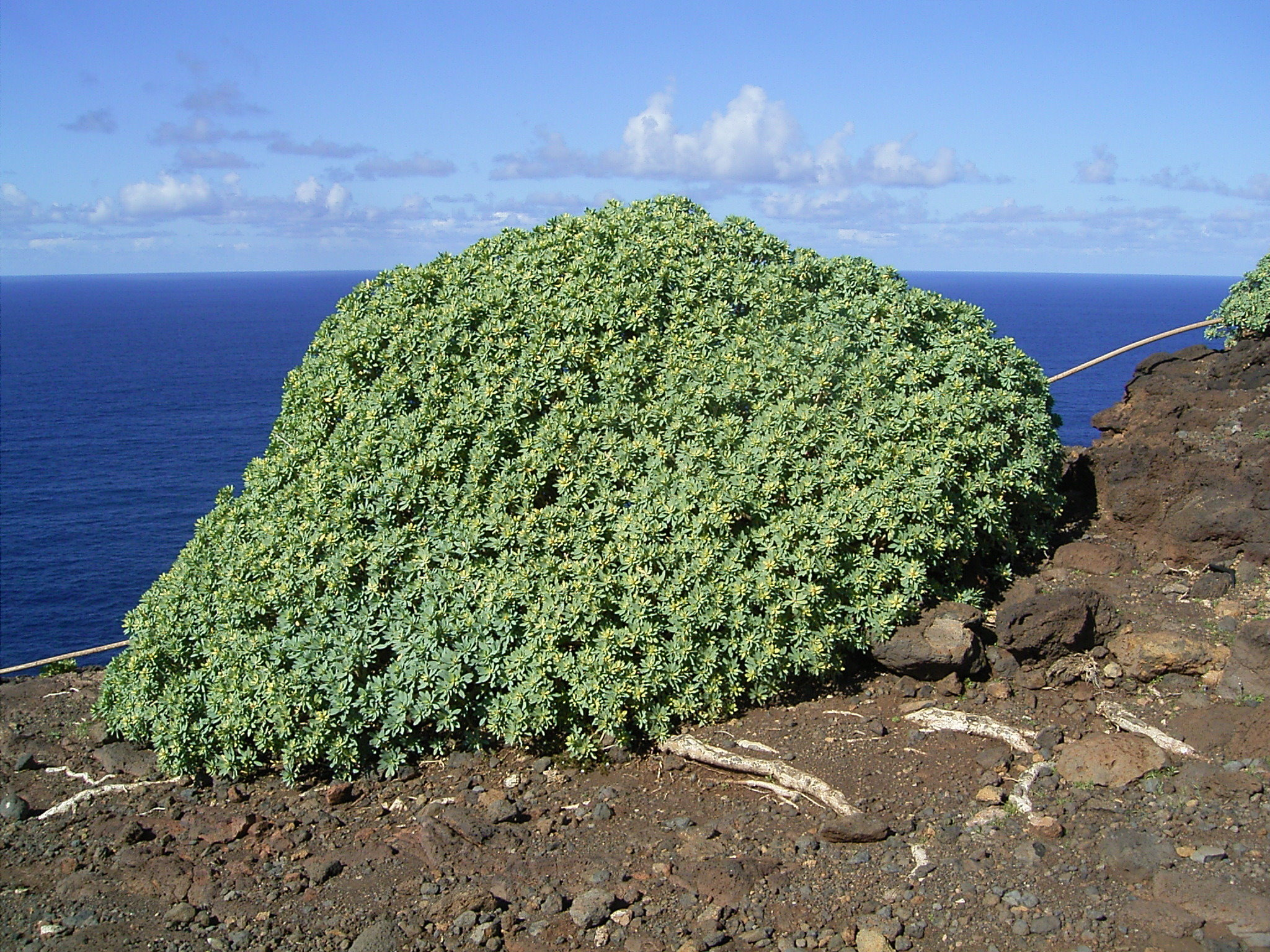
Balsam-Wolfsmilch in Garafía
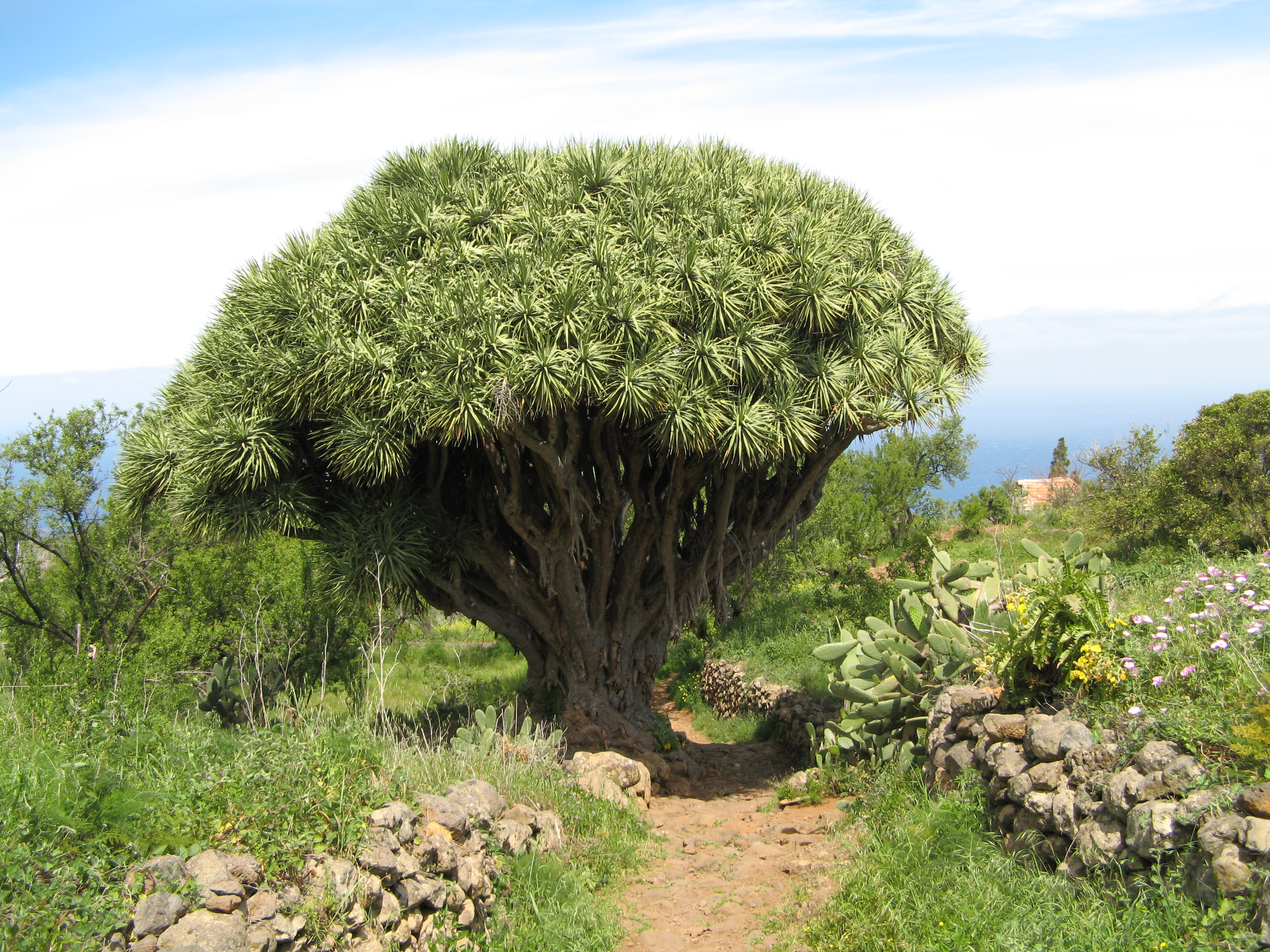
Drachenbaum in Garafía
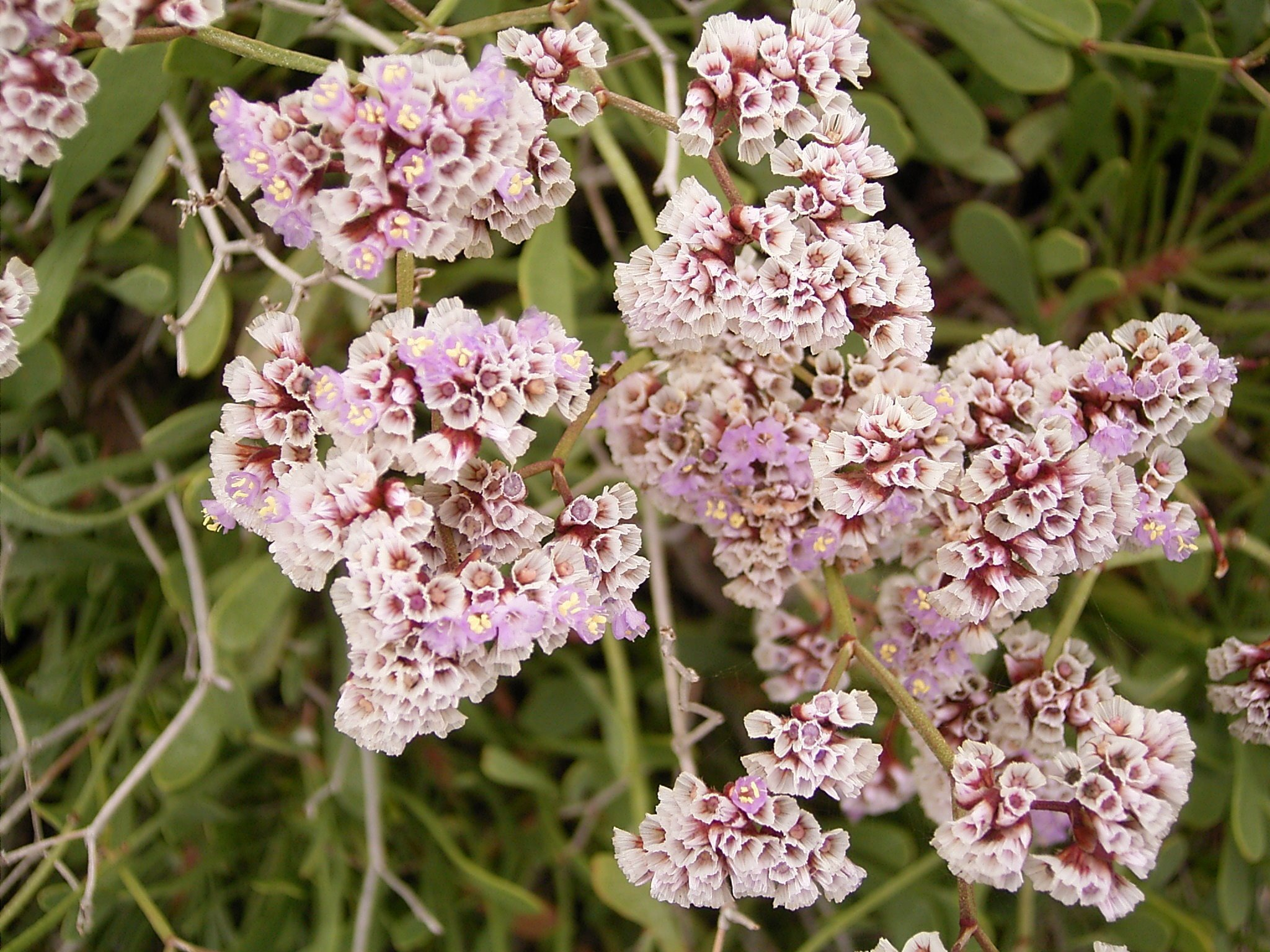
Kammförmiger Strandflieder in Los Cancajos
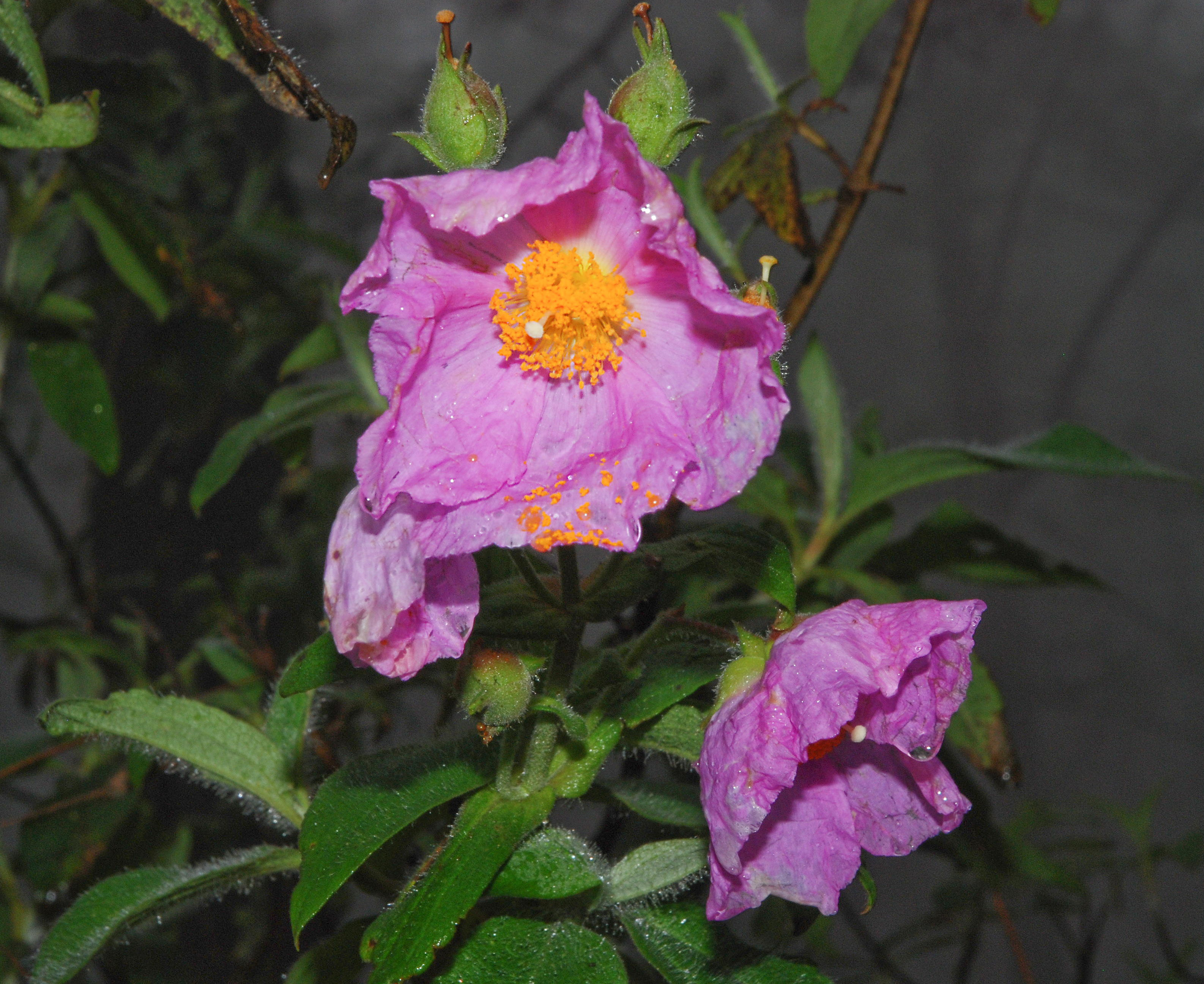
Beinwellblättrige Zistrose bei El Pilar
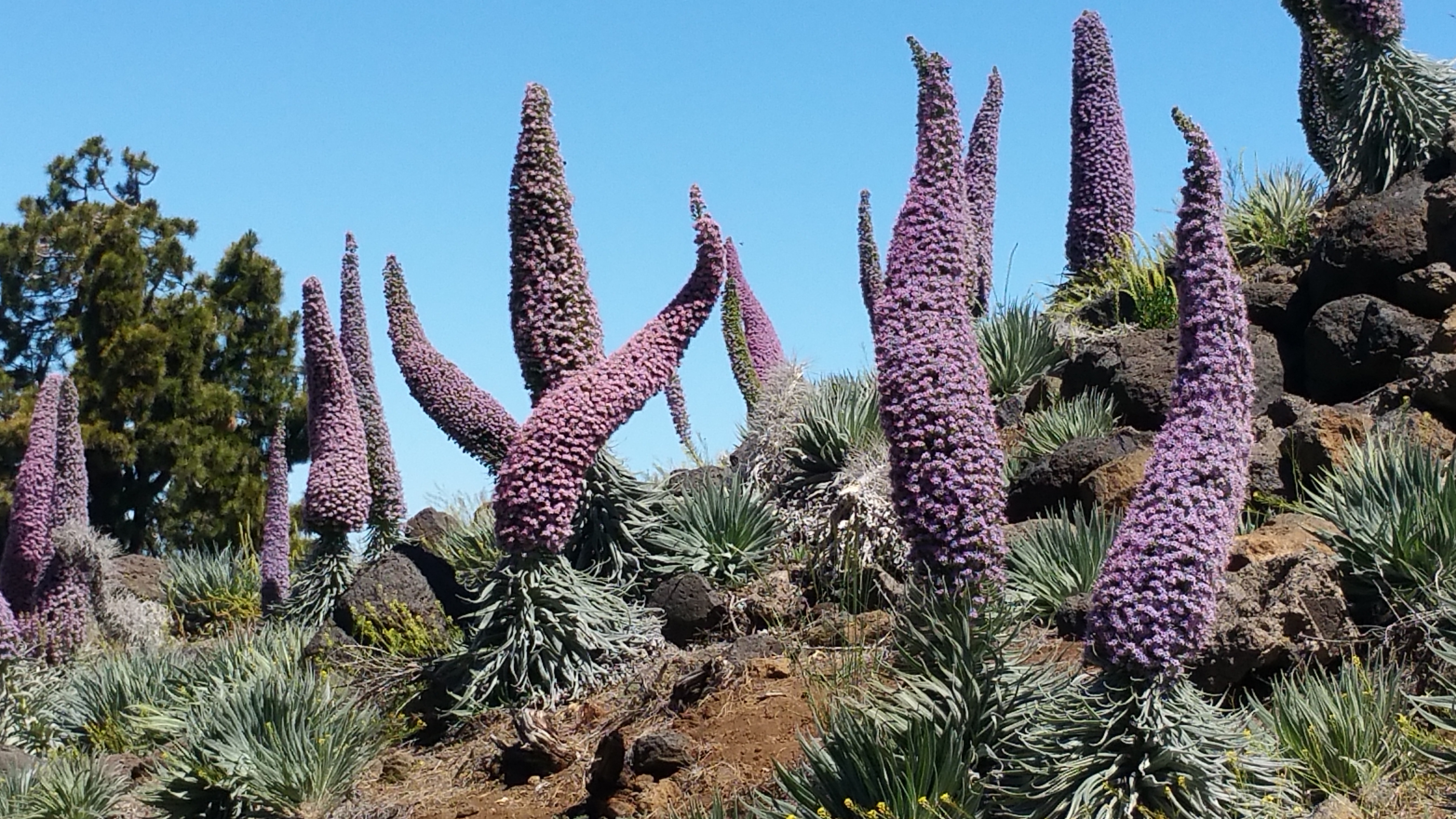
Wildprets Natternkopf
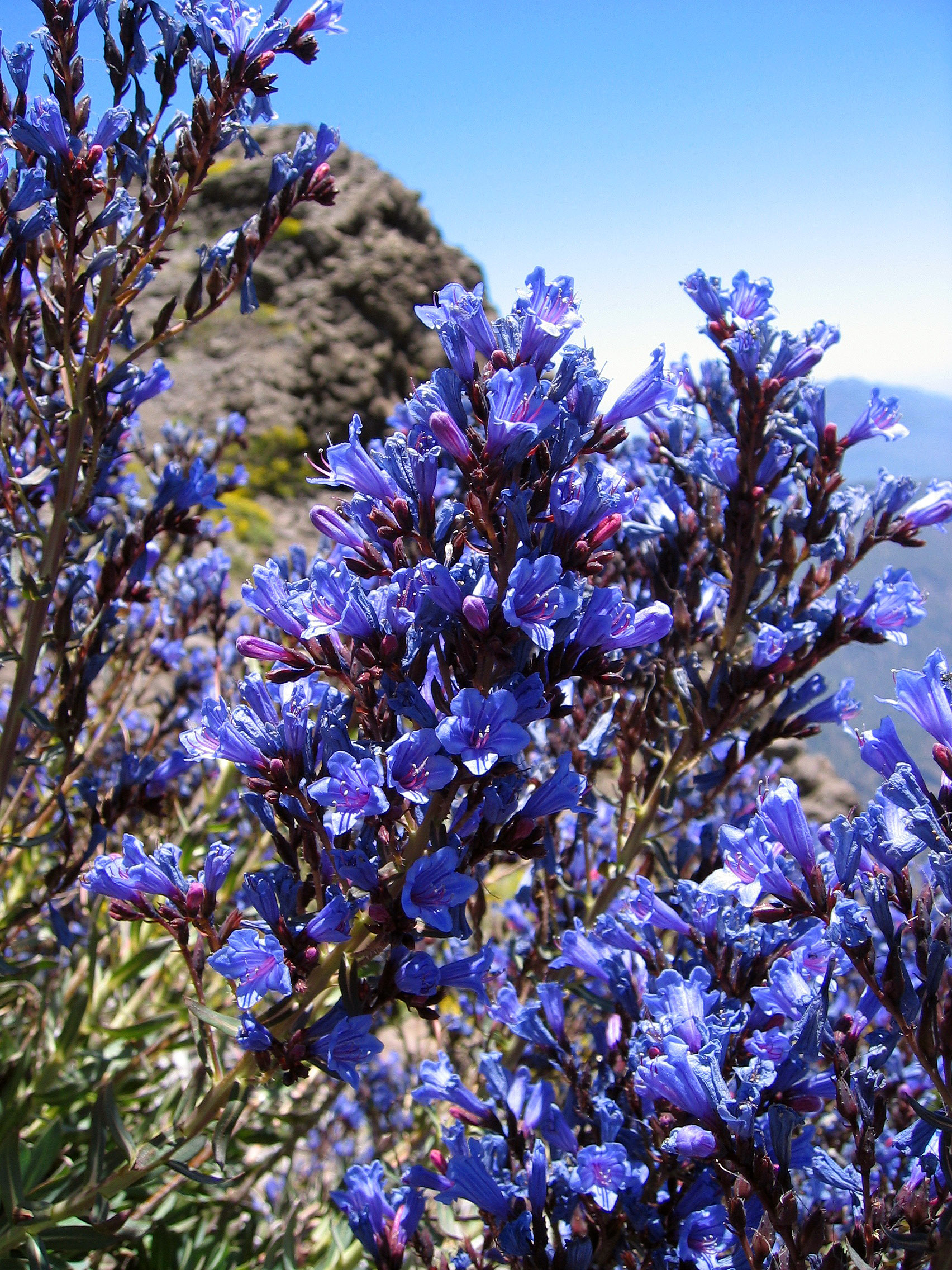
Enzianartiger Natternkopf
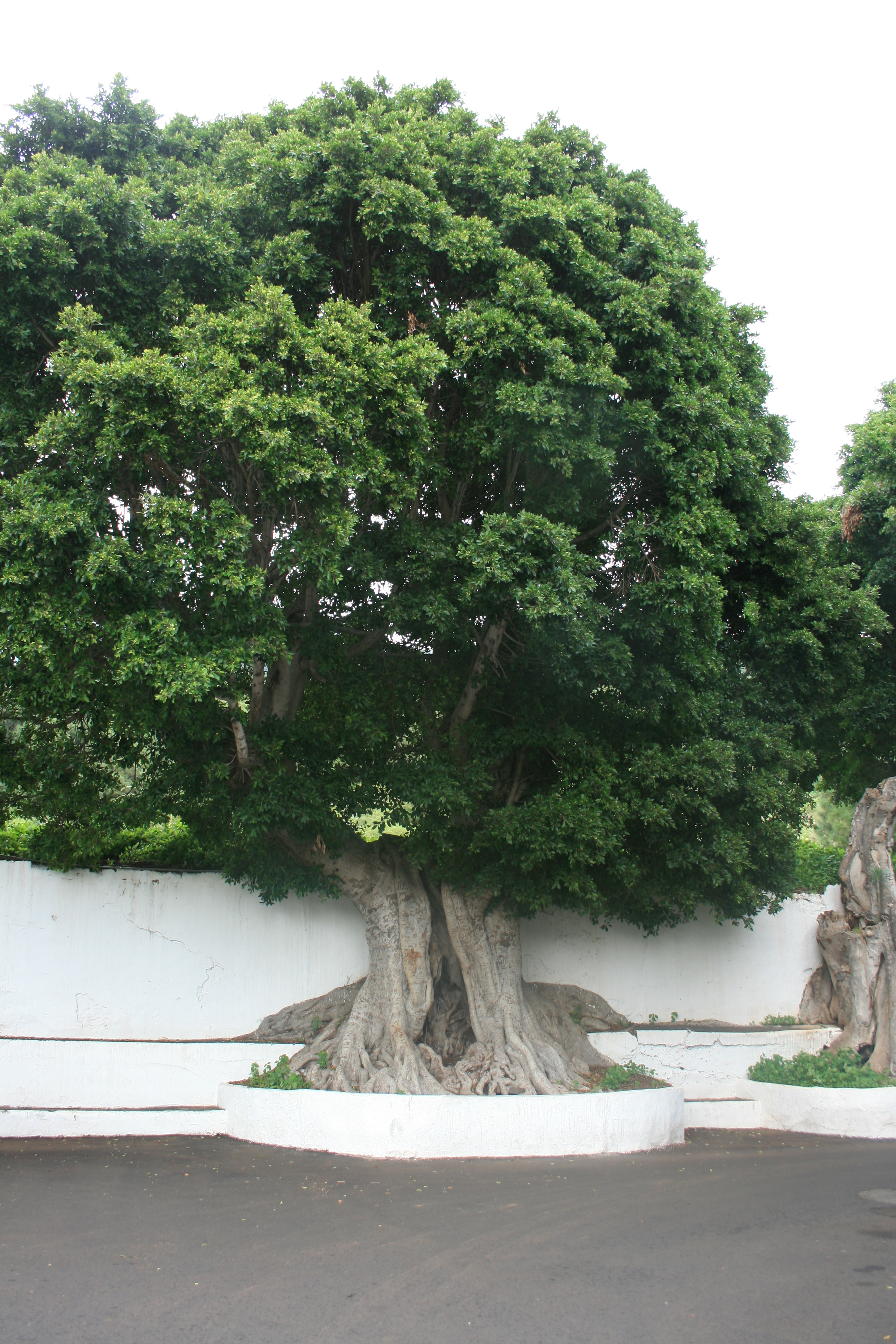
Indischer Lorbeer
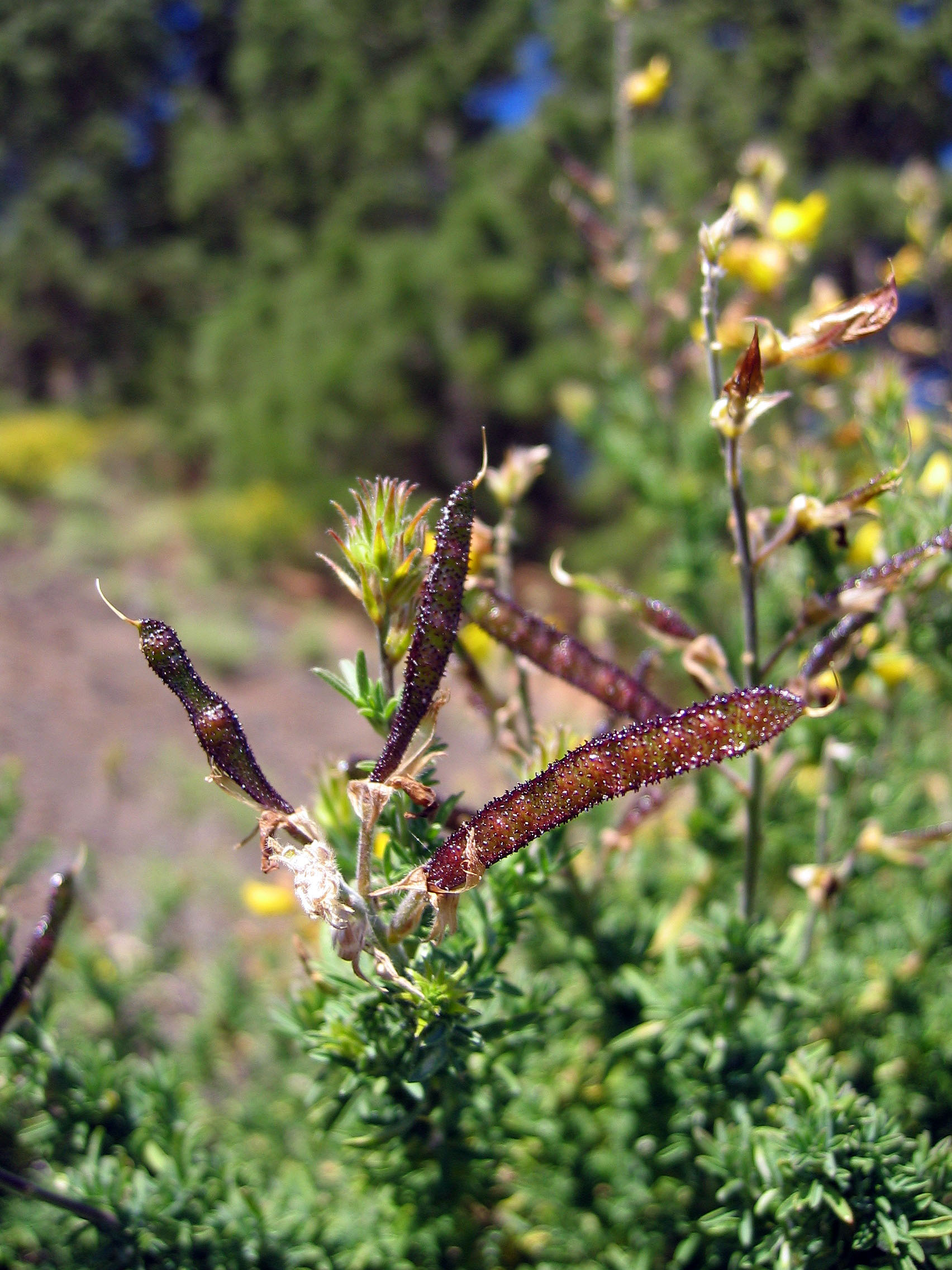
Klebriger Drüsenginster beim Pico Birigoyo
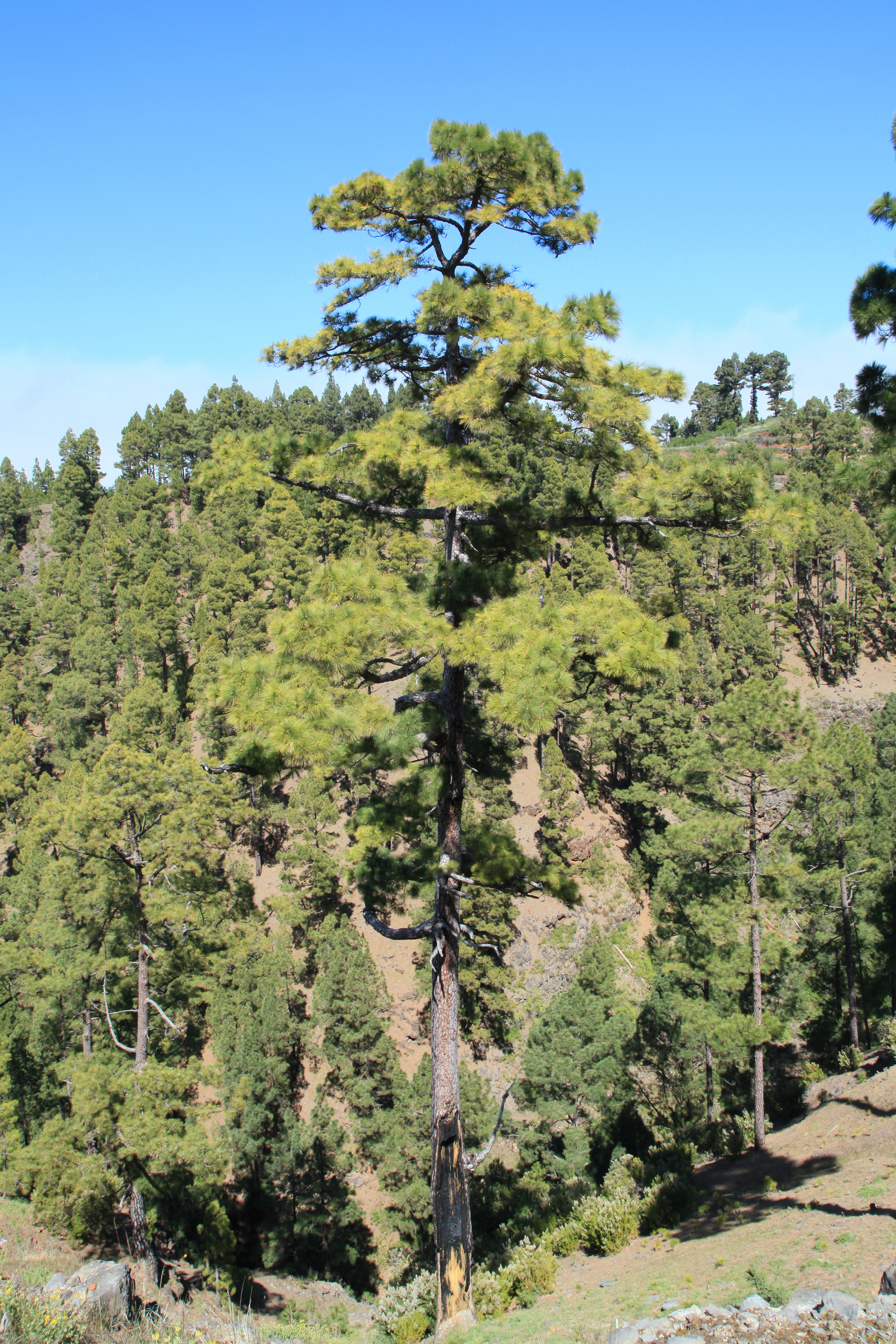
Kanarische Kiefer in Garafía, mit grünen Nadeln und verkohltem Stamm

### Fauna
Die Tierwelt wird auf La Palma – wie auf den übrigen Kanarischen Inseln – hauptsächlich von Reptilien und Vögeln bestimmt.
Die La-Palma-Rieseneidechse, die Kanareneidechse, der Kanarengecko, Meeresschildkröten, die Graja, der Kanarenpieper, der Kanarengirlitz, das Kanarengoldhähnchen, die Kanarentaube und die Lorbeertaube sind für La Palma typisch. Eine Unterart des Mäusebussard (Buteo buteo ssp. insularum) brütet auch in der Nähe der Menschen; oft wird sie als Adlerbussard falsch bestimmt.
In den eher feuchten Regionen im Nordosten der Insel leben der Mittelmeer-Laubfrosch und der Iberische Wasserfrosch. Auch der bis zu 15 cm lange kanarische Riesenläufer (Scolopendra valida) bevorzugt eine feuchtes Milieu; seine Bisse können sehr schmerzhaft sein.

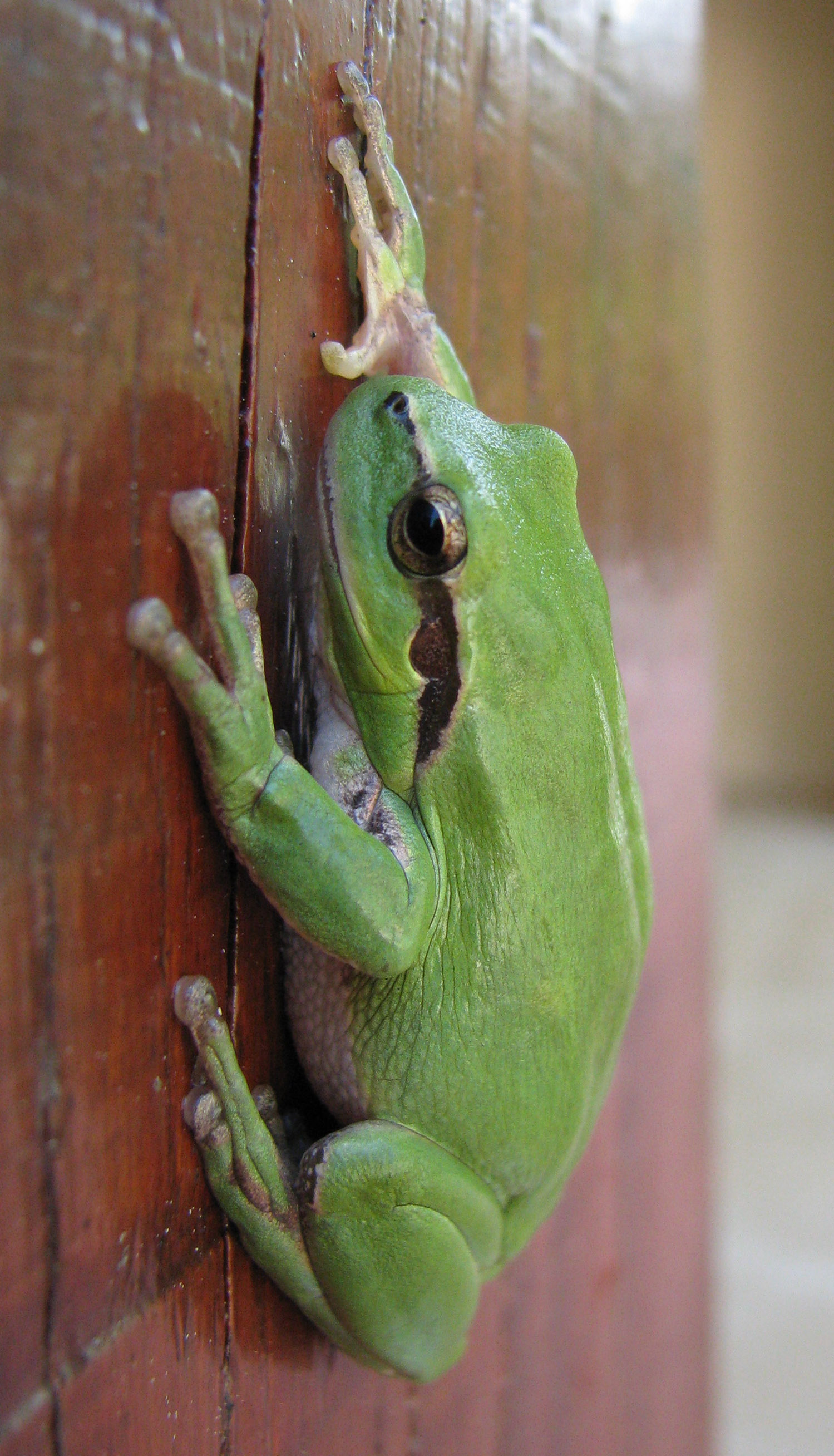
Mittelmeer-Laubfrosch
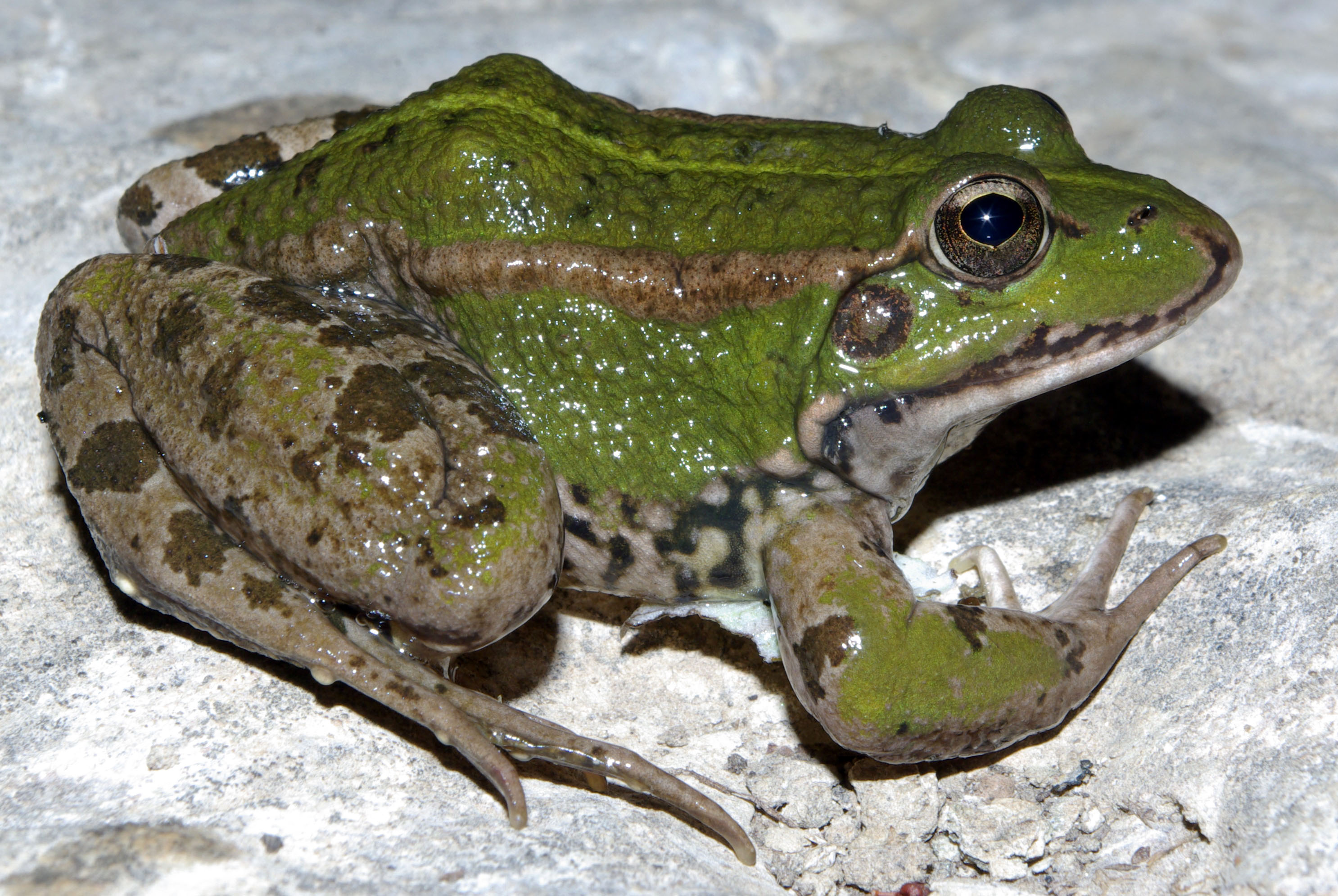
Iberischer Wasserfrosch
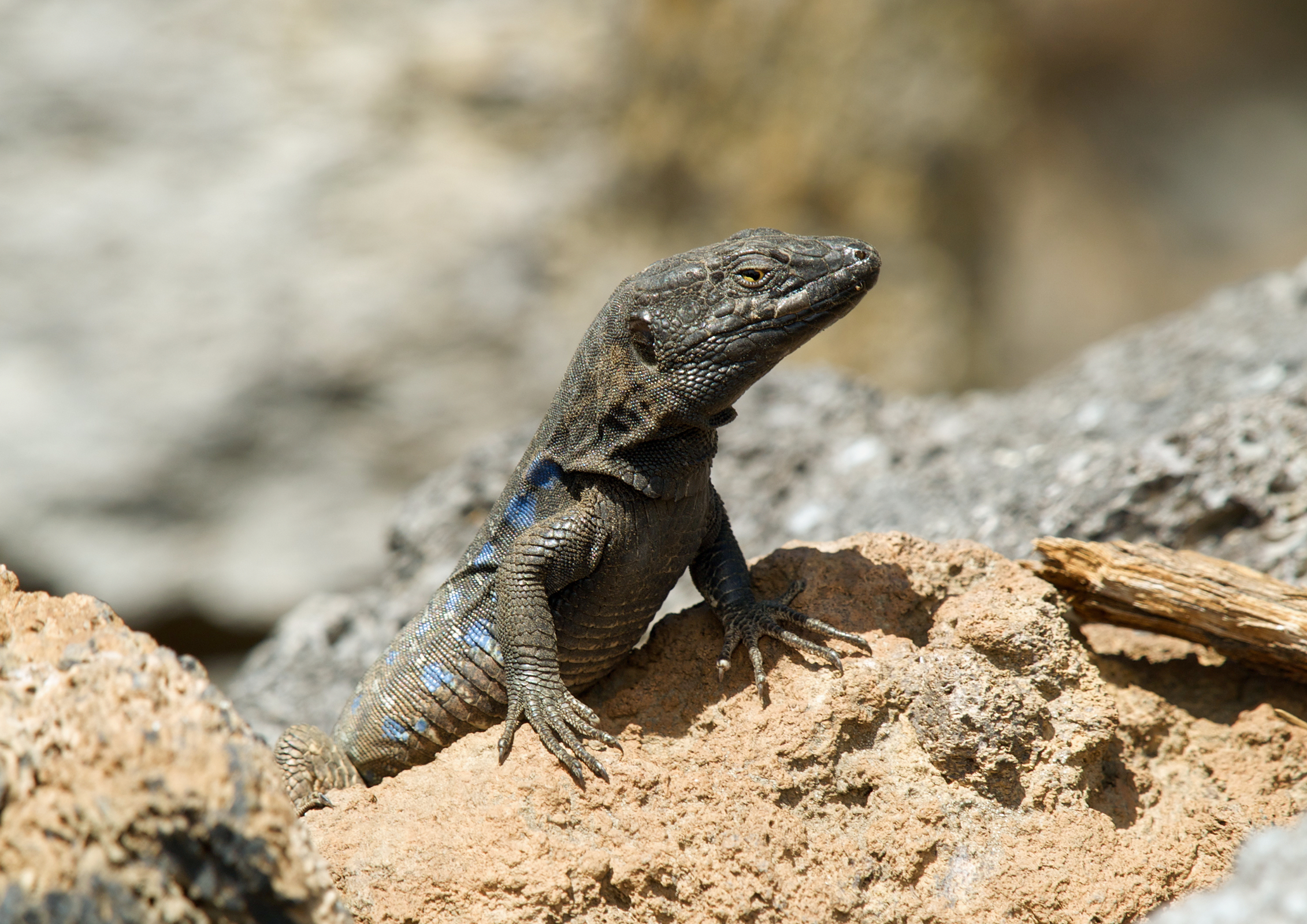
Kanareneidechse
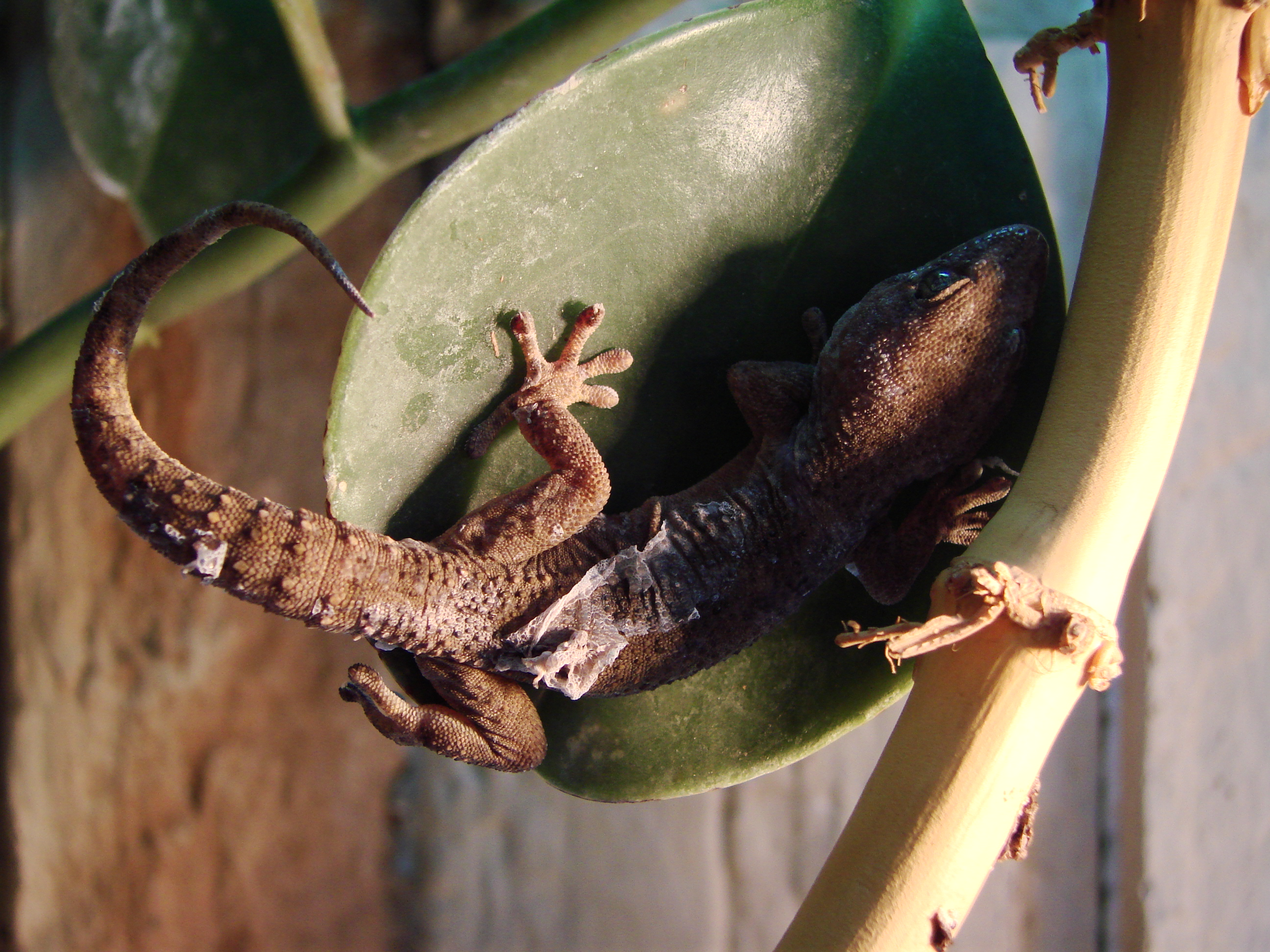
Kanarengecko
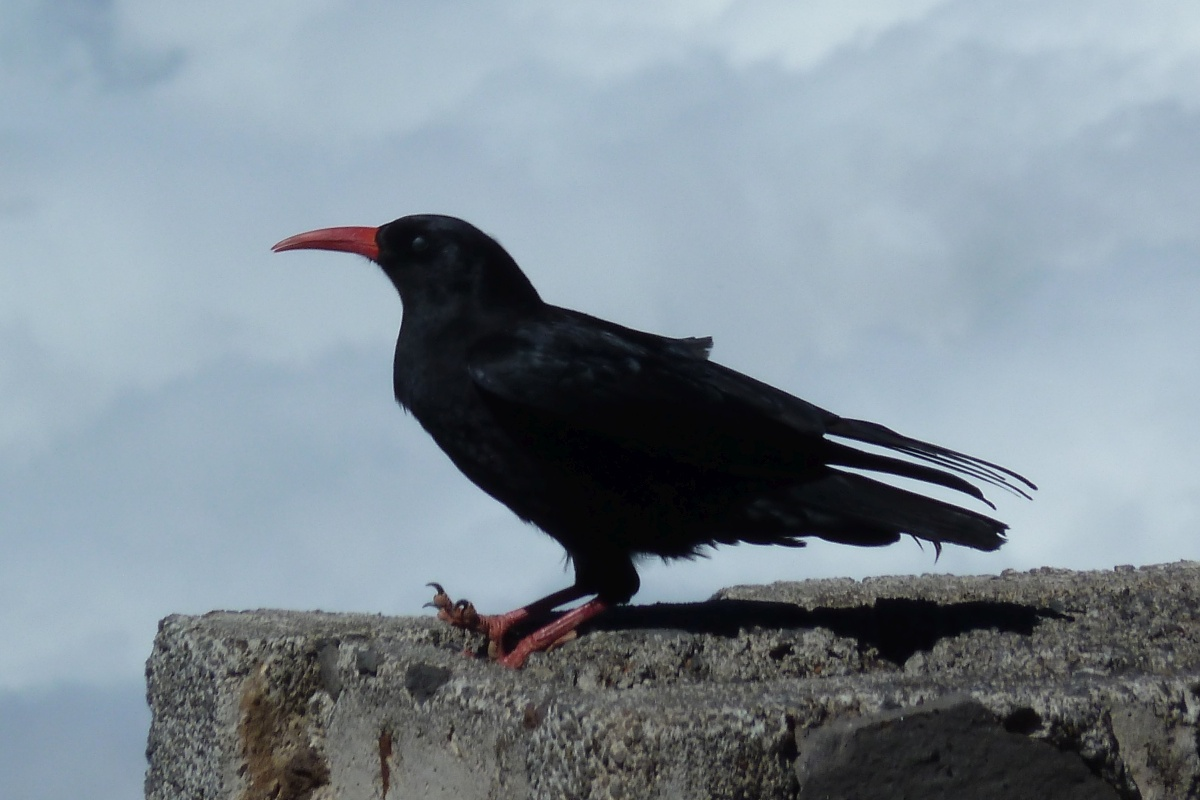
Graja
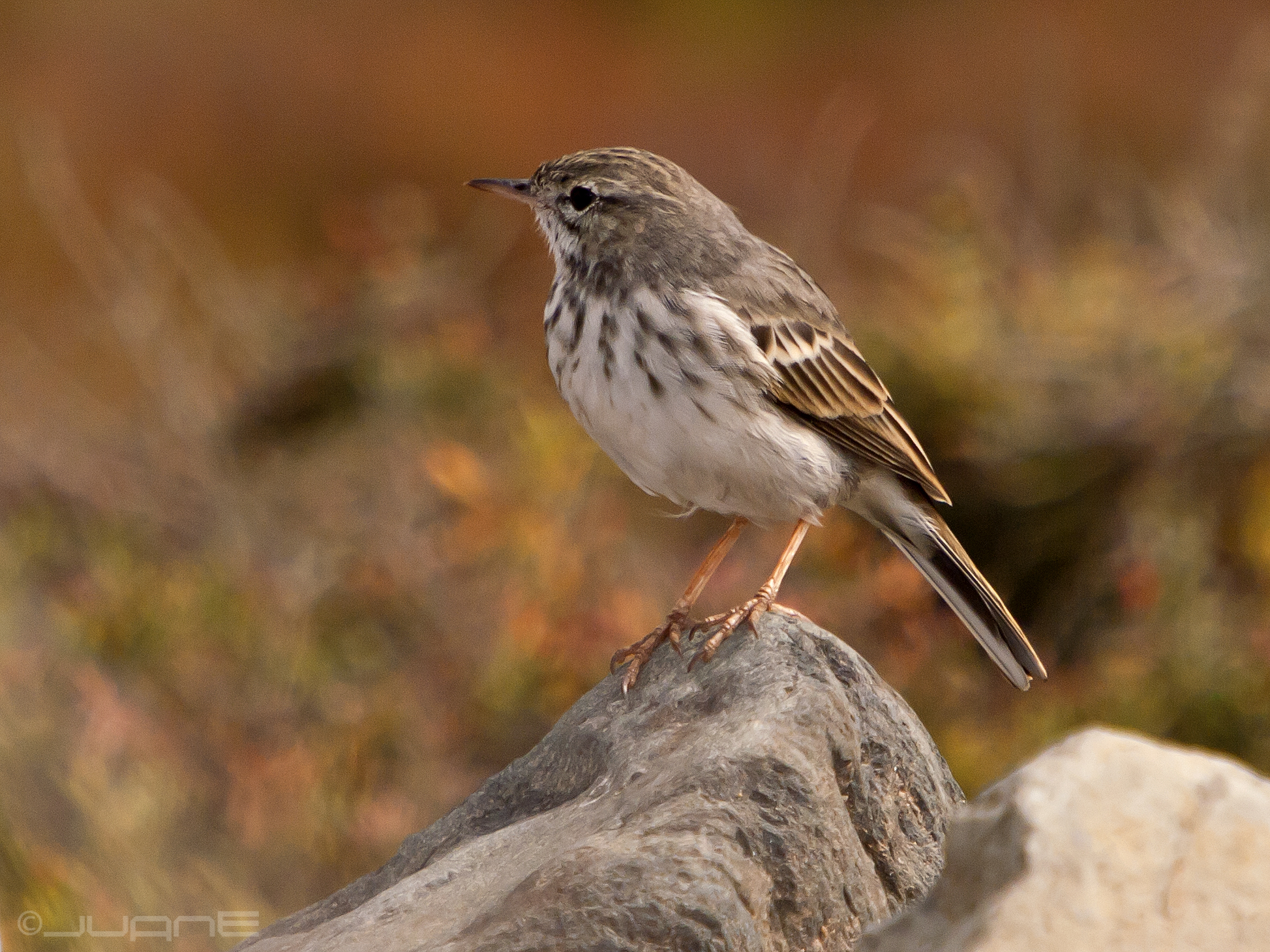
Kanarenpieper
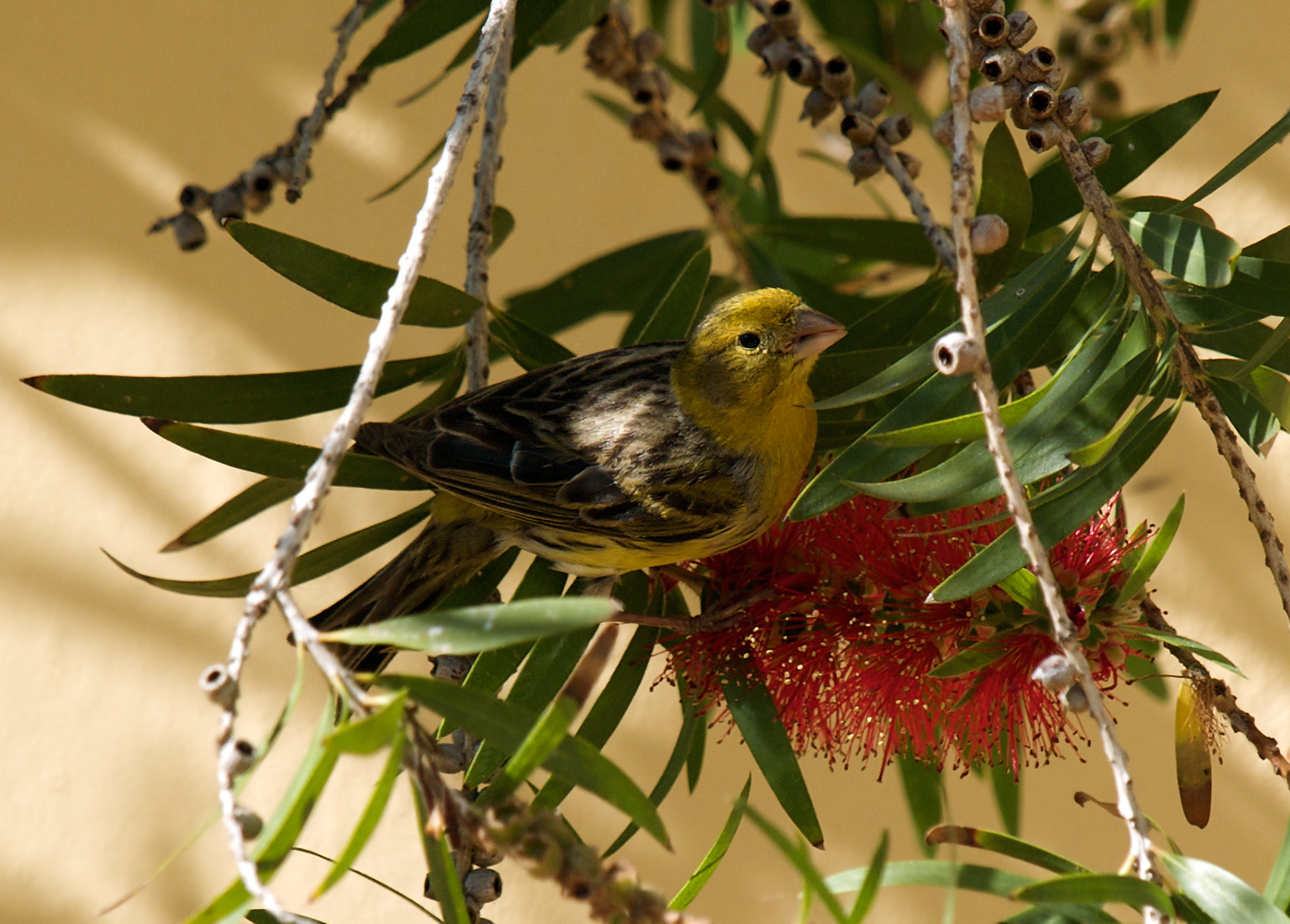
Kanarengirlitz
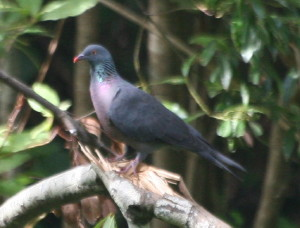
Bolles Lorbeertaube
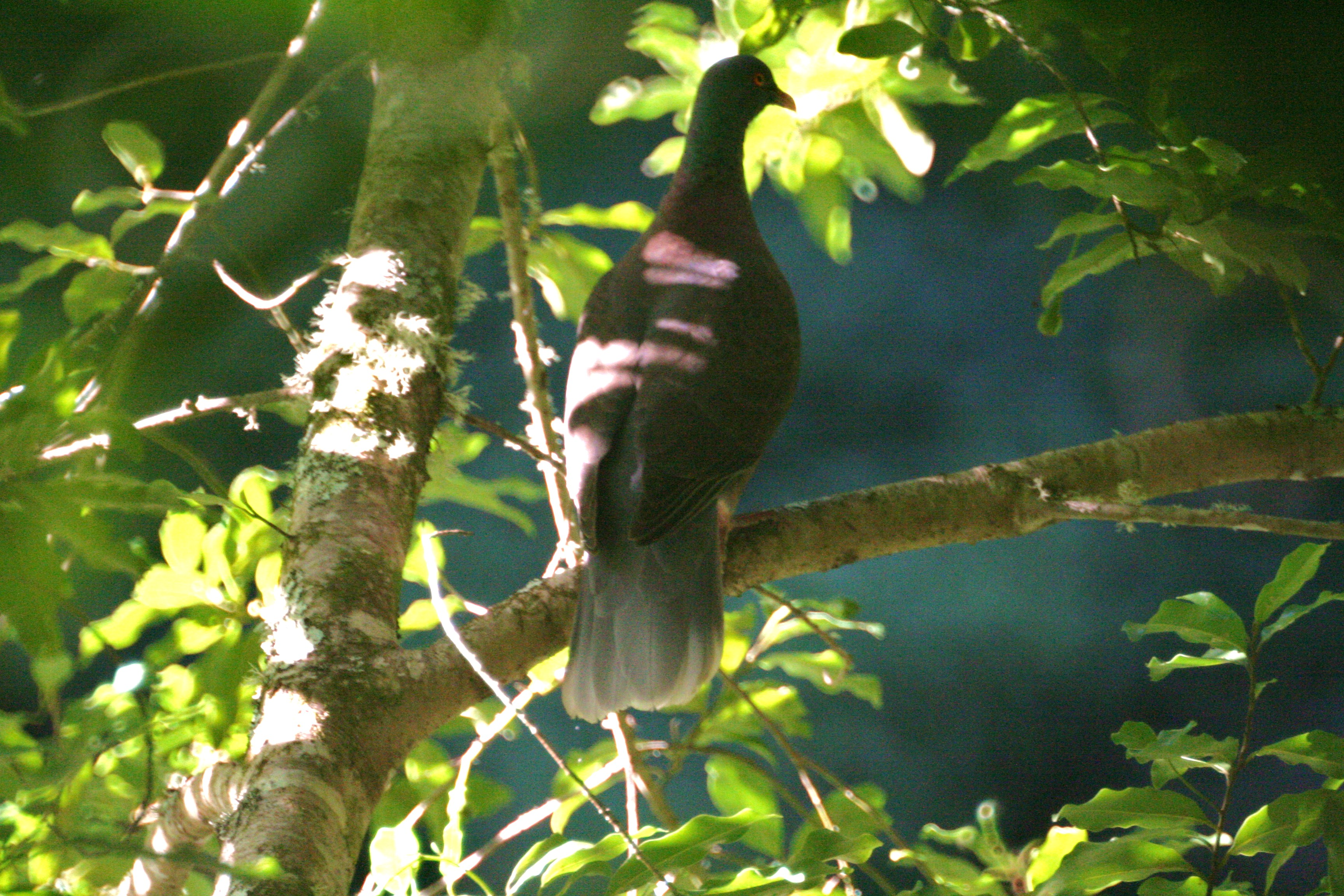
Lorbeertaube
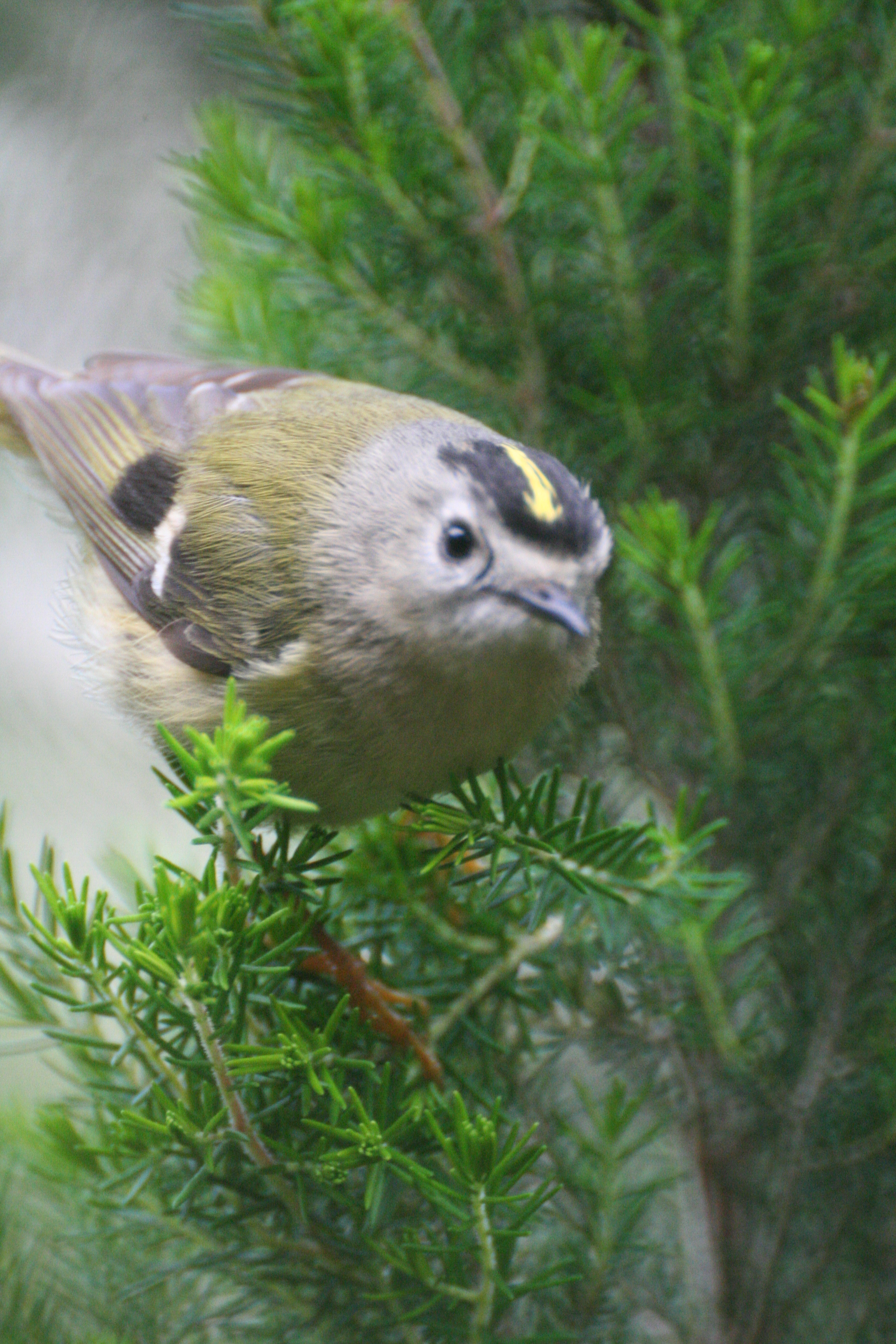
Kanaren- Goldhähnchen

Schmetterlinge, u. a. der Kanaren-Weißling, der Kanarische Admiral und das Kanaren-Waldbrettspiel, sind ebenso häufig anzutreffen wie Libellen. Die Cochenilleschildlaus wurde zur Herstellung von rotem Farbstoff eingeführt (siehe auch Abschnitt Geschichte) und ist heute weit verbreitet.

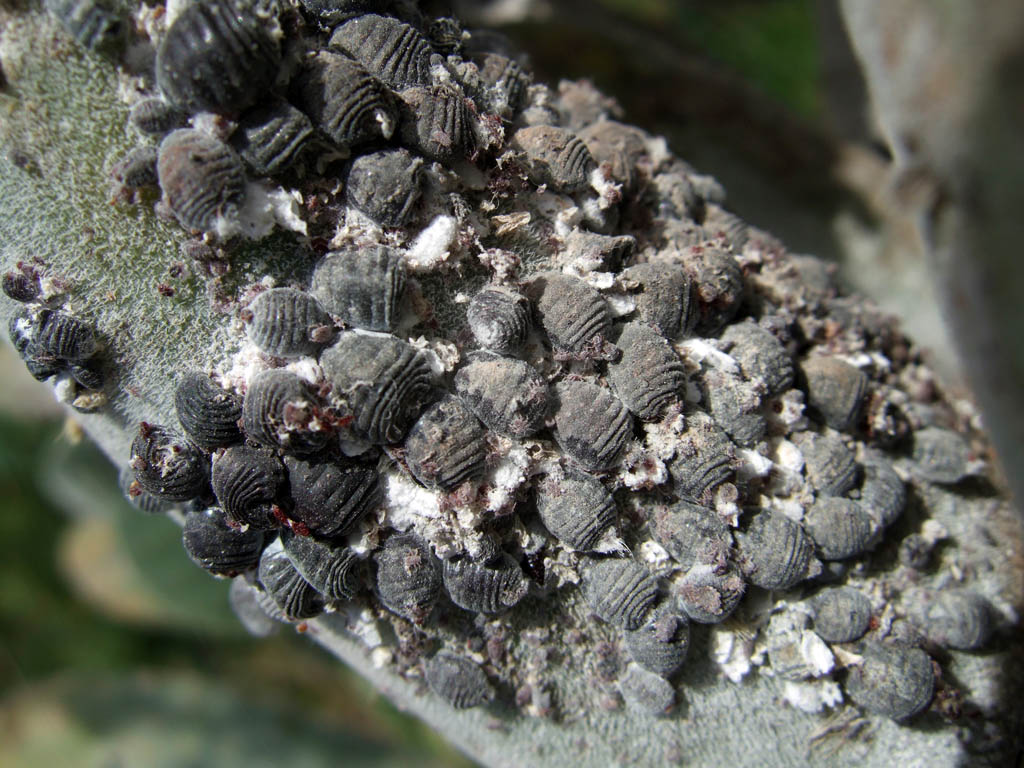
Opuntie mit Cochenilleschildläusen
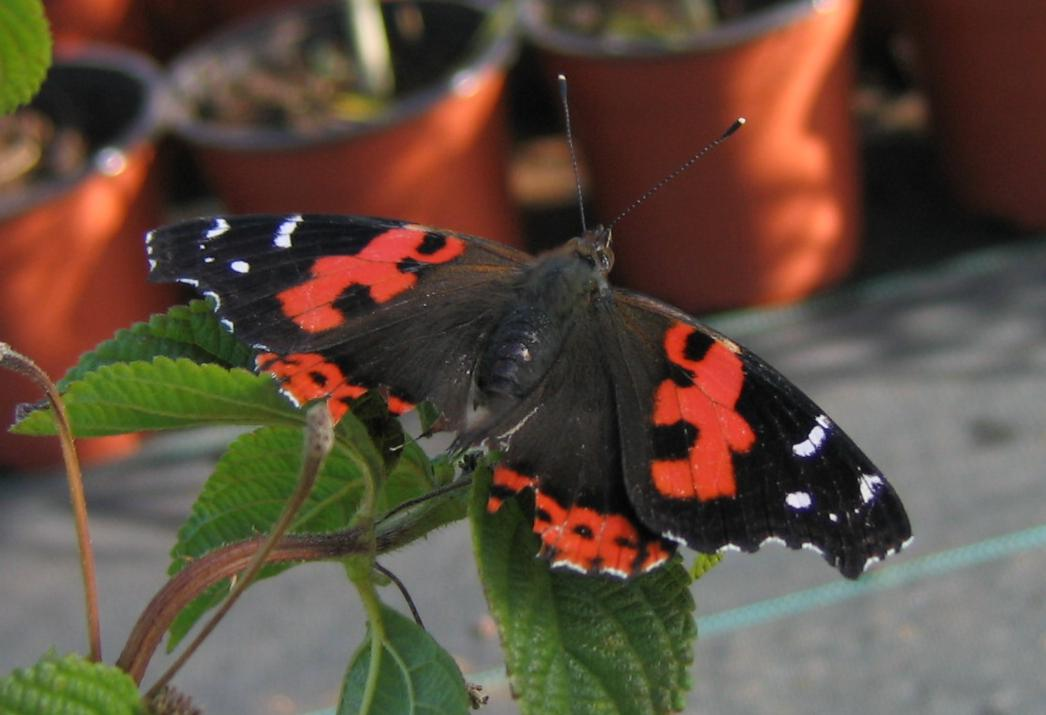
Kanarischer Admiral
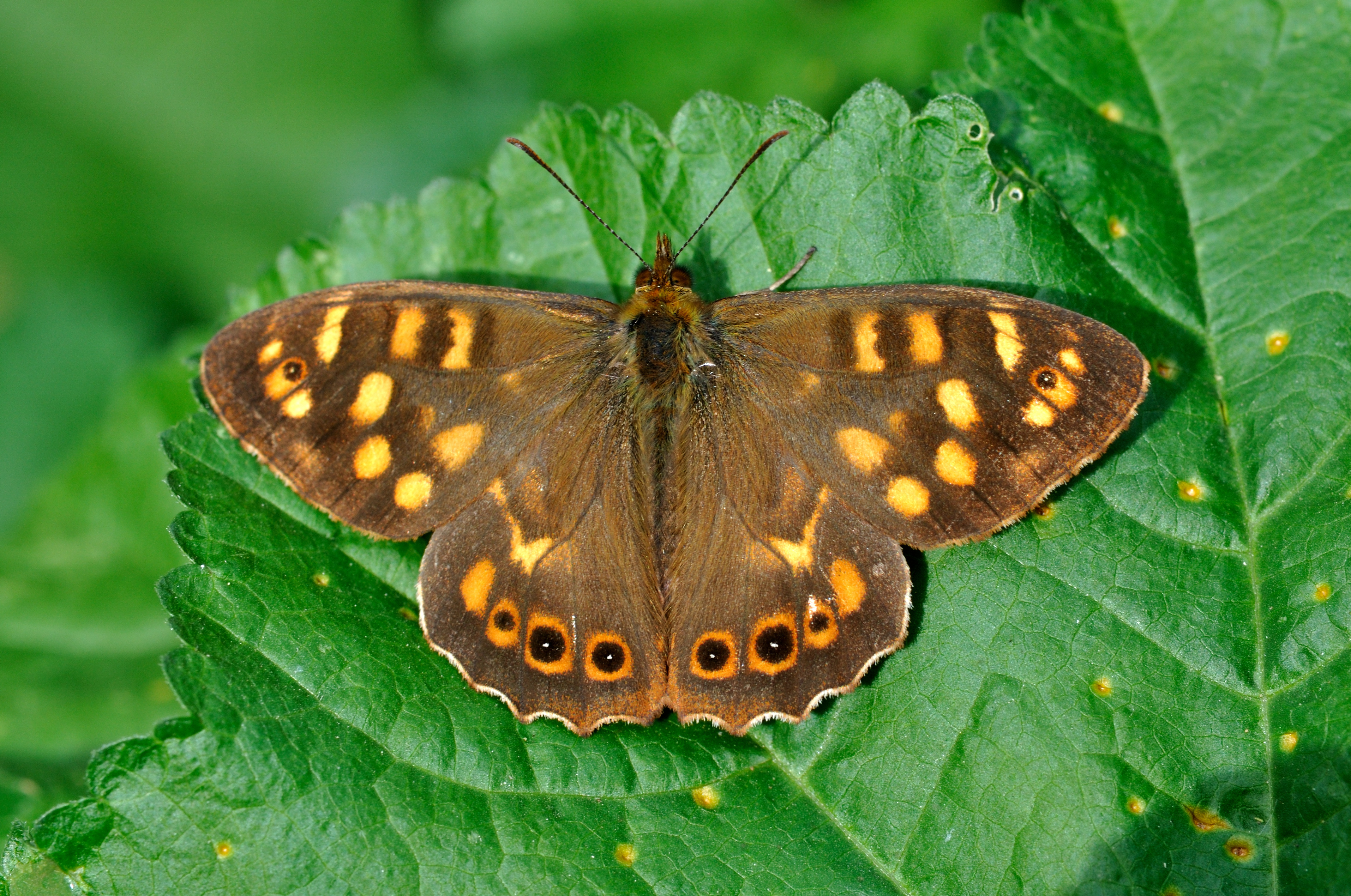
Kanaren-Waldbrettspiel
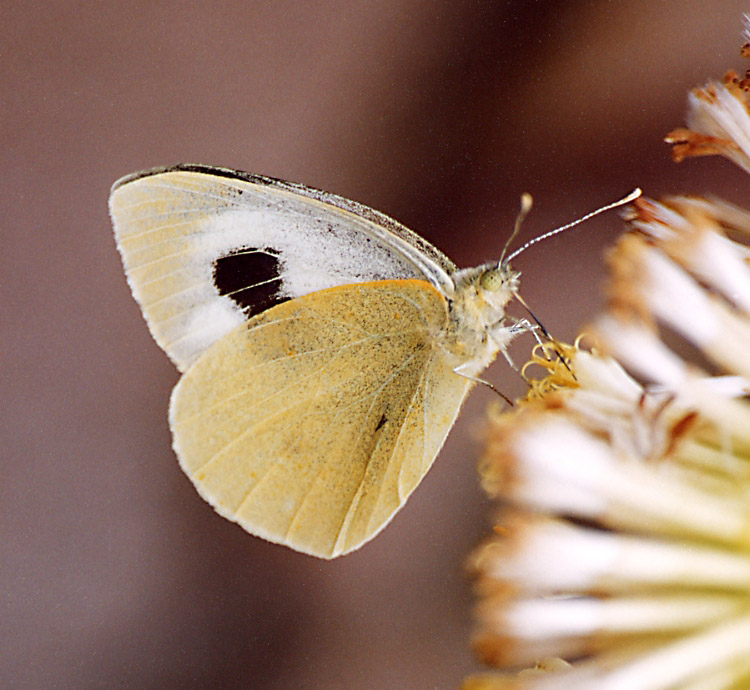
Kanaren-Weißling

### Schutzgebiete
Auf La Palma gibt es 21 Schutzgebiete in Natur- und Landschaftsschutz:
- ein Strenges Naturreservat (Reserva Natural Integral, IUCN-Kategorie I)
- ein Nationalpark (Parque Nacional, IUCN-Kategorie II)
- zwei Naturparks (Parque Natural, IUCN-Kategorie II)
- acht Naturdenkmäler (Monumento Natural, IUCN-Kategorie III)
- ein Artenschutzgebiet (Reserva Natural Especial, IUCN-Kategorie IV)
- drei Gebiete von wissenschaftlicher Bedeutung (Sitio de Interés Científico, IUCN-Kategorie IV)
- vier Geschützte Landschaften (Paisaje Protegido, IUCN-Kategorie V)
- ein Meeresreservat (Reserva Marina)

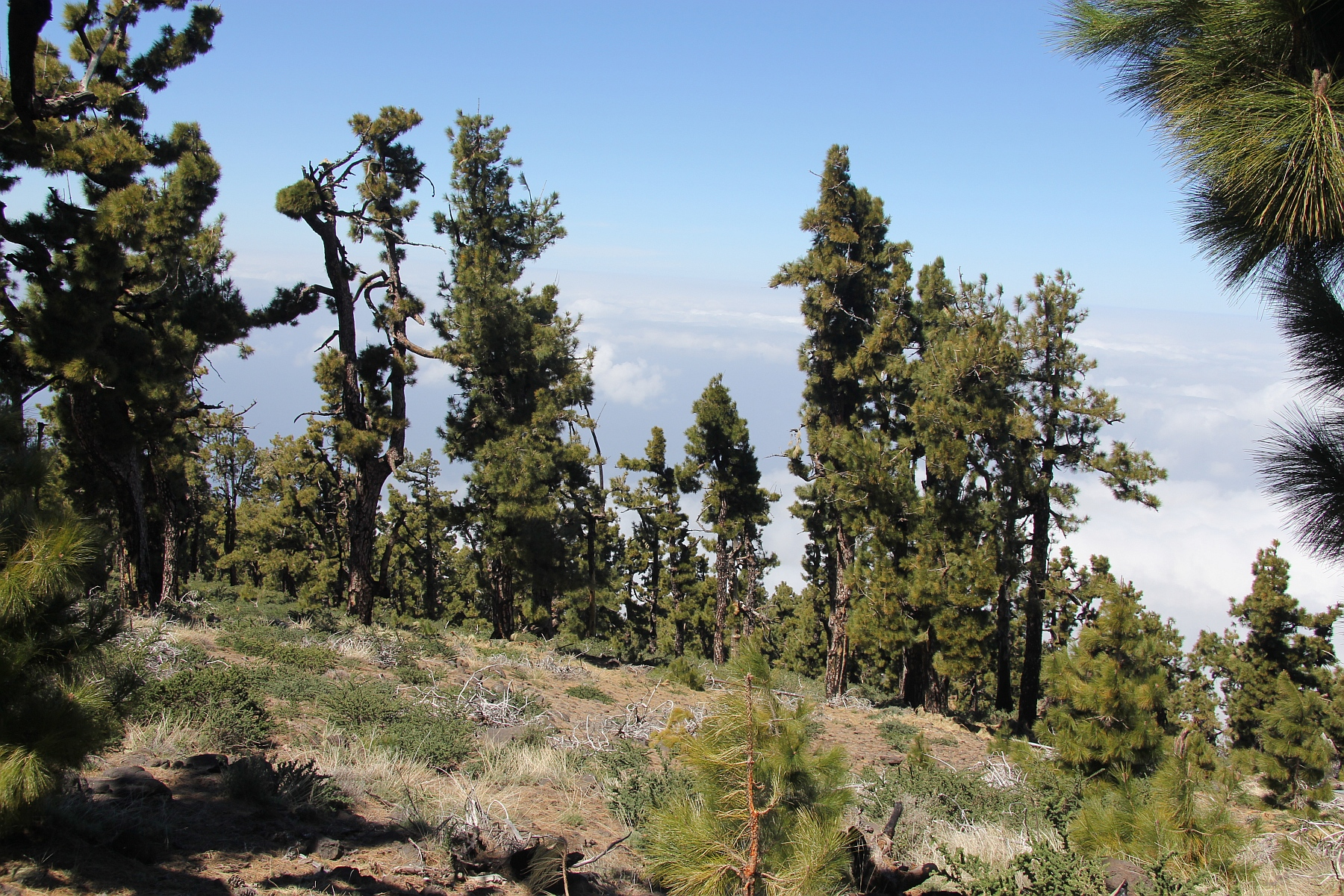
Strenges Naturreservat Pinar de Garafía
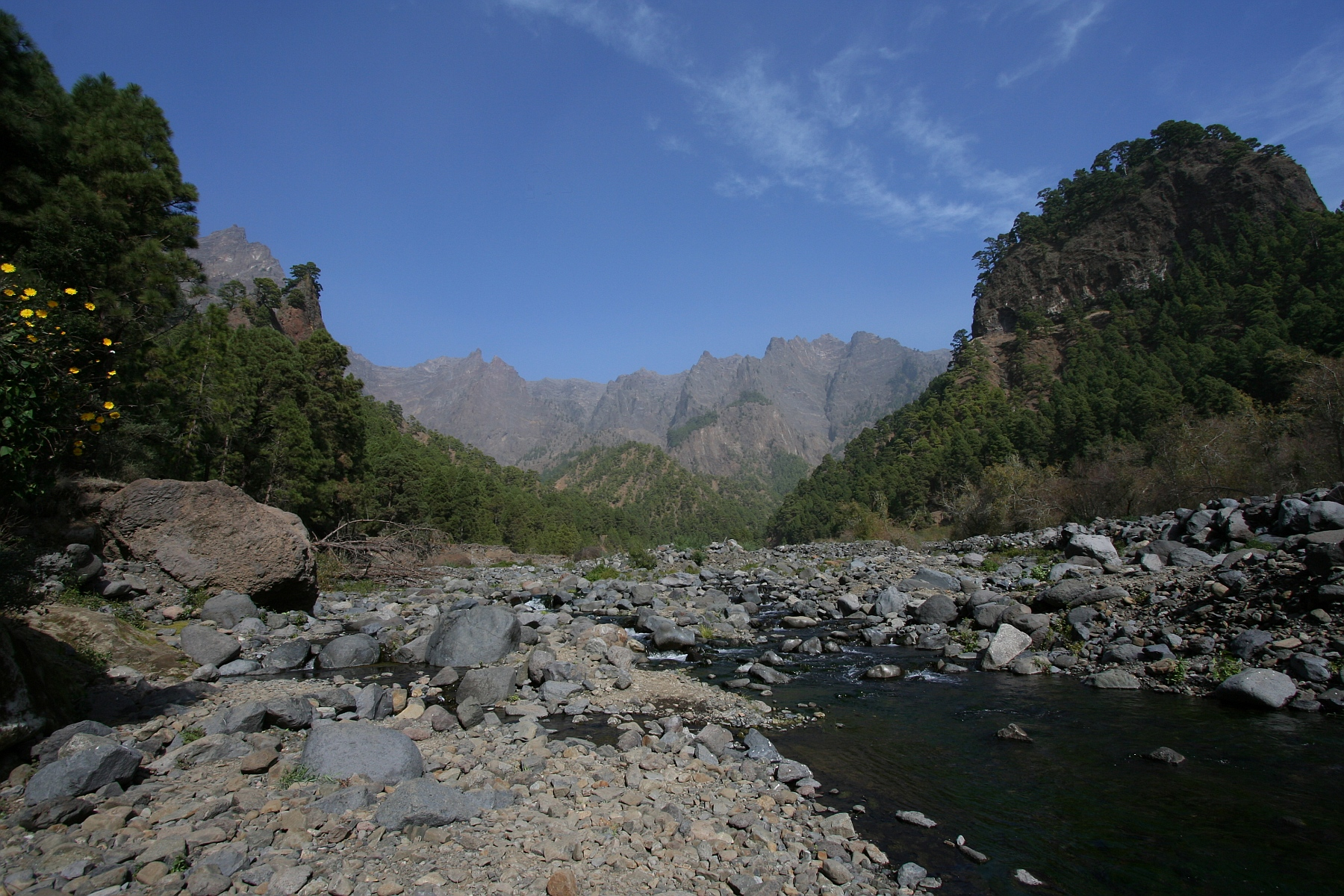
Nationalpark Caldera de Taburiente
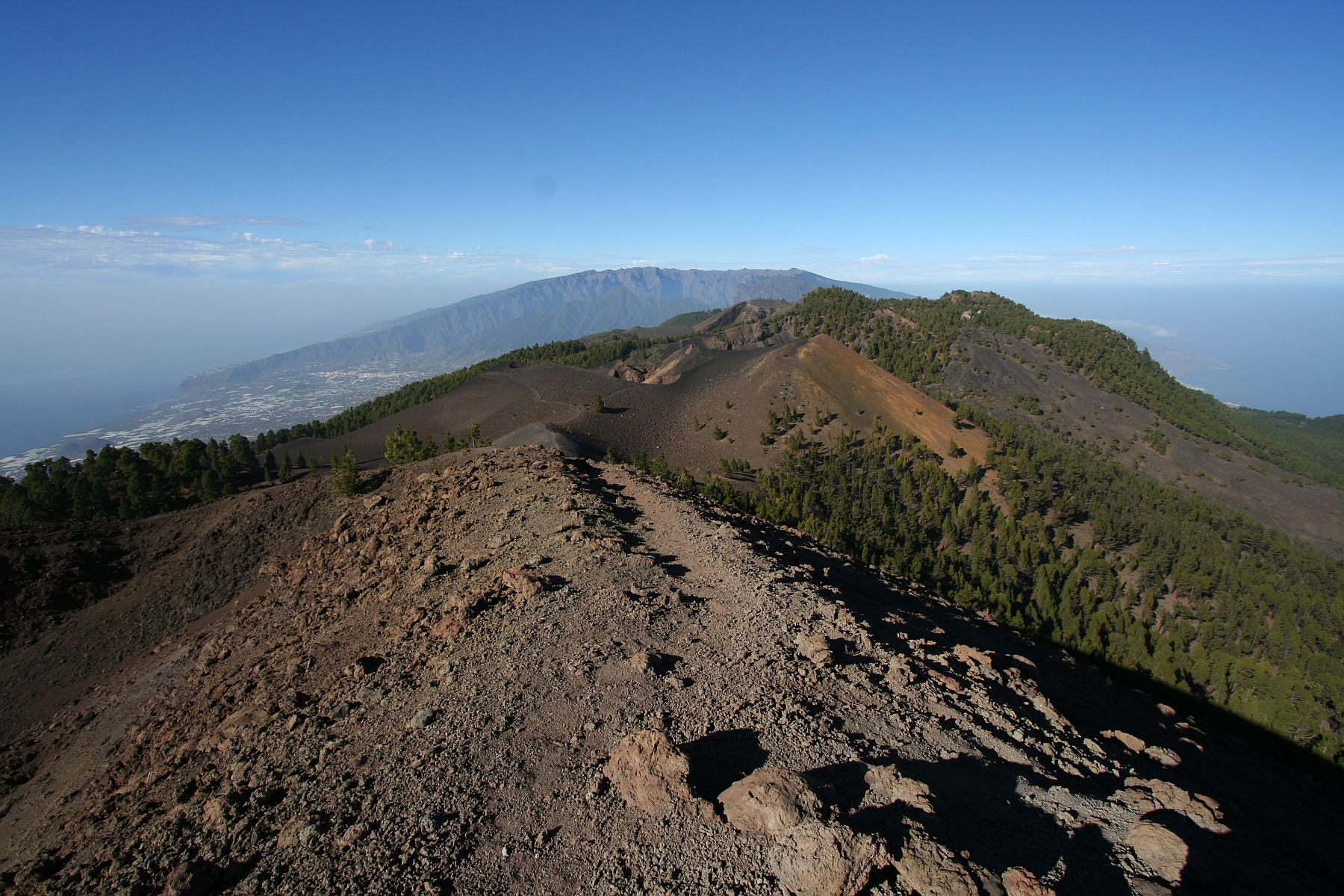
Naturpark Cumbre Vieja
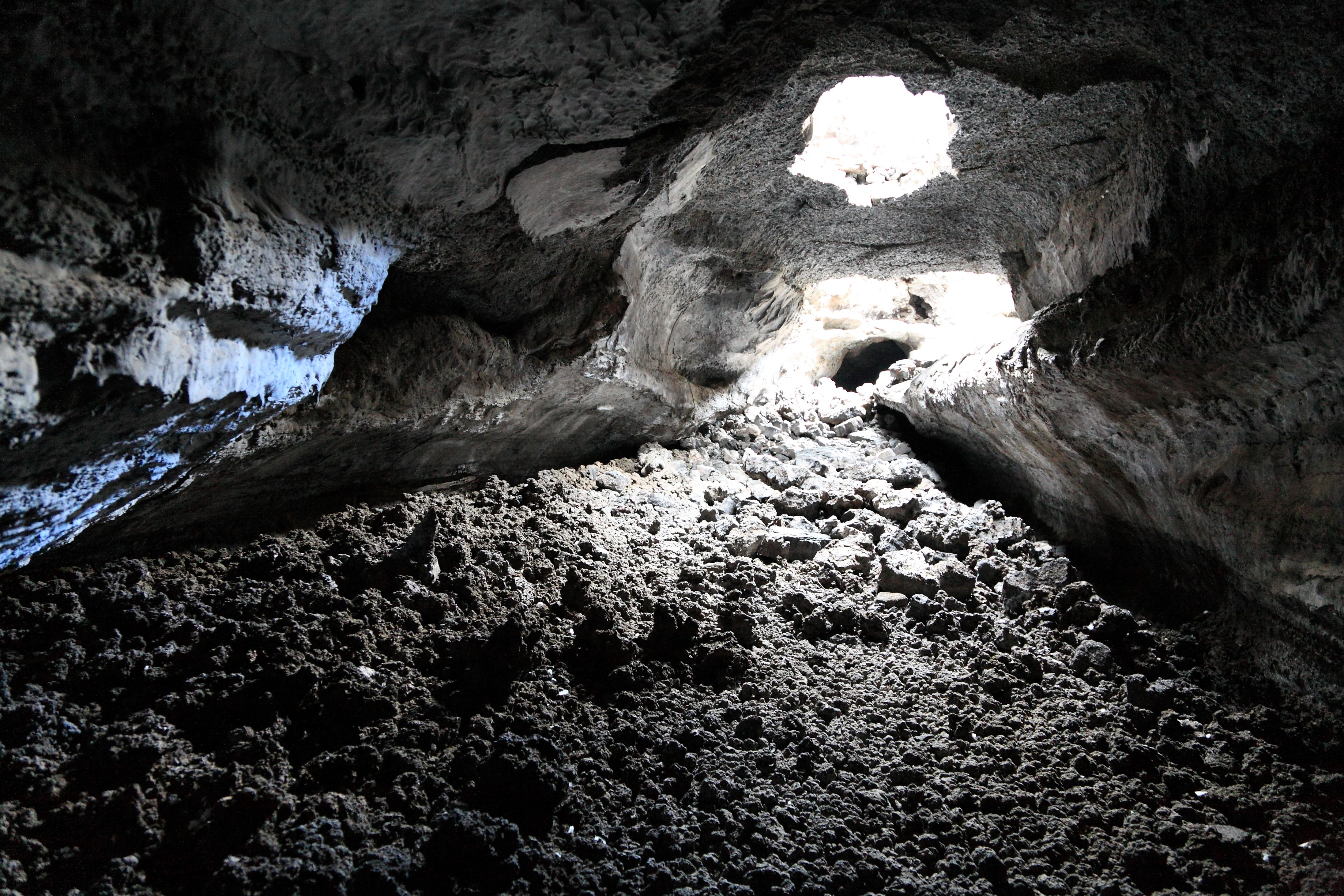
Naturdenkmal Tubo Volcánico de Todoque

Von der UNESCO wurden zwei Schutzgebiete besonders zertifiziert, die jeweils die gesamte Insel umfassen:
- das Biosphärenreservat La Palma (Reserva de la Biosfera)
- das La Palma Starlight Reserve (Reserva Starlight)

Weiterhin sind neun Natura-2000-Schutzgebiete ausgewiesen, die sich größtenteils mit den oben angegebenen Schutzgebieten überschneiden.

## Natürliche Symbole der Insel
Natürliche Symbole der Insel La Palma sind: Pyrrhocorax pyrrhocorax barbarus und Pinus canariensis.

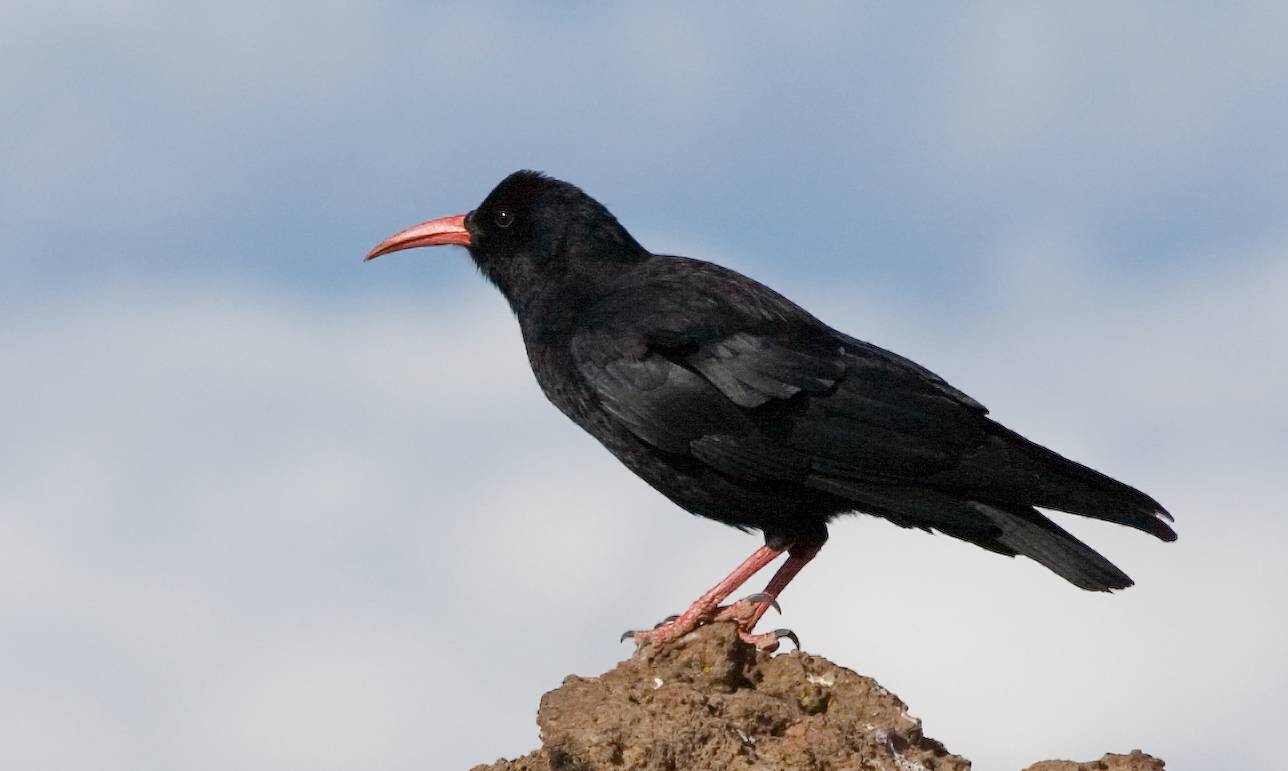
Pyrrhocorax pyrrhocorax barbarus
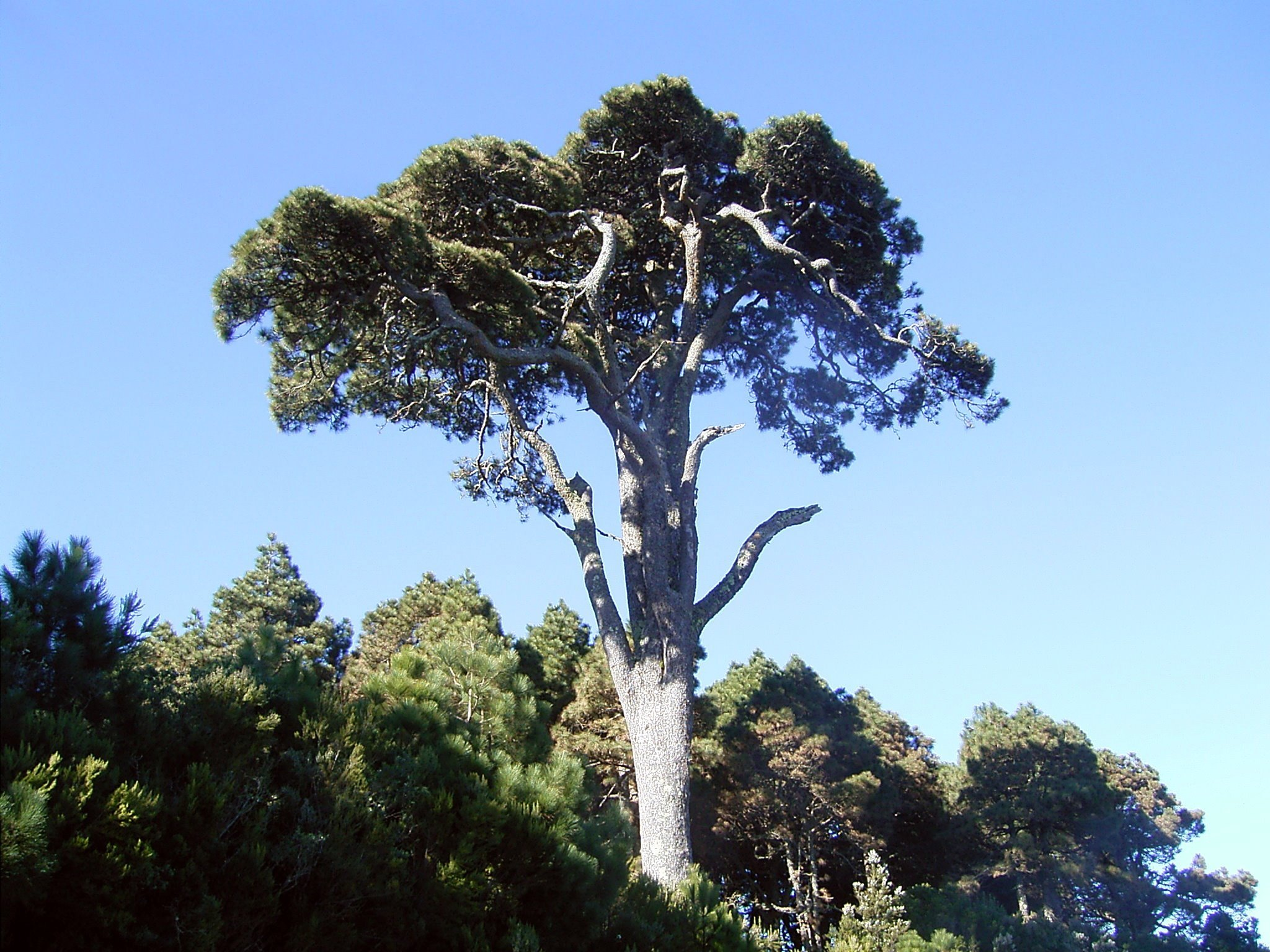
Pinus canariensis

## Geschichte

### Erste Besiedlung
Die ersten durch archäologische Funde belegten Spuren für die Anwesenheit von Menschen auf den Kanarischen Inseln stammen aus dem Beginn des 1. Jahrtausends v. Chr. Eine dauerhafte Besiedlung scheint erst ab dem 3. Jahrhundert v. Chr. stattgefunden zu haben. Die ältesten Funde auf der Insel La Palma stammen aus der Cueva de La Palmera (Tijarafe). Sie wurden auf die Zeit um das 3. Jahrhundert v. Chr. datiert. Über längere Zeit scheinen immer wieder Siedler aus dem Gebiet um die Meerenge von Gibraltar auf die Kanarischen Inseln gekommen zu sein. Im 1. Jahrhundert n. Chr. gab es enge wirtschaftliche Beziehungen zwischen dem Römischen Reich bzw. den romanisierten Staaten Nordafrikas und den Kanarischen Inseln. Mit der Reichskrise des 3. Jahrhunderts n. Chr. brachen die Verbindungen zwischen der Insel La Palma und dem mittelmeerischen Kulturkreis ab. Da die Ureinwohner weder Werkzeuge zum Bau seetüchtiger Schiffe noch nautische Kenntnisse besaßen, konnten sie auch die Verbindungen zu den anderen Inseln nicht aufrechterhalten. In den folgenden rund 1000 Jahren bis zum 14. Jahrhundert entwickelten die Benahoaritas, die Ureinwohner der Insel, auf La Palma eine eigene Kultur.

### Wiederentdeckung im 14. Jahrhundert
Bei der Wiederentdeckung der Kanarischen Inseln im 14. Jahrhundert lag die Insel La Palma nicht im Zentrum des Interesses der Europäer. Niccoloso da Recco, der Berichterstatter einer 1341 vom portugiesischen König Alfons IV. ausgeschickten Forschungsreise berichtet, dass es auf der Insel hohe felsige Berge und reichlich Regenfälle gab und die Ureinwohner an der Küste siedelten. Niccoloso da Recco hat La Palma und Teneriffa vermutlich nicht betreten. Die Karte, die von den Gebrüdern Francesco und Domenico Pizzigano im Jahr 1367 in Venedig gezeichnet wurde, zeigt die Insel La Palma. Auf der Darstellung des Katalanischen Weltatlas des Mallorquiners Abraham Cresques aus dem Jahr 1375 fehlt diese Insel.

### Unterwerfungsversuche durch Europäer
Jean de Béthencourt und Gadifer de La Salle
Der aus der Normandie in Frankreich stammende Jean de Béthencourt hatte 1403, nachdem er den kastilischen König Heinrich III. als seinen Oberherren anerkannt hatte, das Recht auf die Eroberung und die Regierung aller Inseln des kanarischen Archipels erhalten. Bis in das Jahr 1405 konnten Jean de Béthencourt und Gadifer de la Salle die Bevölkerung der Inseln Lanzarote, Fuerteventura und El Hierro unterwerfen. Sie landeten zwischen 1402 und 1405 mehrfach auf der Insel La Palma. Dabei kam es zu Kontakten mit der Bevölkerung. Es gibt keine Hinweise auf gewaltsame Auseinandersetzungen. Ein längerer Aufenthalt der beiden Franzosen auf der Insel gilt eher als unwahrscheinlich.
1405 verließ Jean de Béthencourt die Inselgruppe und setzte seinen Verwandten Maciot de Béthencourt als Stellvertreter ein. Der wurde 1418 genötigt, alle Ansprüche auf die Herrschaft über die Inseln auf Enrique de Guzmán, Graf von Niebla, zu übertragen. Im Verlauf der nächsten Jahre gingen die Rechte mehrfach auf andere Personen über.
Diego García de Herrera y Ayala
Im Jahr 1445 übertrug Guillén de Las Casas seine Rechte an den Kanarischen Inseln an Hernán Peraza (el Viejo) und dessen Kinder Inés und Guillen Peraza de Las Casas. Ende 1447 landete Guillén Peraza de las Casas mit fünfhundert Männern aus Sevilla, Lanzarote und Fuerteventura in der Nähe der heutigen Stadt Tazacorte. Das Ziel des Angriffes auf die Ureinwohner war vermutlich nicht, die Herrschaft über das Gebiet zu gewinnen. Es handelte sich vielmehr um einen der vielen Piratenakte, die zur Zeit der Herrschaft der Familie Peraza auf den Inseln stattfanden. Dabei wurden Ureinwohner gefangen und auf der Iberischen Halbinsel als Sklaven verkauft. Die Soldaten, die in dem bergigen Gelände nicht zurechtkamen und nicht in ihrer gewohnten Schlachtordnung kämpfen konnten, wurden von den Benahoaritas von allen Seiten mit Speeren und Steinen angegriffen. Nachdem Guillén Peraza durch einen Stein tödlich am Kopf verletzt worden war, wurde der Angriff abgebrochen.

### Vorbereitung der Eroberung
1476 beauftragten Königin Isabella I. und König Ferdinand V. von Kastilien eine Gruppe von Juristen, ein Gutachten über die Rechtsverhältnisse im Bezug auf die Kanarischen Inseln zu erstellen. In dem Gutachten wurde festgestellt, dass Diego García de Herrera y Ayala und seiner Frau Inés Peraza de las Casas die Eigentums- und Herrschaftsrechte an den vier Inseln Lanzarote, Fuerteventura, La Gomera und El Hierro zustünden und sie darüber hinaus auch die Rechte auf die Eroberung der Inseln Gran Canaria, Teneriffa und La Palma hätten. 1477 traten Diego García de Herrera y Ayala und Inés Peraza de las Casas diese Eroberungsrechte gegen eine Abfindung an die Krone von Kastilien ab. In der Zeit zwischen 1478 und 1483 wurde die Insel Gran Canaria im Auftrag der Krone von Kastilien erobert. Im Vertrag von Alcáçovas wurden 1479 die Kanarischen Inseln als Interessengebiet der Krone von Kastilien anerkannt. Die Konzentration der Mittel auf die Eroberung Granadas rief in den Jahren 1482 bis 1492 ein vollkommenes Fehlen einer Initiative von Seiten der Krone von Kastilien im Bezug auf die Eroberung der Inseln La Palma und Teneriffa hervor. Um die Unterwerfung der Bevölkerung dieser Inseln vorzubereiten, nahm der Gouverneur von Gran Canaria, Francisco Maldonado, zu Beginn des Jahres 1492 Kontakt zu den Herrschern der Stämme der Insel La Palma auf, mit dem Ziel, sie zu überzeugen, dass ein Widerstand gegen die Kastilier hoffnungslos sei.

### Eroberung der Insel
Im Jahr 1491 nahm Alonso Fernández de Lugo, der sich zu dieser Zeit im Feldlager von Santa Fe niedergelassen hatte, am Hof von Königin Isabella und König Ferdinand Verhandlungen über die Eroberung der Insel La Palma auf. Er traf dort auch mit Christoph Kolumbus zusammen, der über die Bedingungen der Kapitulation von Santa Fe verhandelte. Nach einer Einigung zwischen Alonso Fernández de Lugo und den Vertretern der Krone von Kastilien erließen Königin Isabella und König Ferdinand im Juni 1492 eine Capitulación, in der Alonso Fernández de Lugo mit der Eroberung der Insel La Palma beauftragt und ihm das Amt eines Gouverneurs versprochen wurde.
1492 landete Alonso Fernandez de Lugo mit einem Heer von etwa 900 Mann in der Nähe der heutigen Stadt Tazacorte. Die Truppe konnte ohne Kämpfe in den Süden der Insel vorstoßen. Dieser fehlende Widerstand wird darauf zurückgeführt, dass die Herrscher der Bezirke Aridane, Tihuya, Tamanca und Ahenguareme in Las Palmas de Gran Canaria getauft worden waren und daher mit den Kastiliern kooperierten. Es gab einen bewaffneten Zusammenstoß mit den Ureinwohnern in der Nähe der heutigen Stadt Villa de Mazo, bei dem sich die Ureinwohner geschlagen zurückziehen mussten. Die Besetzung der Insel wurde ohne Zwischenfälle größerer Bedeutung fortgesetzt. Am Ende des Winters blieb nur noch der Bezirk Aceró in der Caldera de Taburiente unter der Herrschaft der Ureinwohner.
Ein militärischer Sieg über die Acerós unter ihrem „König“ Tanausú war den Kastiliern aufgrund der Kessellage des Stammesgebietes nicht möglich. Eine Belagerung erschien wirkungslos, da die Bevölkerung der Caldera de Taburiente nahezu autark war. Daher war Lugo auf Verhandlungen angewiesen. Durch einen Verrat gelang es, Tanausú und seine Leute gefangen zu nehmen. Damit war der letzte Widerstand auf der Insel gebrochen. Am 3. Mai 1493 erklärte Alonso Fernández de Lugo die Eroberung für abgeschlossen. Als zukünftige Hauptstadt gründete er die heute Santa Cruz de La Palma genannte Ortschaft an der Ostküste der Insel.

### Verteilung der Land- und Wasserrechte
Nach Abschluss der Eroberung der Insel La Palma im Mai 1493 reiste Alonso Fernández de Lugo nach Gran Canaria mit dem Ziel, die Eroberung der Insel Teneriffa zu organisieren. Im Herbst 1493 verhandelte er am Hof, der sich zu der Zeit in Saragossa aufhielt, über die Bedingungen für die Eroberung Teneriffas. Durch die „Capitulaciones de Zaragoza“ wurde er verpflichtet, die Insel Teneriffa mit von ihm aufgebrachten Mitteln zu erobern. Das führte dazu, dass Alonso Fernández de Lugo seine Aufgaben als Gouverneur der Insel La Palma in den nächsten Jahren nicht persönlich wahrnehmen konnte. Sein Neffe, Juan Fernández de Lugo Señorino, den er als Stellvertreter benannt hatte, wurde erst 1499 ermächtigt, auch die Verteilung der Land- und Wasserrechte vorzunehmen. Über die Entscheidungen in diesem Bereich sind keine Originaldokumente vorhanden. Sie können nur aus späteren Urkunden wie Kaufverträgen und Testamenten rekonstruiert werden. Die Verteilung von Land- und Wasserrechten verlief in der ersten Zeit etwas unsystematisch. Die Anspruchsberechtigten schufen durch die Besetzung und die Nutzung der Landflächen sowie den Bau von Verarbeitungsbetrieben Fakten, die später meist bestätigt wurden. Am Ende des Jahres 1501 kehrte Alonso Fernández de Lugo nach La Palma zurück und begann offiziell mit der Zuteilung von Land- und Wasserrechten, wobei er und sein Stellvertreter Juan Fernández de Lugo Señorino die größten Nutznießer waren.

### Eingliederung La Palmas in die Reiche der Krone von Kastilien
La Palma wurde als eine der Kanarischen Inseln in die Reiche der Krone von Kastilien eingegliedert. Die Stadt Santa Cruz de La Palma erhielt, wie die Hauptstädte der anderen Inseln, die direkt der königlichen Herrschaft unterstanden (Las Palmas de Gran Canaria und San Cristóbal de La Laguna), eine Verwaltung, die nach dem Vorbild der Stadt Sevilla organisiert war. Die erste Sitzung des Cabildos der Insel bzw. der Stadt Santa Cruz de La Palma fand am 26. April 1495 statt. Der Rat bestand aus sechs Mitgliedern (Regidores), zwei Richtern (Alcaldes) und einem Schriftführer (Escribano).

### Kolonialzeit und Entwicklung bis ins 18. Jahrhundert
Der Anbau von Zuckerrohr – zur damaligen Zeit das am meisten gewinnbringende Ackerbauprodukt – stand am Anfang der wirtschaftlichen Entwicklung von La Palma. Europäische Kaufleute, Handwerker, Wein- und Ackerbauern wurden auf die Insel gerufen, um Kapital und Arbeitskraft in Zuckerverarbeitungsanlagen zu investieren. Die Besitztümer und Ländereien wechselten in dieser Aufbauphase wiederholt ihre Eigentümer: 1508 verkaufte Juan Fernández de Lugo, der Neffe des spanischen Eroberers Alonso Fernández de Lugo, seine Zuckerverarbeitungs- und -Bewässerungsanlage von Tazacorte und Argual an den Andalusier Dinarte; dieser veräußerte sie ein Jahr später an die Augsburger Welser; wiederum ein Jahr später (1510) gelangten sie in den Besitz des Antwerpener Kaufmannes Jakob Groenenberch (hispanisiert: Jacomo Monteverde), von dem sie schließlich das Brüsseler Handelshaus Van de Valle erwarb.
Ab 1553 lohnte der Zuckerrohranbau auf La Palma immer weniger. In Mittel- und Südamerika wurde preisgünstiger produziert. Viele nicht mehr rentable Zuckerrohrplantagen wurden in Weinfelder umgewandelt. Der vor allem im Süden der Insel auf jungvulkanischem Boden gedeihende süße Malvasia wurde das wichtigste Exportprodukt von La Palma. Hauptabnehmer des palmerischen Weines wurde ab der zweiten Hälfte des 17. Jahrhunderts England.  Bis Mitte des 19. Jahrhunderts dauerte der Siegeszug der palmerischen Malvasier, dann führte ein sich ändernder Konsumentengeschmack zum Niedergang des Weinbaus. Heute wird wieder mit zunehmendem Erfolg Wein angebaut.
La Palma wurde für die Spanier zu einer wichtigen Zwischenstation auf dem Weg nach Westindien. Im 16. Jahrhundert bekam La Palma nach Antwerpen und Sevilla das Privileg, mit Amerika Handel zu treiben. Schnell entwickelte sich Santa Cruz de La Palma zu einem der wichtigsten Häfen des spanischen Reiches. So lockte Santa Cruz de La Palma im Laufe des 16. Jahrhunderts immer wieder Piraten an, die sich der Reichtümer der Stadt bemächtigen wollten. Unter dem Befehl von François Le Clerc plünderten Franzosen 1553 die Hafenstadt. Was sie nicht mitnehmen konnten, brannten sie nieder. Nach dieser Katastrophe wurden Kirchen, Klöster und Häuser größer und prächtiger wieder aufgebaut.
Neue Verteidigungsanlagen wurden errichtet, die aus mehreren Bastionen und Mauern bestanden. Von den alten Befestigungsanlagen in Santa Cruz sind nur noch das Castillo de Santa Catalina (1951 unter Denkmalschutz gestellt) und das Castillo des Barrio de Santa Cruz nördlich der Mündung des Barranco de Las Nieves erhalten.

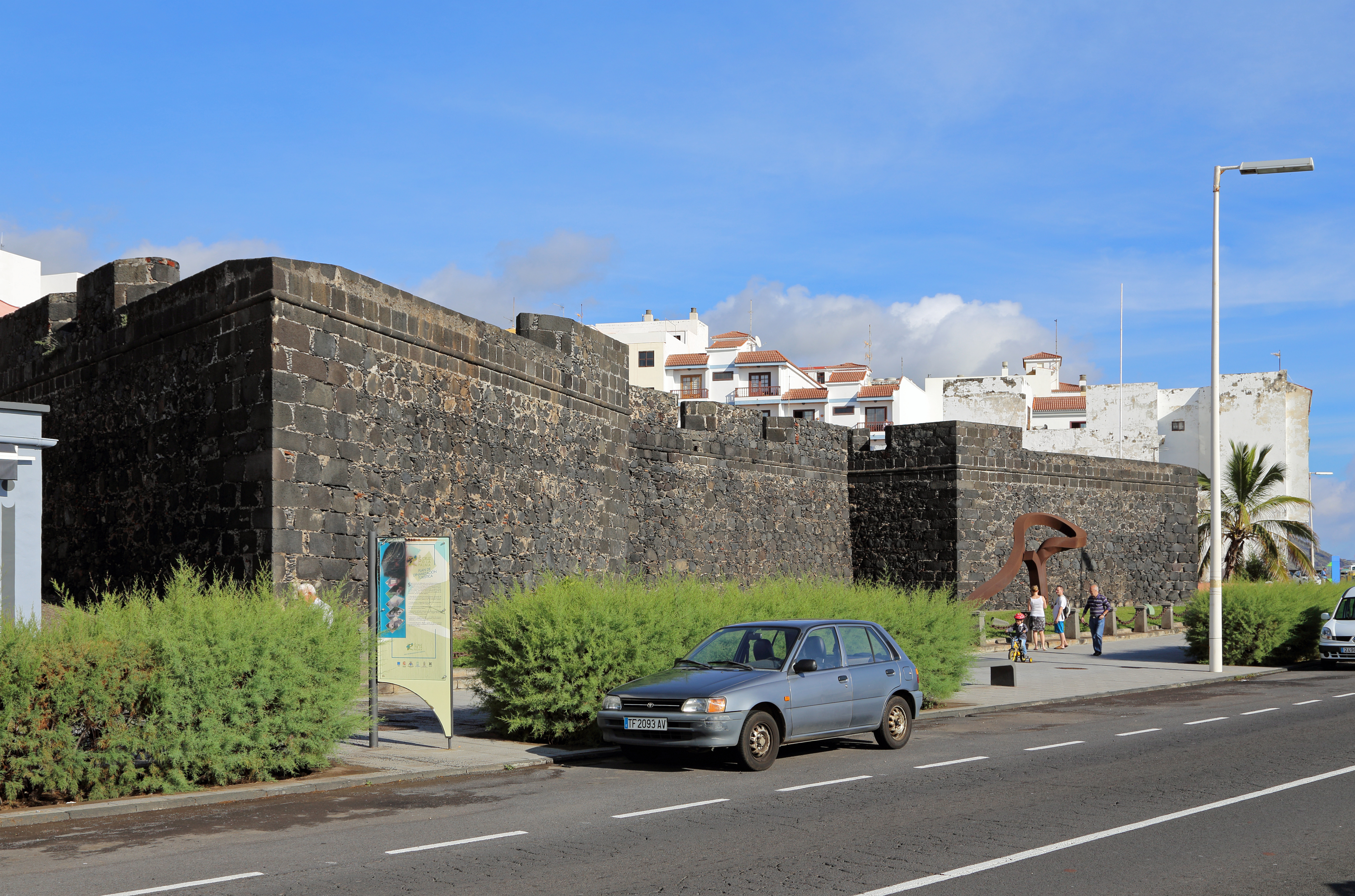
Castillo de Santa Catalina
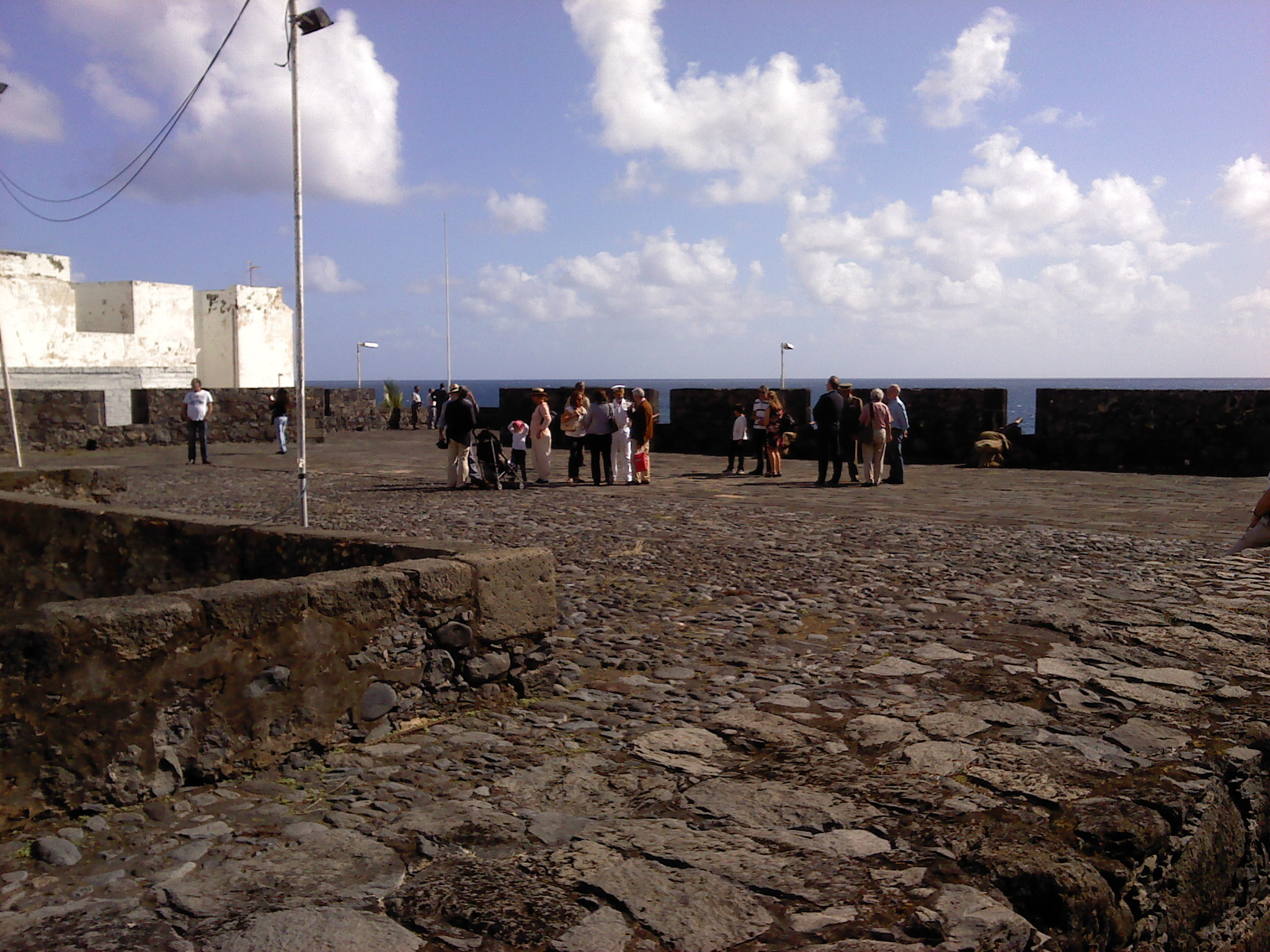
Castillo de Santa Catalina
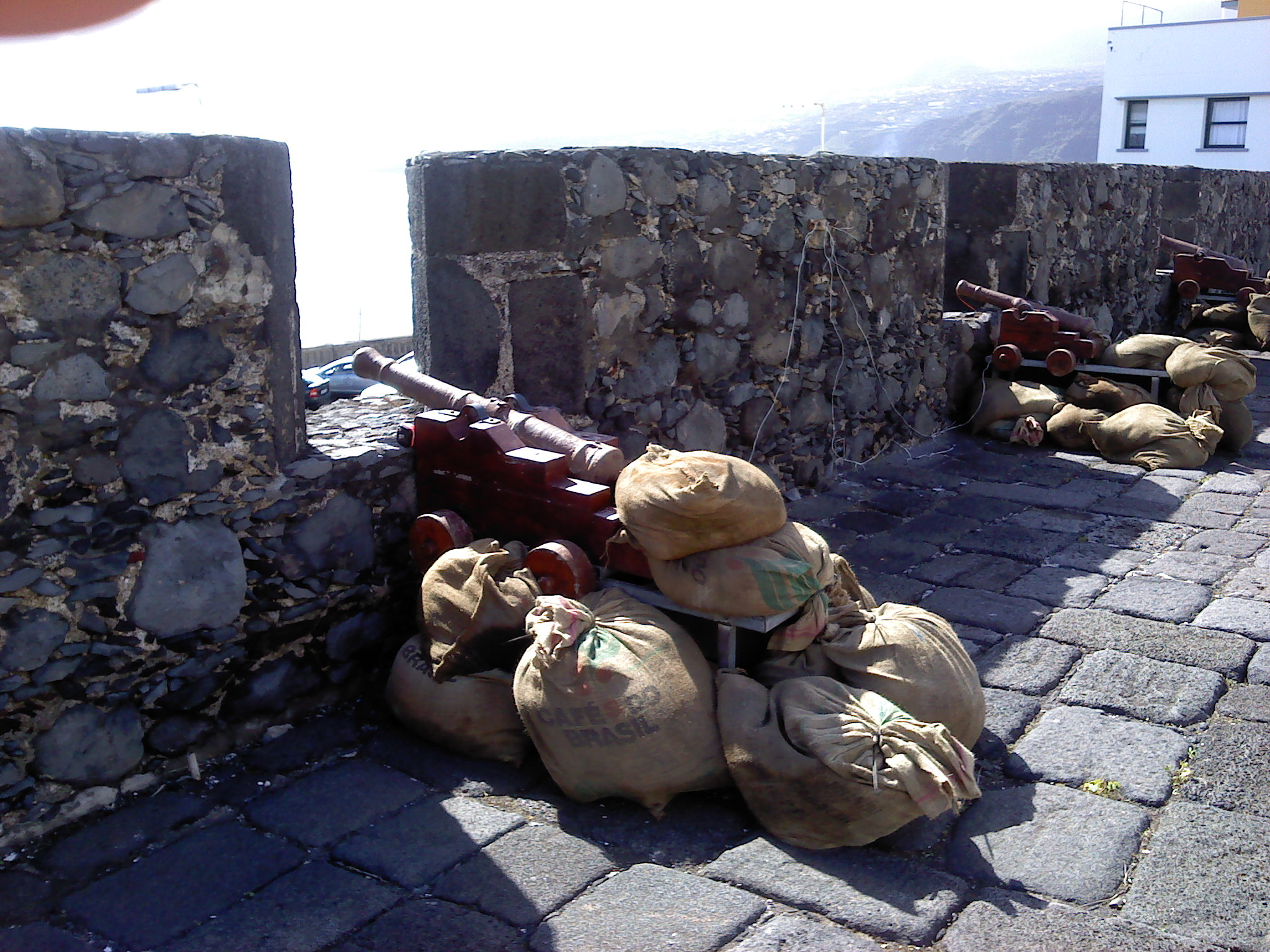
Castillo de Santa Catalina
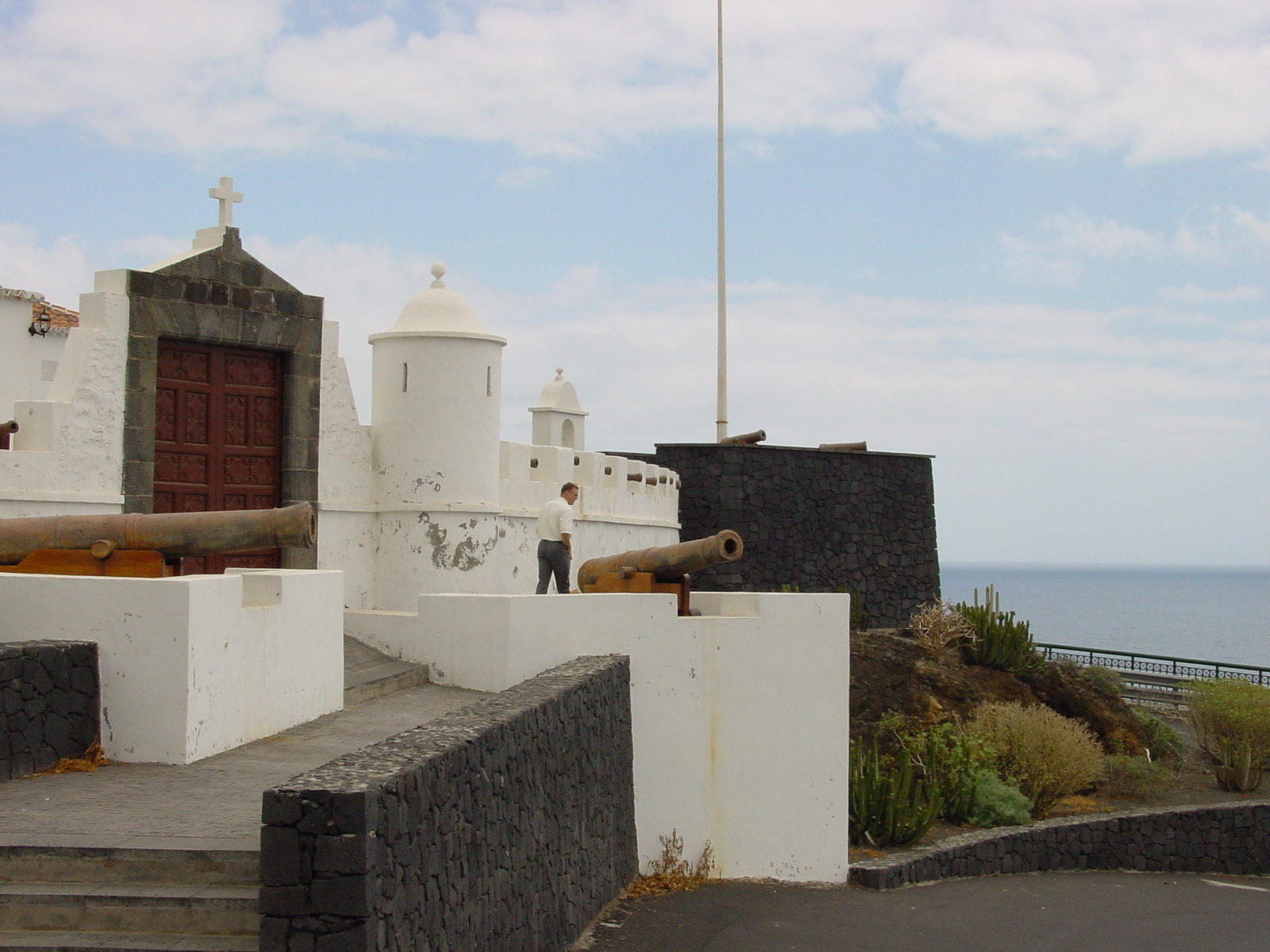
Castillo de La Virgen

So konnte 1585 der Angriff des Engländers Francis Drake erfolgreich abgewehrt werden. Der Handel mit Amerika begünstigte das Aufkommen weiterer Erwerbszweige wie Schiffbau sowie der Herstellung von Segeltuch. Zahlreiche Kaufleute aus aller Welt kamen nach Santa Cruz und verliehen dem Ort ein internationales Flair; viele fremdländisch klingende Straßennamen zeugen noch heute von dieser Epoche. Der Niedergang setzte jedoch bereits Mitte des 17. Jahrhunderts ein. Nach einem Erlass aus dem Jahre 1657 mussten alle Schiffe auf dem Weg nach Amerika auf Teneriffa registriert werden und dort ihre Abgaben entrichten. Der Handelsverkehr im Hafen von Santa Cruz de La Palma kam damit nahezu zum Erliegen. Zwar gab König Carlos III. 1778 den Amerikahandel für alle spanischen Häfen frei, doch konnte sich Santa Cruz nie völlig von der Wirtschaftskrise erholen.
Nach diesem wirtschaftlichen Rückgang wurde in neue Produkte wie Bienenwachs und -honig, Tabak und Seide investiert. Mit der Anpflanzung von Maulbeerbäumen war La Palma führend in der Seidenherstellung auf den Kanaren. Um 1830 wurde die aus Mexiko stammende Cochenille-Laus eingeführt, eine Schildlaus, die einen begehrten karmesinroten Farbstoff liefert. Mit der Entwicklung von Anilinfarbe um 1880 war diesem Wirtschaftszweig jedoch nur ein kurzer Gewinn beschert.
Ab 1878 wurde der Bananenanbau von den Gesellschaften Elder Dempster aus England und Fyffes aus Irland in großem Stil auf die Kanaren gebracht, der bis heute ein wesentlicher und zunehmender Wirtschaftsfaktor auf der Insel ist.
Die Landbevölkerung La Palmas profitierte vom erwirtschafteten Reichtum der Insel kaum. Da auf der Insel vorwiegend Monokulturen angebaut wurden, reichte die verbleibende Ackerfläche für den Anbau von Getreide und anderen Landwirtschaftserzeugnissen nicht aus. Schon im 16. Jahrhundert musste Getreide zu hohen Preisen importiert werden. Als das Domkapitel von La Palma einmal seinen Zehnten in Form von Weizen aus dem Getreidespeicher forderte, weigerte sich die Bevölkerung, auf diese Art ihre Steuern zu begleichen, woraufhin der Inquisitor über die Insel einen Kirchenbann verhängte und einige Jahre lang niemand christlich beerdigt wurde.

### 19. und 20. Jahrhundert
Noch im 19. Jahrhundert lebten die meisten Inselbewohner in strohgedeckten Holzhütten oder in niedrigen Bruchsteinhäusern. Um die Wirtschaft der Kanarischen Inseln zu stärken, wurde die Inselgruppe 1852 durch Beschluss der Königin Isabella II. zur Freihandelszone erklärt. Die wirtschaftliche Not in der zweiten Hälfte des 19. Jahrhunderts und der ersten Hälfte des 20. Jahrhunderts führte auf La Palma zu einer hohen Auswanderung der Palmeros. Kuba und Venezuela waren die bevorzugten Ziele. Viele palmerische Familien haben heute noch starke familiäre Verbindungen zu diesen Ländern. In den 1920er und 1950er Jahren kehrten viele nach La Palma zurück („Die Heimkehr der Emigranten“, siehe Abschnitt Regionale Feste, Karneval).
1860 wurde auf La Palma mit der Straßenbauplanung begonnen, indem notwendige Verbindungsstraßen zwischen den Ortschaften hergestellt werden sollten. Hierzu zählten Verbindungen zwischen Santa Cruz de la Palma über Breña Baja nach Fuencaliente, von Fuencaliente nach Tazacorte und Los Llanos de Aridane sowie von Santa Cruz über Puntallana nach San Andrés. Im Jahr 1879 wurde die erste 7 km lange Strecke zwischen Santa Cruz de La Palma und Risco de la Concepción, die zur Gemeinde Breña Alta gehört, provisorisch aufgenommen. Die Straßenarbeiten im Süden der Insel begannen 1874 und endeten 1910.
Schon 1880 begannen der Canario Pedro Reid und der Brite L. Jones mit dem Bananenanbau auf La Palma, der den Rückgang des Anbaus von Zuckerrohr kompensieren sollte. Das führte um 1900 zu einem kurz anhaltenden Wohlstand, doch kam der Außenhandel durch die Auswirkungen des Ersten Weltkrieges zum Erliegen. 1927 wurde die kanarische Inselgruppe in eine West- und Ostprovinz aufgeteilt. La Palma bildet zusammen mit Teneriffa, La Gomera und El Hierro die Westprovinz „Santa Cruz de Tenerife“. Während des Spanischen Bürgerkriegs (1936–1939) stand La Palma mehrheitlich an der Seite der Republikaner und bildete mit der kommunistischen Partei den Hauptort des Widerstands gegen das Franco-Regime auf den Kanaren. Im Unterschied zu den anderen Inseln wurde auf La Palma versucht, einen bewaffneten Widerstand aufzubauen.
Die privilegierte Lage der kanarischen Inseln veranlasste die deutsche Marine während des Zweiten Weltkriegs – ähnlich wie bereits im Ersten Weltkrieg, den die deutsche Viermastbark Pamir in Santa Cruz de La Palma verbrachte – U-Boote in ihrer Nähe zu positionieren. Sie sollten US-amerikanische Schiffe angreifen, die zur Unterstützung des Vereinigten Königreichs den Atlantik überquerten.
Am 26. Oktober 1942 griffen deutsche U-Boote einen Konvoi aus 37 Schiffen nordwestlich der Kanaren an und versenkten drei Schiffe, darunter den britischen Frachter Pacific Star. Seine Überlebenden erreichten am 31. Oktober in einem Rettungsboot La Palma beim Leuchtturm Punta Cumplida.
Am 29. Mai 1944 wurde etwa 100 Seemeilen südwestlich der Kanarischen Inseln der Flugzeugträger Block Island vom deutschen U-Boot U 549 schwer beschädigt und nach erneutem Angriff versenkt. Sechs Crew-Mitglieder und vier Piloten von den 957 Besatzungsangehörigen der Block Island fanden den Tod. Zwei Piloten erreichten mit ihren Maschinen La Palma, in der Nähe von Tijarafe.
Bis in die frühen 1960er Jahre wurde die kanarische Wirtschaft noch von der Landwirtschaft bestimmt. Die Liberalisierung im Jahr 1960 durch das Franco-Regime führte zu einer wirtschaftlichen Belebung durch Exporte von Bananen (130.000 Tonnen pro Jahr), Tabak und Produkten aus der Forstwirtschaft. Als wichtigster Wachstumsmotor entwickelte sich der Tourismus; im Jahr 1960 waren es noch 73.240 Touristen, im Jahr 1975 bereits über zwei Millionen.

1984 erhielten beide Provinzen zusammen den Status einer autonomen Region (Provinz Santa Cruz de Tenerife und Provinz Las Palmas de Gran Canaria). Mit dem Beitritt Spaniens 1986 in die Europäische Gemeinschaft und dem 1989 vollzogenen Beitritt der autonomen Kanarischen Region in die EG wurden den Kanaren auch die EU-Subventionen zuteil, die im Wesentlichen in den Aufbau der Infrastruktur der Inseln flossen.

## Kultur und Wissenschaft

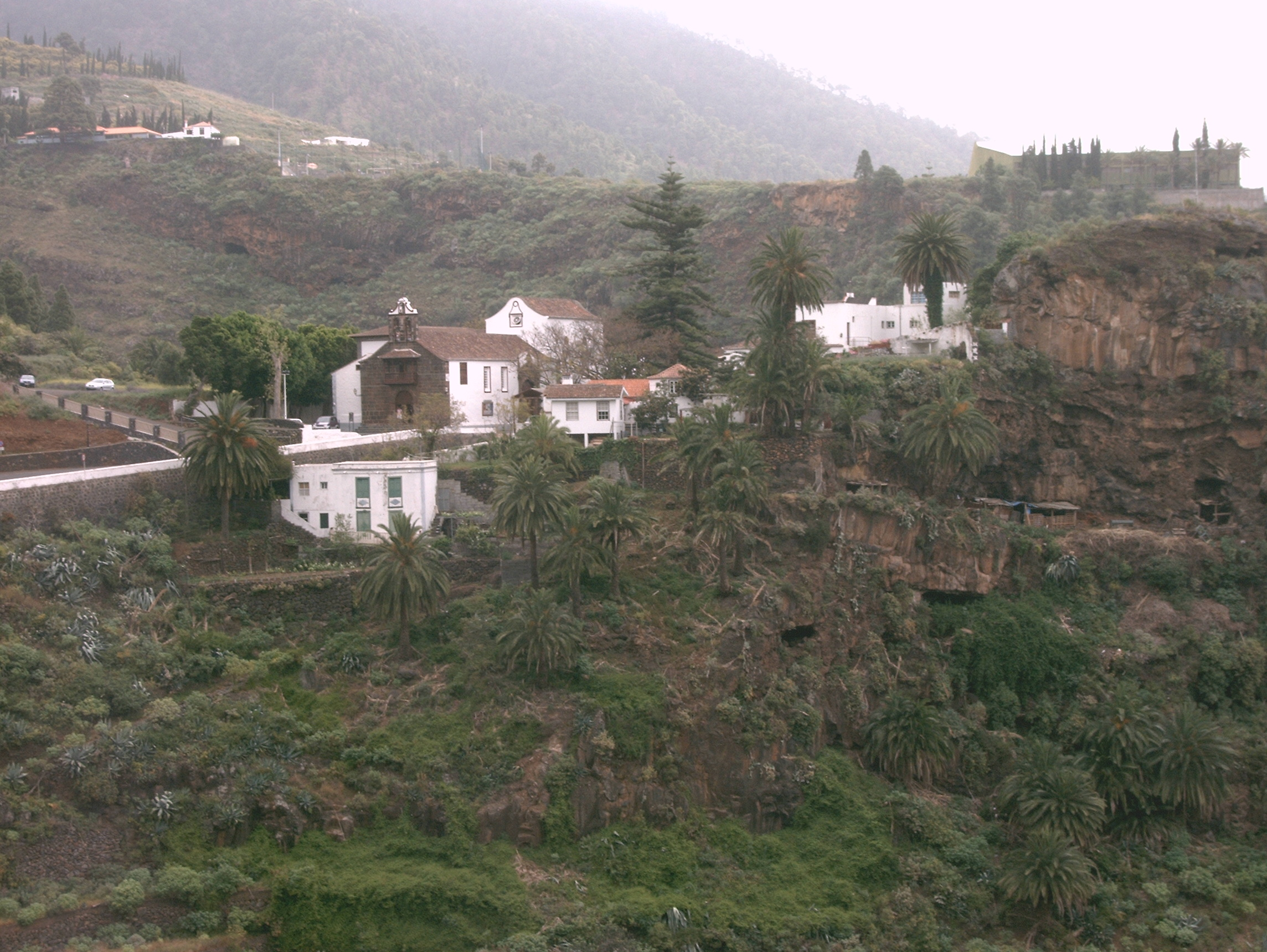
Kirche in Las Nieves

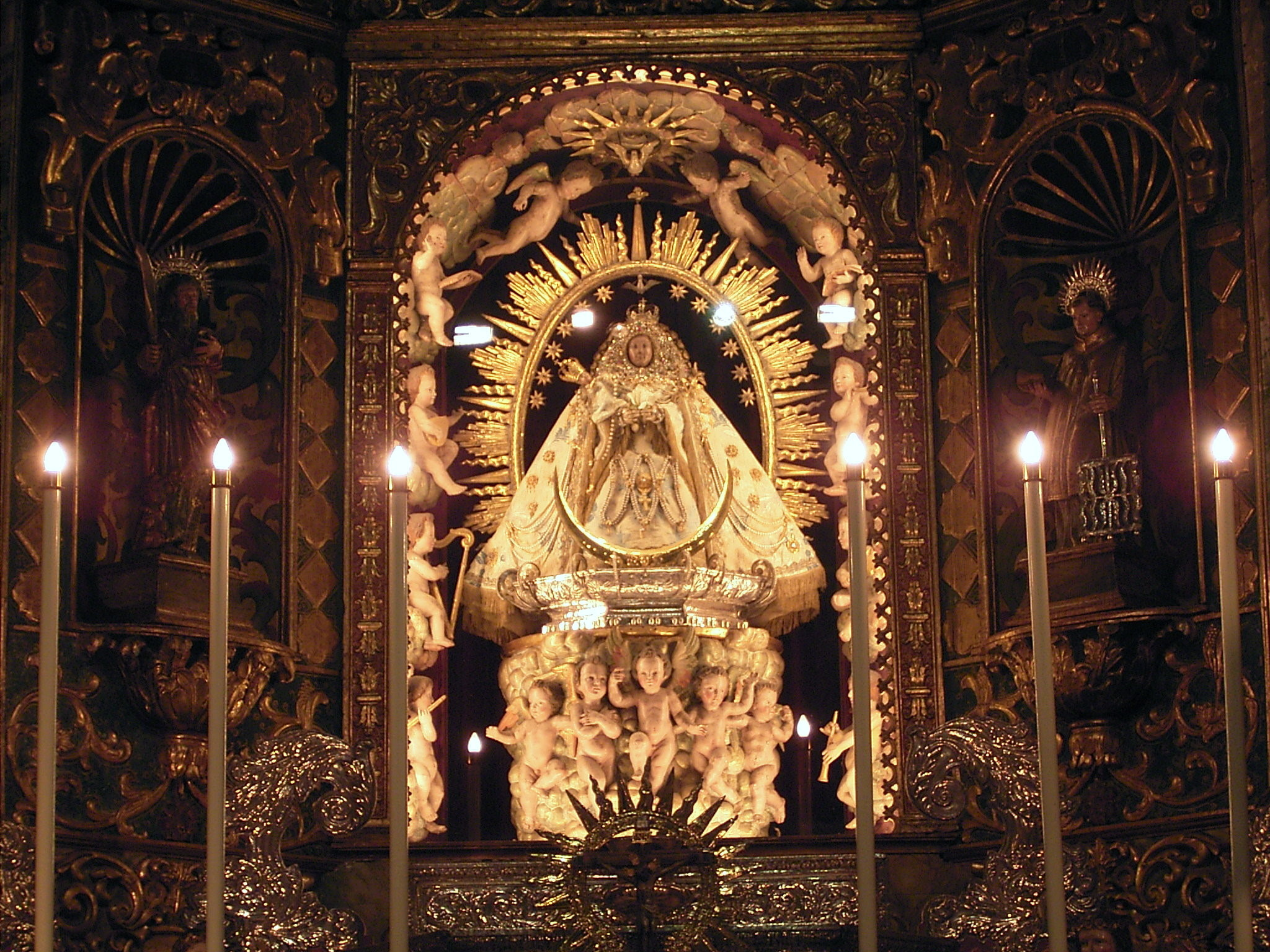
Virgen de las Nieves

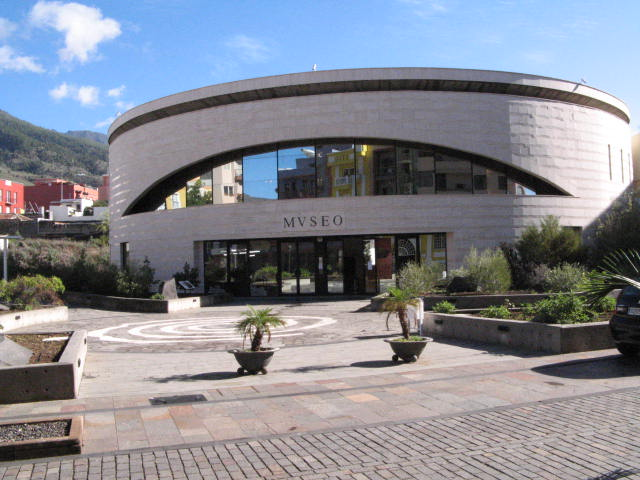
Museo Arqueologico in Los Llanos

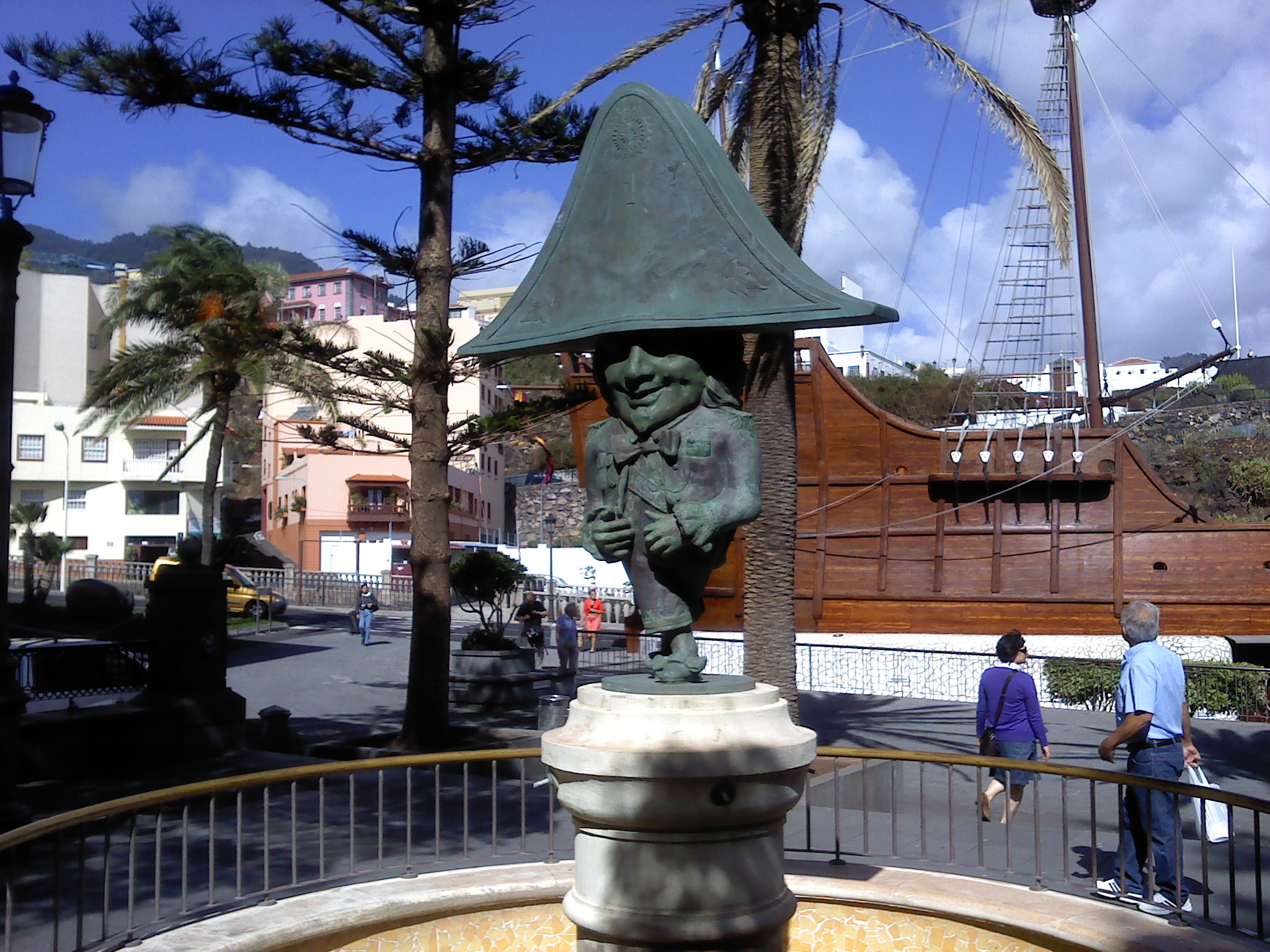
Zwerg von Luis Morera in Santa Cruz

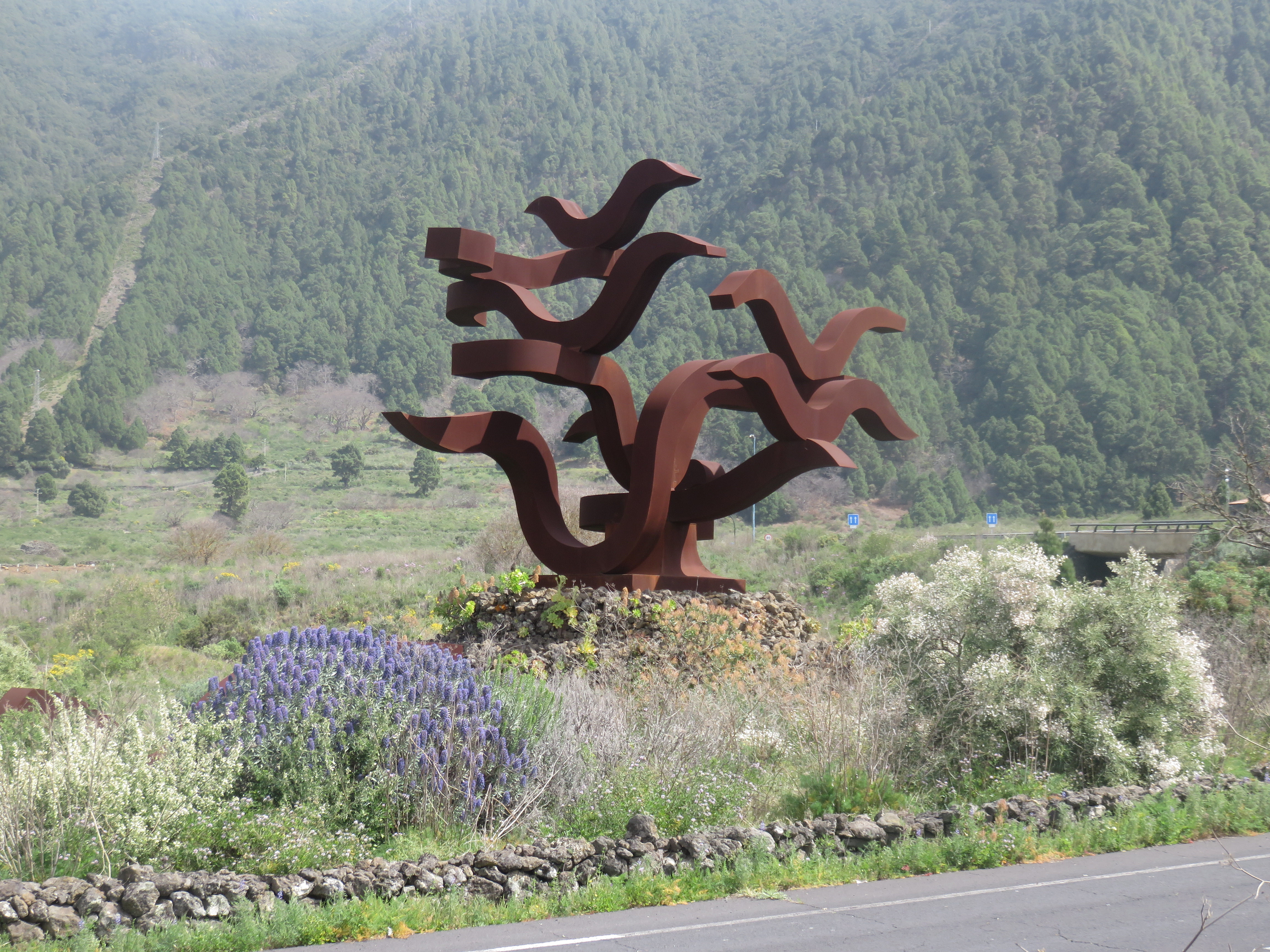
Monumento a la Naturaleza

### Religionen
Der überwiegende Teil der Bevölkerung ist römisch-katholisch. In regelmäßigen Abständen werden deren Heilige aus bestimmten Kirchen mit Prozessionen geehrt. Diese Veranstaltungen verlaufen über mehrere Tage und werden durch ein Rahmenprogramm und ausgelassene Feiern begleitet.

### Regionale Feste
Über das Jahr verteilt gibt es mehrere, teils regional begrenzte Feste. Mit dem Mandelblütenfest im Februar oder März in Puntagorda, wo die meisten Mandelbäume der Insel anzutreffen sind, beginnt der Reigen der Feste auf der Insel. Am 3. Mai wird in der Fiesta de la Cruz die Eroberung der Insel und Gründung der Hauptstadt Santa Cruz gefeiert. Hierzu werden auf der ganzen Insel Kreuze in wertvolle Stofftücher und Papier gehüllt und mit Blumen und Kerzen geschmückt.
Die Bajada de la Virgen de las Nieves ist eines der herausragenden Feste auf La Palma. Es geht auf das Jahr 1676 zurück, in dem auf der Insel große Dürre herrschte. Um eine drohende Missernte abzuwenden, ordnete der kanarische Bischof Jimenez an, die auf der ganzen Insel verehrte Statue der Jungfrau vom Schnee (Virgen de las Nieves) von Las Nieves in einer Prozession in die Hauptstadt zu tragen. Der langersehnte Regen stellt sich danach ein. Die Prozession wird seitdem alle fünf Jahre zu jeweils den 0er und 5er-Jahrgängen wiederholt. Die Feierlichkeiten ziehen sich jeweils im Sommer über mehr als einen Monat hin. Ein Höhepunkt der Fiesta ist der Tanz der Zwerge in Santa Cruz.
Ein weiterer Höhepunkt der Feierlichkeiten auf La Palma ist der Karneval, dessen Umzüge und Veranstaltungen in den Hochburgen Santa Cruz und Los Llanos an südamerikanischen Karneval erinnern. Am Karnevalsmontag wird in Santa Cruz „die Heimkehr der Emigranten“ gefeiert. Die Palmeros kleiden sich dann ganz in weiß – als Parodie auf die seinerzeit in Lateinamerika zu Wohlstand Gekommenen – und werfen mit Babypuder um sich.

### Kultureinrichtungen und Künstler
Zum kulturellen Angebot auf La Palma gehören die archäologischen Zentren, Parque Arqueologico in La Zarza, Gemeinde Garafia und Cueva Belmaco in Mazo, mehrere Bibliotheken (jeweils in den größeren Orten der Insel), das Theater Circo de Marte, ein Kino (Teatro Chico ) in Santa Cruz und ein Kino in Los Llanos sowie diverse Musik- und Kunstveranstaltungen, die überwiegend in der jeweiligen Casa de Cultura der Orte stattfinden. Zu den Museen der Insel zählen Museo Insular und Museo Naval (Schifffahrtsmuseum in der nachgebauten Karavelle Santa Maria von Christoph Kolumbus) in Santa Cruz, Museo Arqueológico Benahorita (Archäologisches Museum) in Los Llanos, Museo del Platano (Bananenmuseum) in Tazacorte und Museo del Vino (Weinmuseum) an der Plaza de La Glorieta in Las Manchas, das Museo de la Seda in El Paso und das Museo del Tabaco in Breña Alta.
Luis Morera (* 10. Oktober 1946) ist einer der bekanntesten Künstler auf La Palma. Seine Werke sind unter anderem die Plaza de La Glorieta in Las Manchas, der Park El Jardín de las Delicias in Los Llanos, der Brunnen mit der Bronzefigur San Miguel de La Palma vor dem Rathaus Tazacortes, die Bronzefigur „Der Zwerg“ (Enano) in Santa Cruz sowie eine Vielzahl von Bildern von Natur und Bevölkerung der Insel.
Manuel Pereda de Castro (* 1949 in Santander; † 27. November 2018 auf La Palma) war ein spanischer Bildhauer, Maler und Bühnenbildner, der sich 1986 auf La Palma nieder ließ. Zu Beginn waren seine Arbeiten noch sehr figürlich, das 6 m hohe Denkmal an die Mutter (Monomento a la Madre) gilt als repräsentatives Monument der Stadt Los Llanos. Später schuf er diverse mächtige abstrakte Stahlfiguren, die sich in die Landschaft der Insel einfügten. Sein baulich größtes Werk, das Monumento a la Naturaleza befindet sich zwischen El Paso und dem Tunnel, das die Palmeros Arbol de la Graja (Krähenbaum) nennen. Am 30. November 2018 wurde dem Künstler posthum der Titel des Ehrenbürgers der Insel La Palma (Hijo Adoptivo de la Isla de La Palma) verliehen.

### Palmerische Küche
Die palmerische Küche unterscheidet sich wenig von der der anderen Kanarischen Inseln.
Bis in die 1960er Jahre bestand für die meisten palmerischen Familien – insbesondere in den ländlichen Gebieten – das Essen aus den von ihnen gewonnenen Produkten wie Kartoffeln, Gofio (geröstetes und dann gemahlenes Getreide), Schweine- und Ziegenfleisch, Ziegenkäse, Mojo (pikante Sauce), Milch, Fisch sowie einigen Gemüse- und Obstsorten. Zu festlichen Gelegenheiten wurden spezielle Gerichte zubereitet: Süßspeisen aus Brot, Honig und Milchreis, geröstete Kastanien und Biskuit. Ziegenkäse mit Mojo zählt noch heute – auch im touristischen Bereich – zu den besonderen palmerischen Gerichten.

### Sternwarten

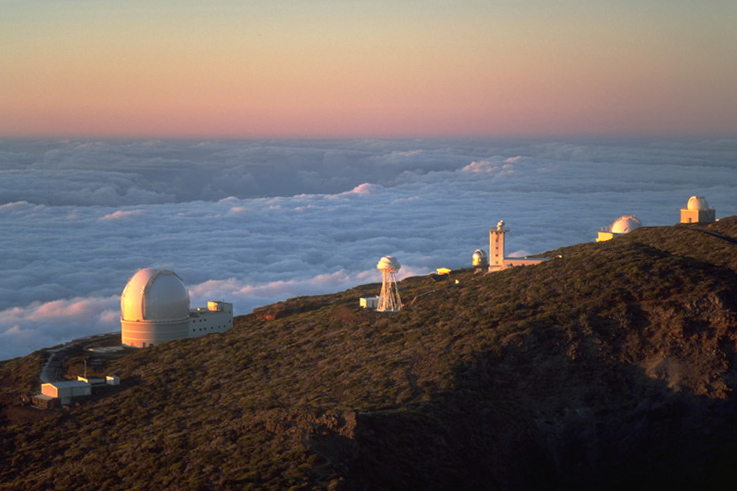
Observatorien am Roque de los Muchachos

Für die Wahl La Palmas als Standort für ein Observatorium waren die Höhenlage auf dem Roque de los Muchachos und eine geringe „Lichtverschmutzung“ des Nachthimmels sowie eine kürzere Entfernung zu Europa gegenüber Standorten wie Südamerika oder Hawaii (mit 4200 m Höhe) ausschlaggebend.
Die Gründungsmitglieder Spanien, Schweden, Dänemark und das Vereinigte Königreich beschlossen als erste Schritte für die Errichtung des Observatoriums das Anlegen einer Zufahrtsstraße und der Wasser- und Stromversorgung sowie das Etablieren eines Trainingsprogramms für spanische Astronomen. Im Jahr 1985 wurde das Observatorium offiziell eingeweiht. Zum Schutz der nächtlichen Dunkelheit wurde im Jahr 1988 das sogenannte Ley del Cielo („Himmelsgesetz“) erlassen. Ein Test, bei dem 1995 nachts eine Stunde lang auf der ganzen Insel das Licht ausgeschaltet wurde, ergab keinen großen Unterschied mehr. 2012 wurde La Palma als weltweit erstes Starlight Reserve zertifiziert.
Im Jahr 2009 wurde das Gran Telescopio Canarias (GRANTECAN, auch GTC) durch den spanischen König Juan Carlos und Königin Sophia eingeweiht. Es ist auch noch 2018 das größte aus einem einzigen (allerdings segmentierten) Spiegel bestehende Teleskop der Welt.

### Mühlen auf La Palma

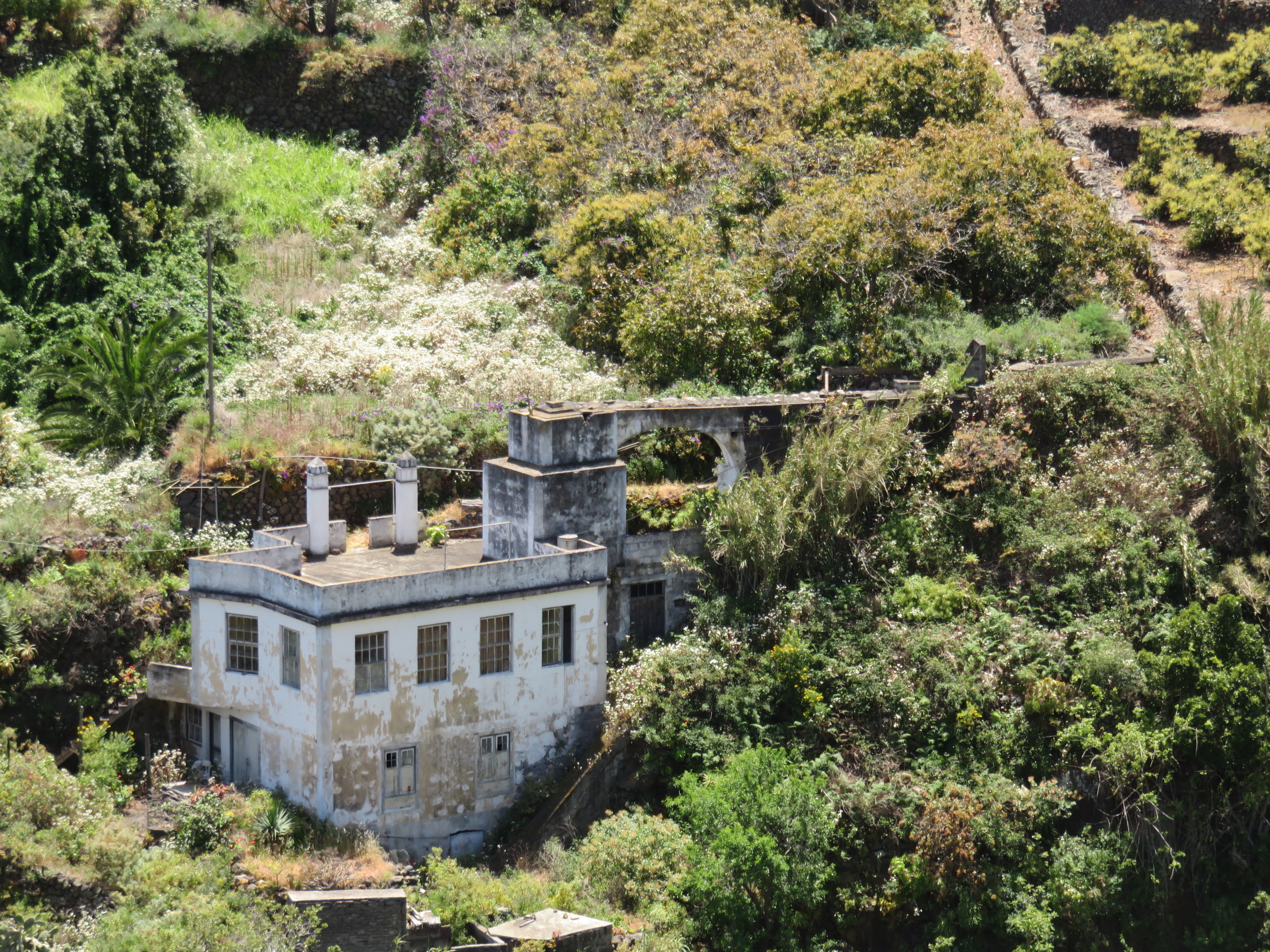
Getreide-Mühle von Las Nieves mit Zulaufkanal zum Antrieb der Wasserturbine

Die ersten Mühlen auf La Palma wurden mit dem Zuckerrohranbau im 16. Jahrhundert errichtet und dienten der Entsaftung des Zuckerrohrs. Das aus den Bergen La Palmas gewonnene Wasser zur Bewässerung Zuckerrohrplantagen diente auch zum Antrieb der Mühlen. Dort, wo nicht genügend Wasser zur Verfügung stand, kamen Windmühlen zum Mahlen von Getreide zum Einsatz. Von den zehn auf der Insel verbliebenen Windmühlen wurden die El Molino de Las Tricias in Garafía und El Molino de Mazo vollständig renoviert, der Rest befindet sich in einem baufälligen Zustand.
Die noch existierenden Wasser- und Windmühlen La Palmas zählen zu den geschützten ethnographischen Vermögenswerten der Kanarischen Inseln.

## Sport

### Historische Sportarten

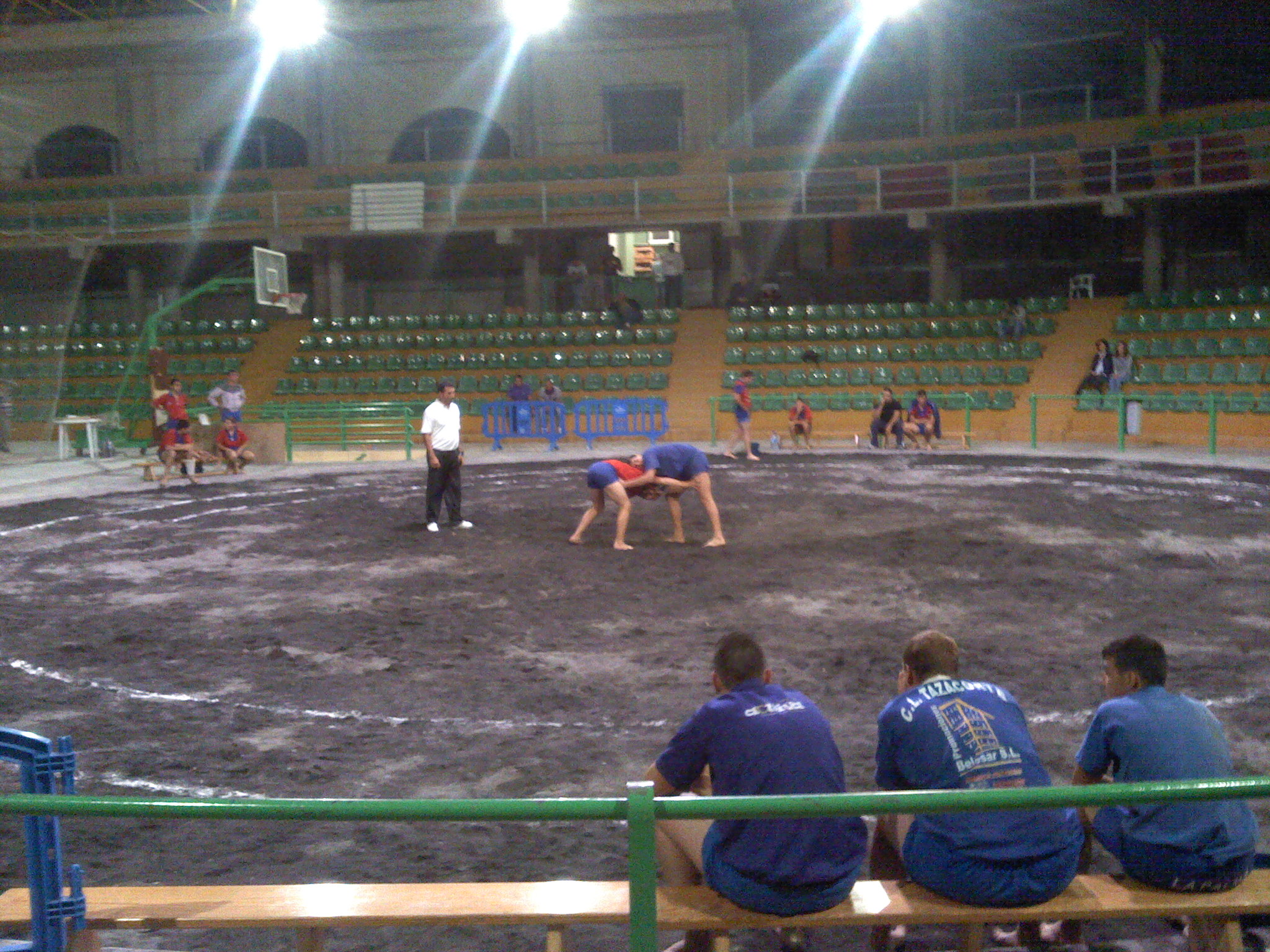
La Lucha in der Sporthalle von Tazacorte

Lucha Canaria ist ein kanarischer Ringkampf, der bereits unter den Guanchen ausgetragen wurde. 1420 berichtete der Chronist Alvar Garcia de Santa Maria über diese Sportart der Kanaren. Es wird vermutet, dass durch diese Kämpfe Streitigkeiten unter der Urbevölkerung unblutig entschieden wurden.
Lucha zählt auch heute – neben Fußball – zu den beliebtesten Sportarten der Kanaren. Es ist ein Mannschaftssport, der von zwölf Kämpfern ausgetragen wird. Es ringen immer zwei miteinander. Verloren hat derjenige, dessen Oberkörper zuerst den Boden berührt. Ein Kampf geht über 3 Runden von maximal 2 Minuten Dauer.
Hirtensprung (Spanisch: Salto del pastor) ist ein auf den Kanarischen Inseln verbreiteter Volkssport, der seine Wurzeln im regionalen Brauchtum hat und wahrscheinlich auf die Ureinwohner, die Guanchen, zurückgeht. Um in möglichst kurzer Zeit im gebirgigen Gelände Höhenunterschiede schnell und sicher zu überwinden, benutzten die Viehhirten einen mehrere Meter langen Holzstab, den „Regatón“, um auf tiefer gelegenes Gelände zu gelangen.

### Transvulcania
Der Transvulcania ist ein international besetzter Ultramarathon, der seit 2009 jährlich auf La Palma stattfindet. Die 73,3 km lange Laufstrecke beginnt am Leuchtturm von Fuencaliente, führt über die Vulkanroute, die Cumbre Nueva, auf die Bergkette der Caldera de Taburiente mit dem 2426 m hohen Roque de los Muchachos, hinab zum Puerto Tazacorte und wieder hinauf nach Los Llanos, dem Ziel des Ultramarathons. Insgesamt ist ein Höhenunterschied von 8525 m zu überwinden (davon 4415 m bergauf und 4110 m bergab).

## Verwaltung
Innerhalb der spanischen Autonomen Gemeinschaft Kanarische Inseln gehört La Palma zur Provinz Santa Cruz de Tenerife. Die Amtssprache ist Spanisch, die Einheimischen sprechen eine Varietät mit lateinamerikanischem Einfluss.

### Inselrat
Der Inselrat (Cabildo Insular) regelt Angelegenheiten, die eine individuelle Lösung für die Insel fordern und daher nicht von der Autonomen Gemeinschaft entschieden werden sollen, die aber auf der Ebene der Gemeinden nicht entschieden werden können, weil sie die ganze Insel betreffen.
Präsident des Inselrates ist derzeit (2018) Anselmo Pestana. Daneben gibt es weitere elf Mitglieder der Inselregierung (davon sieben Vizepräsidenten), die für die verschiedenen Ressorts zuständig sind.

### Liste von Deutschen Persönlichkeiten mit Wohnsitz auf La Palma
(die umfängliche Liste der Palmero-Persönlichkeiten siehe bitte Abschnitt „Palmeros destacados“ im Artikel „La Palma“ der spanischen Wikipedia)
- Rose Marie Dähncke, Pilz-Forscherin (Residentin)
- Jürgen Fliege, Pfarrer
- Claudia Gehrke, Schriftstellerin und Verlegerin
- Manfred Günther, Autor
- Helmut Kiesewetter, Bildender Künstler
- Harald Welzer, Publizist
- Christine Wittrock, Historikerin (Residentin)

### Gemeinden und Einwohnerzahlen
La Palma gliedert sich in 14 Gemeinden, deren Flächenangaben in den nachstehenden Tabellen zu finden sind.
| Gemeinde                 | Einwohner (2024) | Fläche km² | Dichte Einw./km² | Cod INE | Postleitzahl        |
| ------------------------ | ---------------- | ---------- | ---------------- | ------- | ------------------- |
| Barlovento               | 2.014            | 43,50      | 46               | 38007   | 38726, 38727        |
| Breña Alta               | 7.428            | 30,89      | 240              | 38008   | 38710               |
| Breña Baja               | 6.112            | 14,16      | 432              | 38009   | 38711, 38712        |
| Fuencaliente de la Palma | 1.900            | 55,90      | 34               | 38014   | 38740               |
| Garafía                  | 1.983            | 102,58     | 19               | 38016   | 38787               |
| Los Llanos de Aridane    | 20.283           | 35,60      | 570              | 38024   | 38760, 38767–38769  |
| El Paso                  | 8.156            | 135,94     | 60               | 38027   | 38750               |
| Puntagorda               | 2.355            | 30,81      | 76               | 38029   | 38789               |
| Puntallana               | 2.699            | 35,05      | 77               | 38030   | 38715               |
| San Andrés y Sauces      | 4.296            | 42,87      | 100              | 38033   | 38720               |
| Santa Cruz de La Palma   | 15.565           | 43,41      | 359              | 38037   | 38700               |
| Tazacorte                | 4.559            | 12,04      | 379              | 38045   | 38770               |
| Tijarafe                 | 2.684            | 53,55      | 50               | 38047   | 38780               |
| Villa de Mazo            | 5.070            | 70,67      | 72               | 38053   | 38730, 38738, 38739 |
| La Palma                 | 85.104           | 706,97     | 120              | –       | –                   |

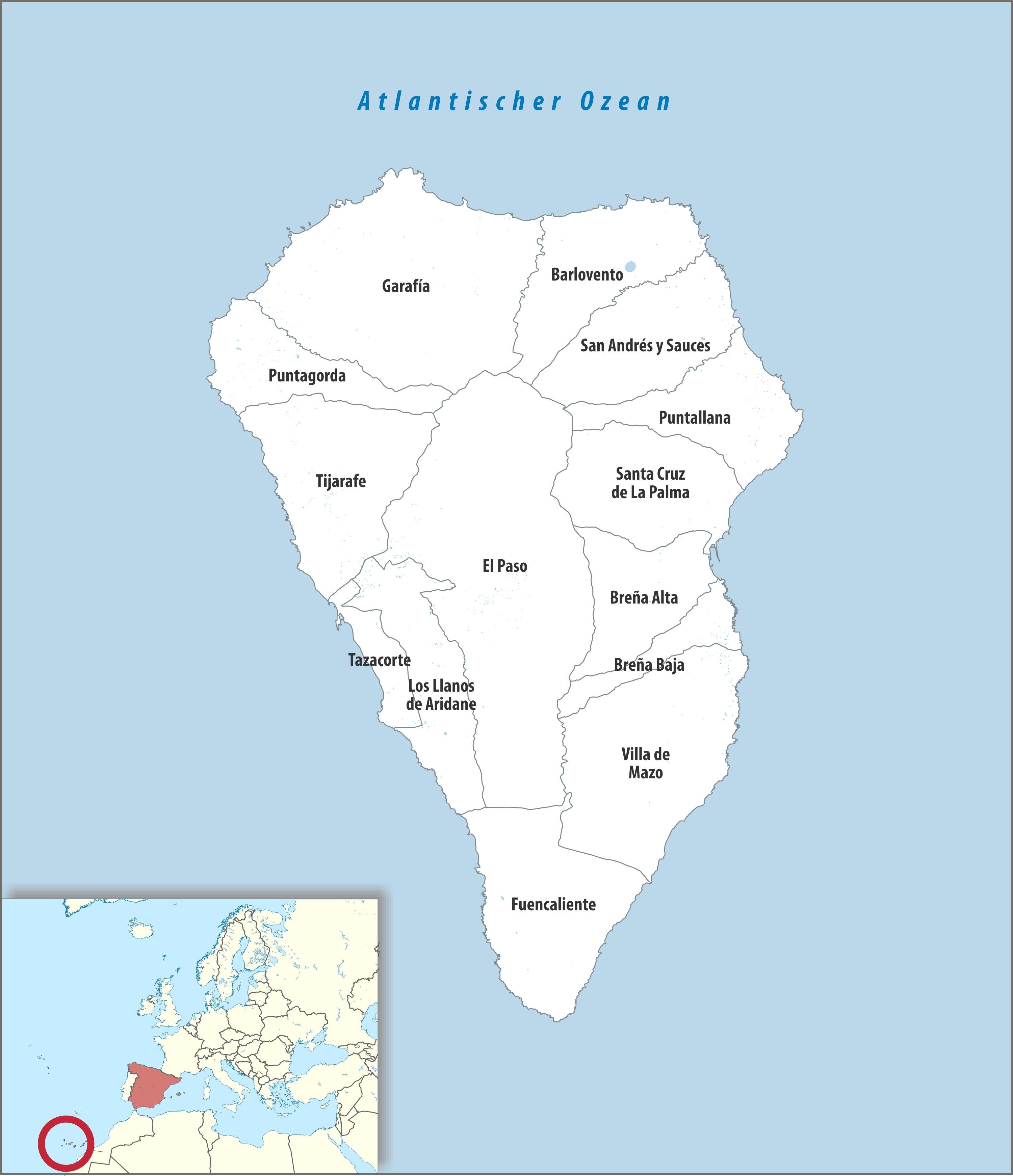
Gemeinden von La Palma

Die Einwohnerzahl La Palmas verzeichnete von 2000 bis 2010 einen moderaten Anstieg und danach eine ebenso moderate Abnahme. In Santa Cruz nahm in diesem Zeitabschnitt die Einwohnerzahl stetig ab, wohingegen die Einwohnerzahl in der an Santa Cruz grenzenden Gemeinde Breña Baja anstieg. Los Llanos hatte bis 2010 einen deutlichen Bevölkerungszuwachs zu verzeichnen und überstieg an Einwohnerzahl die Hauptstadt, danach ist die Zahl geringfügig rückläufig.
Die mehr landwirtschaftlich geprägten Gemeinden Garafía, Barlovento, San Andrés y Sauces, Fuencaliente und Tazacorte verzeichnen sinkende Bevölkerungszahlen.
Allerdings lassen die Gemeinden bei einem Wegzug die Statistik oft unbereinigt, da nach der Zahl der Einwohner die Zuschüsse aus Madrid an die Ayuntamientos verteilt werden.
| Gemeinde               | Fläche (km²) | Einwohnerzahlen | Einwohnerzahlen | Einwohnerzahlen | Einwohnerzahlen | Einwohnerzahlen | Einwohnerzahlen | Einwohnerzahlen | Einwohnerzahlen | Einwohnerzahlen | Einwohnerzahlen | Einwohnerzahlen | 2017 zu 2010 1 |
| Gemeinde               | Fläche (km²) | 1990            | 1995            | 2000            | 2005            | 2010            | 2012            | 2013            | 2014            | 2015            | 2016            | 2017            | 2017 zu 2010 1 |
| ---------------------- | ------------ | --------------- | --------------- | --------------- | --------------- | --------------- | --------------- | --------------- | --------------- | --------------- | --------------- | --------------- | -------------- |
| Barlovento             | 043,55       | 02598           | 02694           | 02398           | 02507           | 02296           | 02085           | 02085           | 02005           | 01910           | 01886           | 01859           | −19,0 %        |
| Breña Alta             | 030,82       | 05467           | 05567           | 05898           | 07039           | 07347           | 07298           | 07455           | 07293           | 07170           | 07086           | 07061           | 0−3,9 %        |
| Breña Baja             | 014,2        | 03418           | 03537           | 04051           | 04355           | 05259           | 05492           | 05523           | 05366           | 05362           | 05377           | 05434           | 0+3,3 %        |
| Fuencaliente           | 056,42       | 01822           | 01804           | 01800           | 01913           | 01898           | 01840           | 01798           | 01745           | 01730           | 01705           | 01695           | −10,7 %        |
| Garafía                | 103,0        | 02043           | 02032           | 02007           | 01924           | 01714           | 01654           | 01645           | 01618           | 01590           | 01607           | 01584           | 0−7,6 %        |
| Los Llanos de Aridane  | 035,79       | 17062           | 17737           | 18190           | 19878           | 20948           | 20895           | 20930           | 20416           | 20227           | 20043           | 20107           | 0−4,0 %        |
| El Paso                | 135,92       | 07154           | 07293           | 07289           | 07404           | 07837           | 07874           | 07928           | 07617           | 07563           | 07457           | 07464           | 0−4,8 %        |
| Puntagorda             | 031,1        | 01692           | 01825           | 01785           | 01795           | 02177           | 01940           | 02057           | 02031           | 02027           | 02025           | 02009           | 0−7,7 %        |
| Puntallana             | 035,1        | 02305           | 02296           | 02204           | 02424           | 02425           | 02428           | 02346           | 02348           | 02372           | 02387           | 02429           | 0+0,2 %        |
| San Andrés y Sauces    | 042,75       | 05399           | 05492           | 05229           | 05086           | 04874           | 04637           | 04473           | 04378           | 04265           | 04171           | 04135           | −15,2 %        |
| Santa Cruz de La Palma | 043,38       | 18183           | 17460           | 18204           | 17788           | 17128           | 16705           | 16330           | 16184           | 15900           | 15711           | 15581           | 0−9,0 %        |
| Tazacorte              | 011,37       | 07049           | 06617           | 06147           | 05835           | 05697           | 04957           | 04911           | 04844           | 04771           | 04633           | 04620           | −18,9 %        |
| Tijarafe               | 053,76       | 02734           | 02662           | 02672           | 02713           | 02769           | 02765           | 02776           | 02684           | 02596           | 02577           | 02590           | 0−6,5 %        |
| Villa de Mazo          | 071,17       | 05112           | 05260           | 04609           | 04591           | 04955           | 04898           | 04858           | 04927           | 04863           | 04821           | 04782           | 0−3,5 %        |
| La Palma gesamt        | 708,32       | 82.038          | 82.276          | 82.483          | 85.252          | 87.324          | 85.468          | 85.115          | 83.456          | 82.346          | 81.486          | 81.350          | 0−6,8 %        |

## Wirtschaft
Landwirtschaft und Tourismus sind die Haupteinnahmequellen von La Palma.

### Landwirtschaft

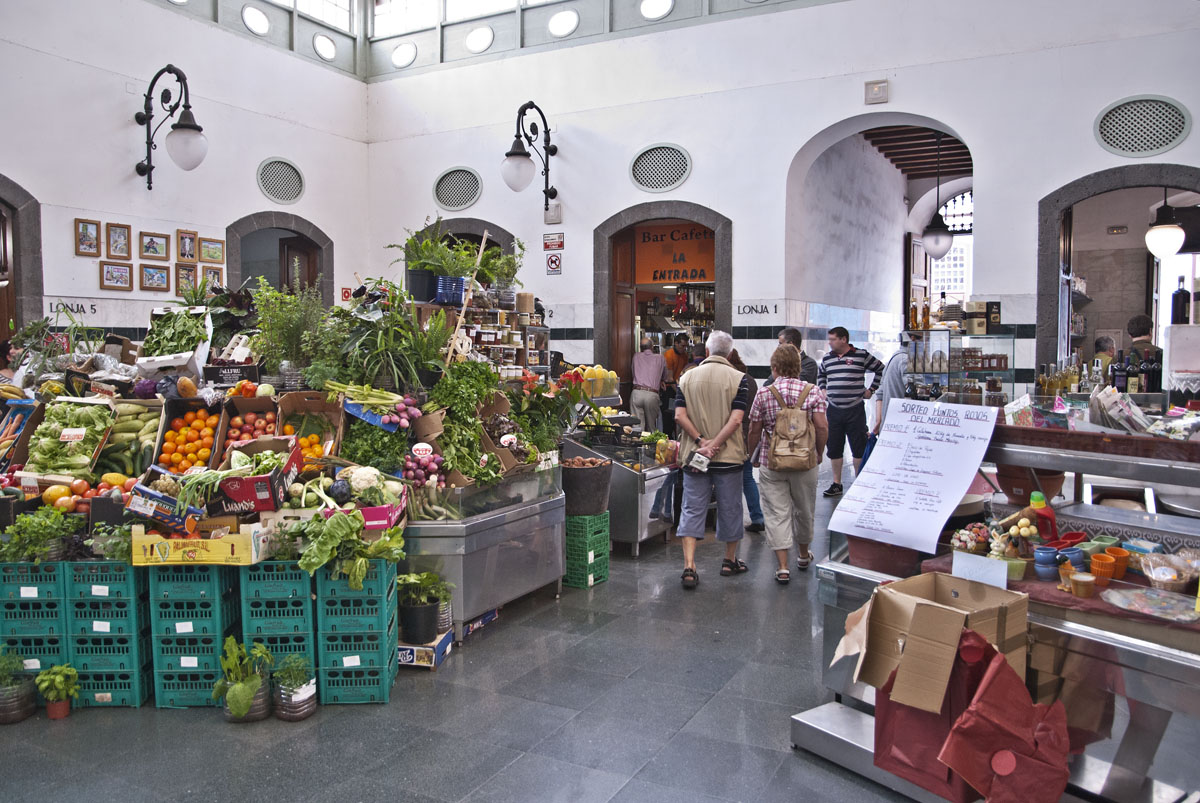
Markthalle von Santa Cruz

Die Produktion von Bananen auf La Palma im Jahr 2012 trug mit 125.000 Tonnen zu über 60 % am Gesamtumsatz der Insel und zu 35 % an den Gesamtausfuhren der Kanarischen Inseln bei. Der Anbau der Bananen findet auf rund 30 km² Land statt.  Daneben werden zur Diversifizierung der Landwirtschaft zunehmend Wein, Avocado, Zitrusfrüchte und Gemüse angebaut.
Die kleinfrüchtige, aber robuste Zwergbanane dominiert zurzeit noch den Bananenanbau auf La Palma. Sie wird zunehmend von der empfindlicheren Giant Cavendish abgelöst, deren Früchte größer sind und sich deswegen besser vermarkten lassen. Um die neue Sorte vor starken Winden zu schützen und eine höhere Luftfeuchte in den Plantagen zu gewährleisten, werden diese mit hohen Mauern und Kunststoffplanen umgeben.
Der großflächige und durch Spanien und die EU subventionierte Bananenanbau führt aber auch zu ökologischen Problemen. Beispielsweise wird seit Jahren durch die Landwirtschaft mehr Wasser verbraucht, als die ohnehin nachlassenden Niederschläge ausgleichen können. Zur Bewässerung werden auch wasserführende Schichten des Vulkangesteins genutzt. Hierdurch sinkt der Grundwasserspiegel und die wenigen natürlichen Quellen versiegen.
Die Landwirtschaft wird durch ein einzigartiges Bewässerungssystem aus Wasserleitungen und Tunneln ermöglicht, die das Wasser aus den Bergen in die agrarisch genutzten Gebiete führen. Diese Tunnel sind zum Teil Hunderte von Metern durch Felsen getrieben und bringen das Wasser über mehrere Kilometer in die bewohnten Gebiete an der Küste.

### Stromversorgung

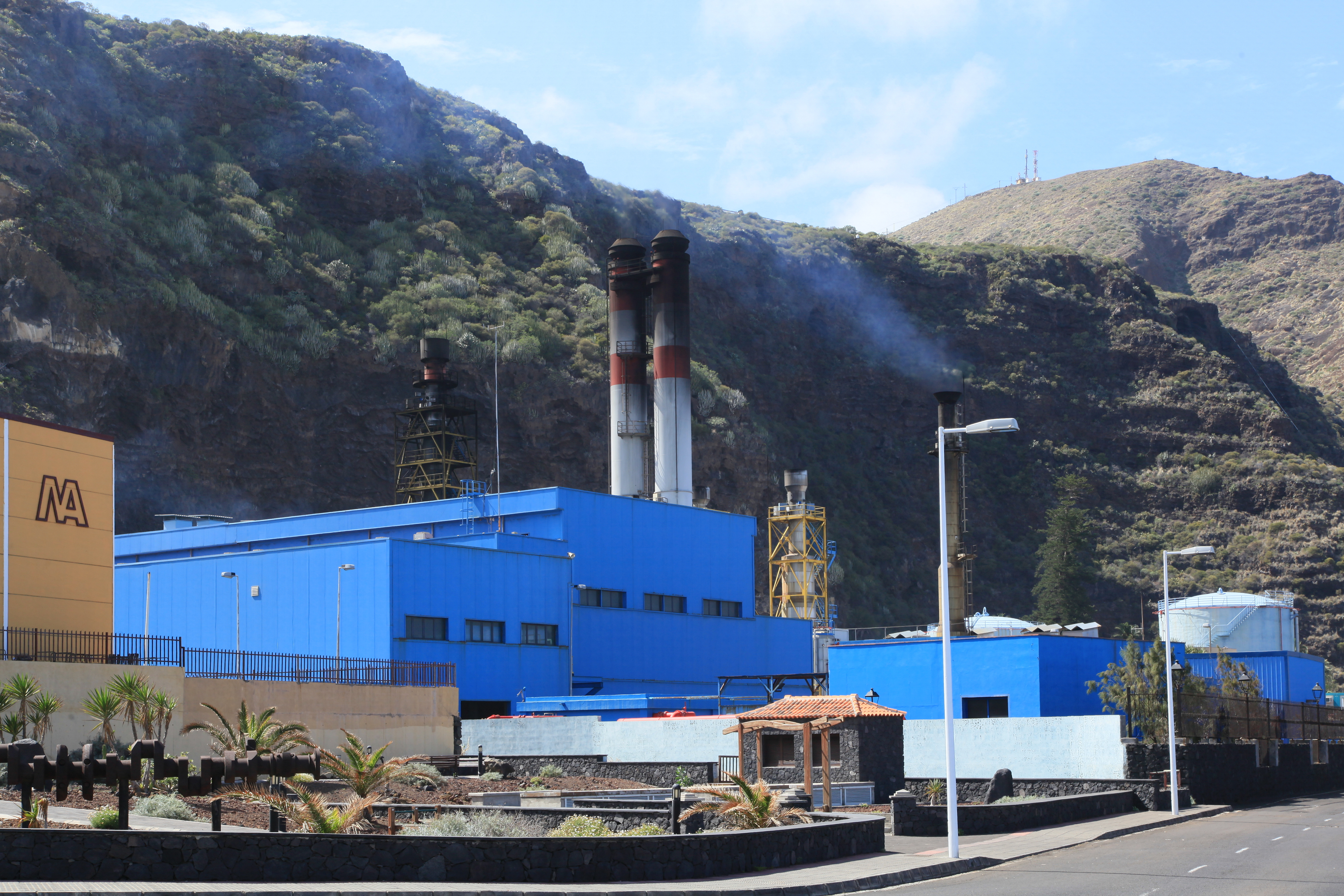
Kraftwerk Los Guinchos

Der Strombedarf auf La Palma wird zu über 90 % vom Kraftwerk Los Guinchos in der Gemeinde Breña Alta erzeugt. 10 Dieselgeneratoren und eine Gasturbine können bis zu 105,3 MW erzeugen. Weiterhin tragen mehrere Windparks mit einer Gesamtleistung von 7,4 MWPeak/2,9 MWAvg (Stand 2018) und Photovoltaikanlagen mit gesamt 4,5 MWPeak (Stand 2012) zur Stromerzeugung der Insel bei.

### Industrie, Handel und Handwerk
Im Vergleich zur Landwirtschaft spielen Industrie, Handel und Handwerk auf La Palma nur eine untergeordnete Rolle. Es gibt einige Betriebe, die Landwirtschaftsprodukte weiterverarbeiten bzw. Baustoffe oder Handwerkskunst herstellen, sowie einige Bauunternehmen, die aufgrund des Tourismus einen Aufschwung zu verzeichnen hatten, jedoch infolge der Finanzkrise 2008–2012 zusammenbrachen. Dank der EU-Einordnung der Insel als „ultra-peripheral territory“ können Unternehmen bis zu 90 % ihrer Umsatzsteuer einsparen, wenn sie diese in Immobilien usw., reinvestieren. Hinzu kamen Mittel aus dem Investitionsprogramm Reserva para Inversiones en Canarias (RIC), das die Bauindustrie großenteils rettete, jedoch in überdimensionierte, z. T. die Landschaft stark beeinträchtigende Straßenbau- usw. Projekte floss, die ohne dieses Programm niemals begonnen worden wären. Dies wurde auch durch Korruption der lokalen Behörden ermöglicht.
Der Export von La Palma beschränkt sich auf Agrarprodukte. Insgesamt hat die Insel eine negative Handelsbilanz. Dreiviertel der Lebensmittel müssen importiert werden, auch Zitrusfrüchte wie Orangen und Zitronen und etwa 80 % des Bedarfs an tierischen Produkten. Andere wichtige Importwaren, die meist vom spanischen Festland geliefert werden, sind Rohöl, Konsumgüter, mechanische und elektrische Geräte sowie Kraftfahrzeuge.

### Tourismus

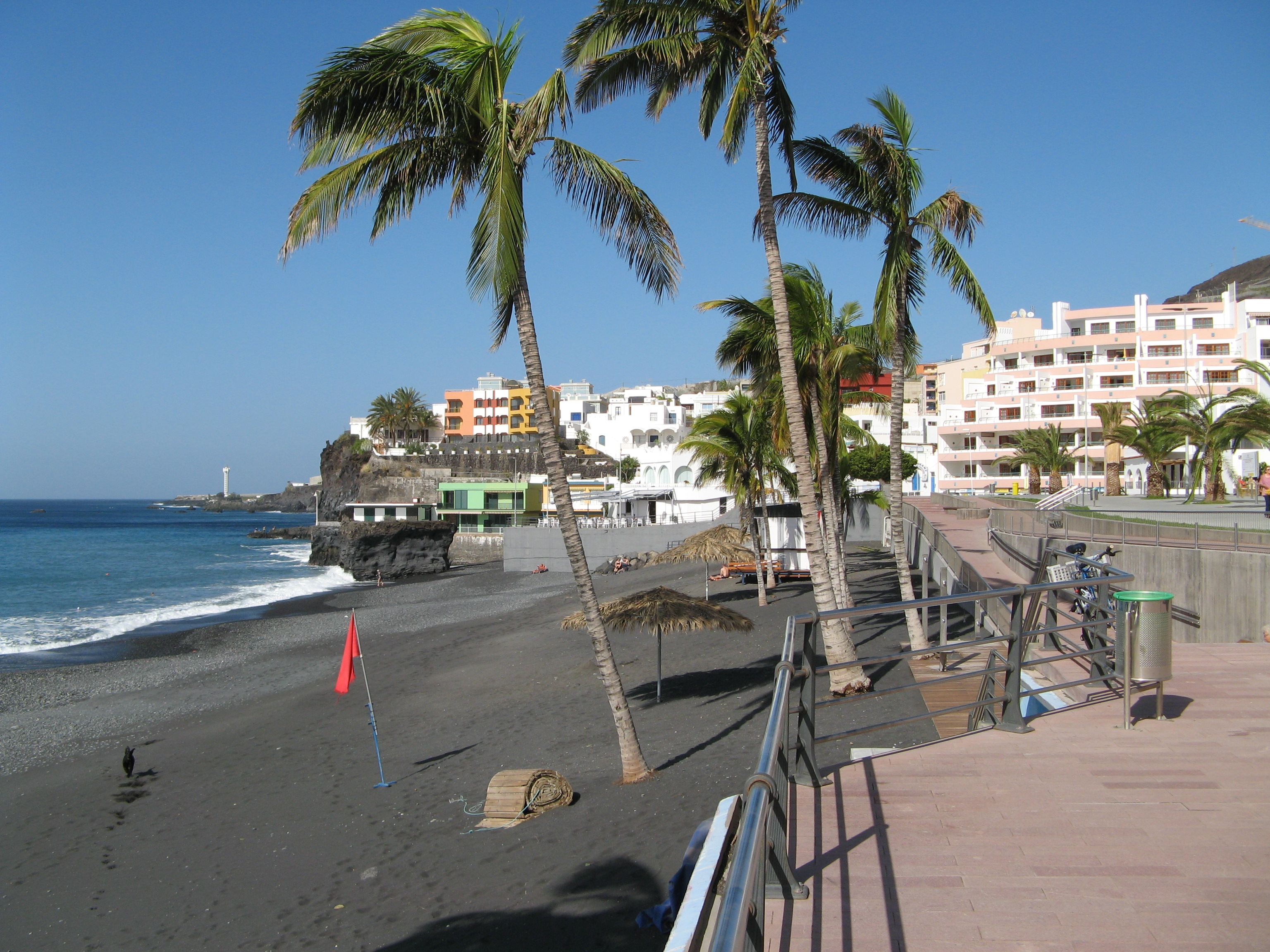
Puerto Naos mit neuer Strandpromenade von 2013

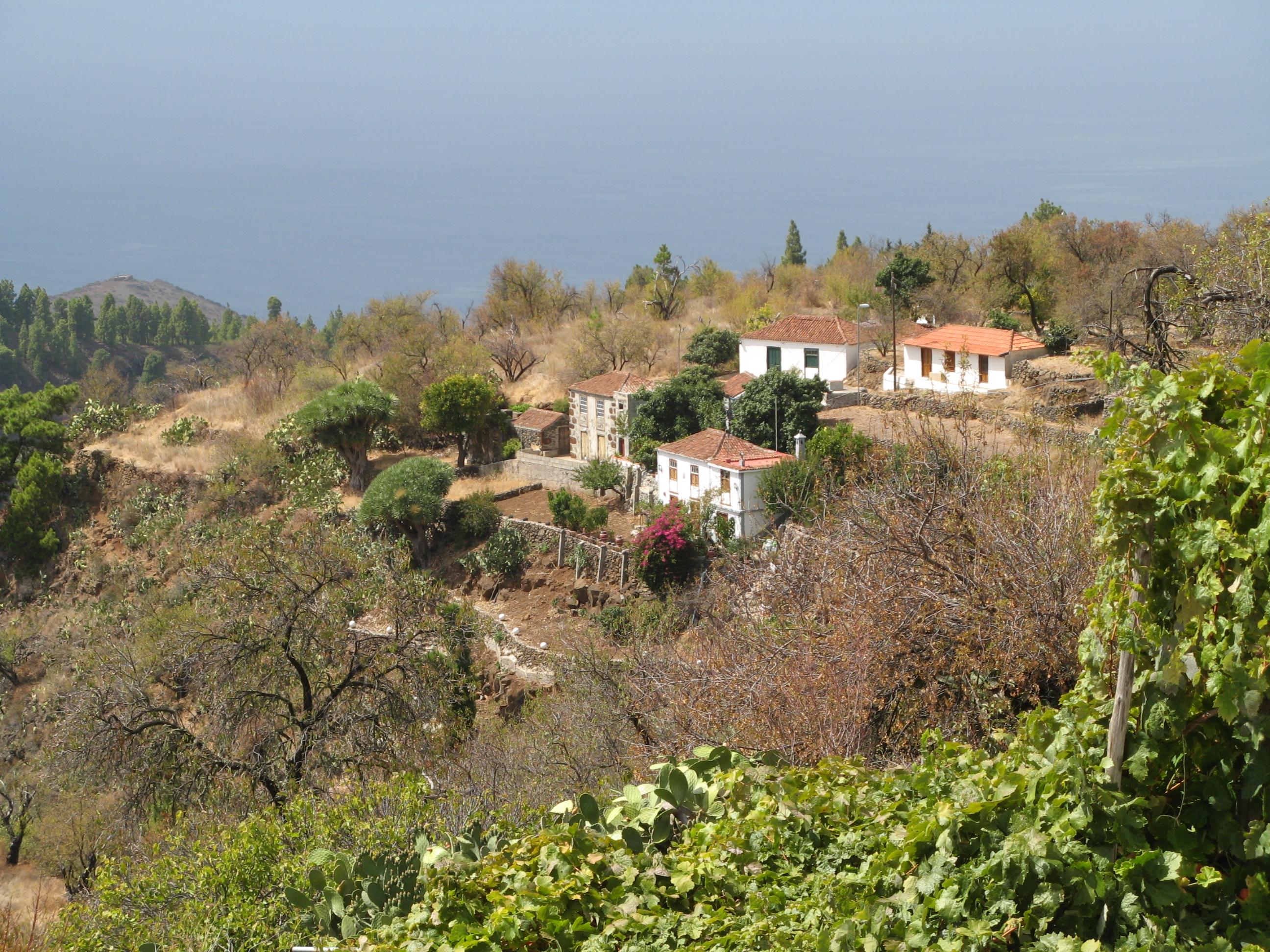
Restaurierte palmerische Landhäuser

Der Tourismus spielt seit den 1980er Jahren eine wichtige Rolle in der Wirtschaft von La Palma. Allerdings ist La Palma touristisch nicht sehr erschlossen und es gibt keinen Massentourismus. Stattdessen wird „nachhaltiger Tourismus“ gefördert. 1890 gab es auf La Palma erste kleine Hotels, die von Engländern frequentiert wurden. Bis Ende der 1980er Jahre blieb der Tourismus auf La Palma auf niedrigem Niveau. Das damals einzige große Hotel (200 Betten) entstand in Puerto Naos. In dieser Zeit gab es unter der einheimischen Bevölkerung noch Vorbehalte gegen den Zustrom von Fremden, die sich damals über Graffiti an Hauswänden („Alemanes fuera“ – „Deutsche raus“) äußerten. Dass auf La Palma inzwischen der Tourismus auch für die Bevölkerung eine wichtige Einnahmequelle ist, hat derartige Anfeindungen verstummen lassen.
Vom Beginn des Massen- und Chartertourismus auf Teneriffa und Gran Canaria in den 1980er Jahren profitierte La Palma dagegen nicht. Erst im Jahr 1985 mit der Vergrößerung des Flughafens auf La Palma, auf dem dann auch Chartermaschinen aus Europa landen konnten, setzte der organisierte Pauschaltourismus auf La Palma ein. Dieses löste einen verstärkten Ausbau der Feriensiedlungen im flughafennahen Los Cancajos und auf der Westseite der Insel in Puerto Naos aus. Die Anzahl ausländischer Gäste auf der Insel betrug 1992 noch 80.994. In den Folgejahren stieg die Zahl stetig, bis sie 1999 mit 135.376 Gästen den höchsten Stand erreichte.
In den 2000er Jahren entstand, abgeschieden in Las Indias an der Südspitze La Palmas gelegen, eine größere Hotelanlage („Princess“) mit 880 Betten, von denen nur 400 genutzt werden. Neben den wenigen größeren Hotels werden Touristen vorwiegend in Pensionen, Ferienwohnungen und -häusern untergebracht.
2006 betrug die Gästezahl auf La Palma 111.328 und 2013 dann 104.953. Sie macht nur 1 % der gesamten Gästezahl auf den Kanarischen Inseln aus. Eine Erhebung der Gästezahlen 2004 weist eine Konzentration auf der Westseite der Insel mit etwa 80 % aus, wobei etwa 57 % auf die Orte Puerto Naos, La Laguna und Todoque der Gemeinde Los Llanos entfallen. Auf der Ostseite der Insel (überwiegend in Los Cancajos) betrug der Anteil 13 %. In den anderen elf Gemeinden der Insel lag der Anteil bei 19 %. Die Verteilung der Gästezahlen aus den verschiedenen Herkunftsländern im Zeitraum 2006 bis 2013 zeigt nebenstehendes Diagramm.
La Palma ist traditionell eine Insel für Wanderer. Sie wird von einem Netz von gekennzeichneten Wanderwegen überzogen. Es werden drei Kategorien unterschieden, große Route (rote Markierung), kleine Route (gelbe Markierung) und lokaler Weg (grüne Markierung).
Seit Ende der 1990er Jahre werden zudem weitere sportliche Aktivitäten angeboten:
- Mountainbiketouren
- Reitexkursionen
- Tauchbasen
- Gleitschirmfliegen[145][146]

Die Strände von Tazacorte, Puerto Naos und Los Cancajos tragen die blaue Flagge der EU und erfüllen somit einen gehobenen Qualitätsstandard.
Befragungen der Besucher 2013 nach den Aspekten, die ihre Entscheidung über den Reiseort ausmachten, gibt nebenstehende Tabelle an.
| Bewertungskriterium        | La Palma | Kanarische Inseln |
| -------------------------- | -------- | ----------------- |
| Landschaft / Natur         | 58 %     | 20 %              |
| Sportliche Aktivität       | 27 %     | 05 %              |
| Umwelt / Qualität          | 14 %     | 07 %              |
| Strände                    | 14 %     | 34 %              |
| Kosten                     | 04 %     | 14 %              |
| Qualität der Unterbringung | 03 %     | 09 %              |

Seit 1992 hat sich die Asociación insular de Turismo Rural Isla Bonita die Förderung des ländlichen Tourismus auf der Insel La Palma zur Aufgabe gemacht. Hierzu zählen insbesondere die Förderung der ländlichen Unterkünfte und anderer touristischer Ressourcen, wie Management-Training, Verwaltung der Museen und Sehenswürdigkeiten. Der Verein ist ein Zusammenschluss von etwa einhundert Häuservermietern, kleinen Unternehmen und Berufsverbänden.
Mit EU-Fördergeldern werden alte Häuser (Fincas) in der typischen Landschaftsarchitektur restauriert. Zu dieser Bauweise gehören beispielsweise Decken in Tea-Holz, Holzbalkone, meterdicke Steinwände und die typischen gemauerten Sitzbänke unter den Fenstern. Die Restaurierungsarbeiten fördern gleichzeitig die einheimische Handwerkerschaft. Erhalt und Vermietung der Häuser soll auch der Landflucht entgegenwirken und zum Erhalt der agrarischen Struktur beitragen.

## Verkehr

### Straßennetz

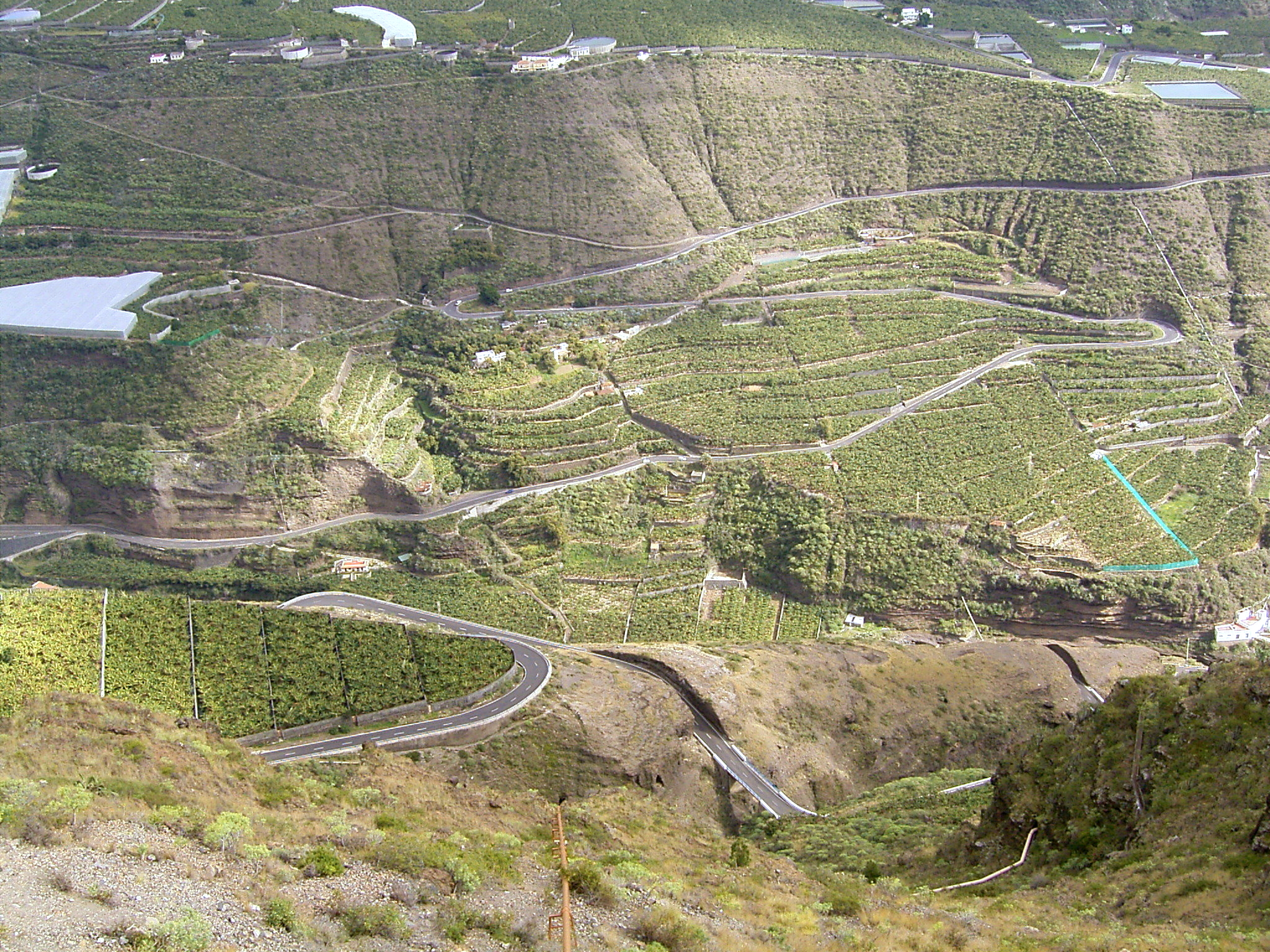
LP-1: am Südhang des Barranco de las Angustias, am oberen Bildrand Argual

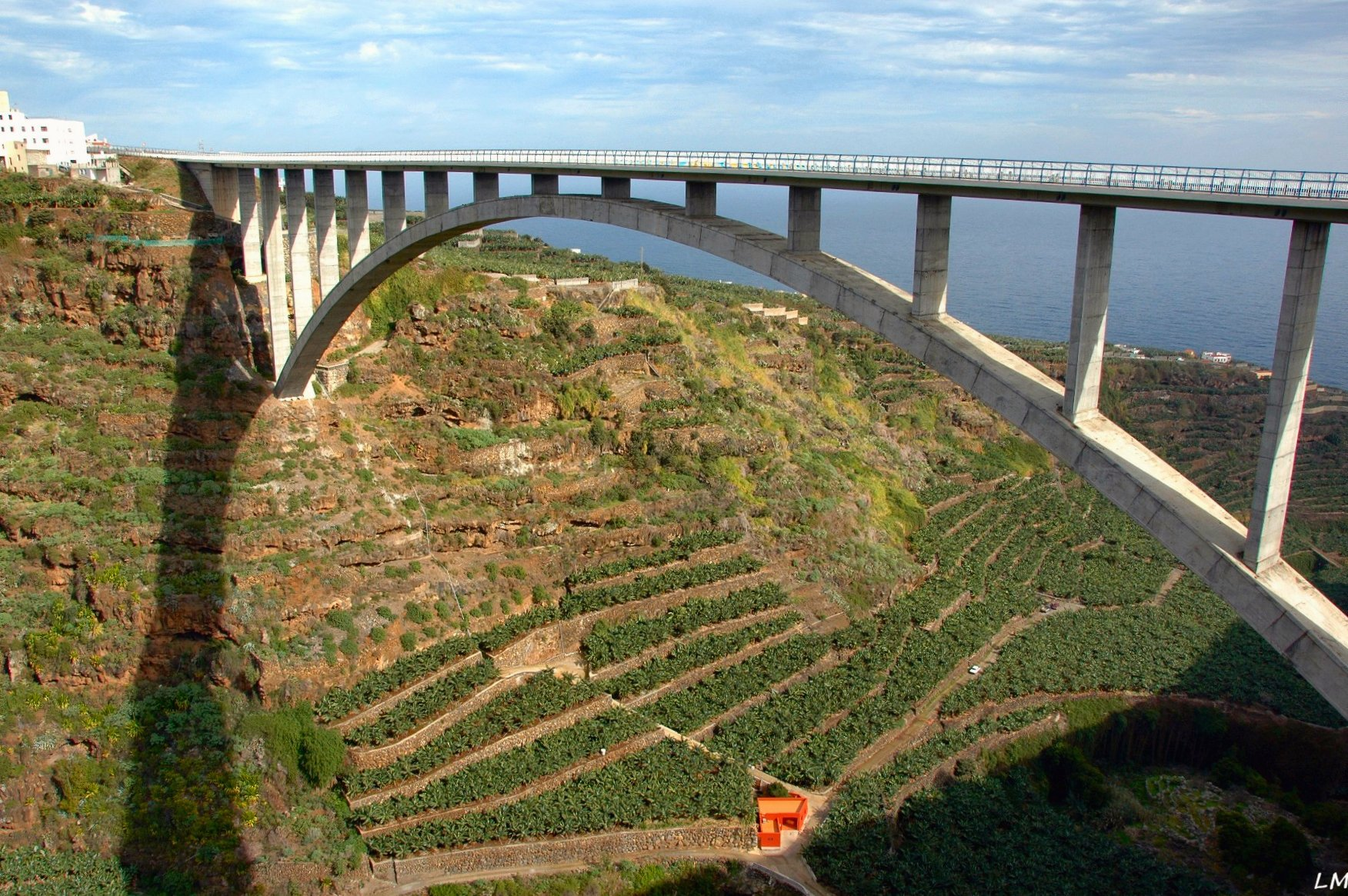
Puente de los Tilos

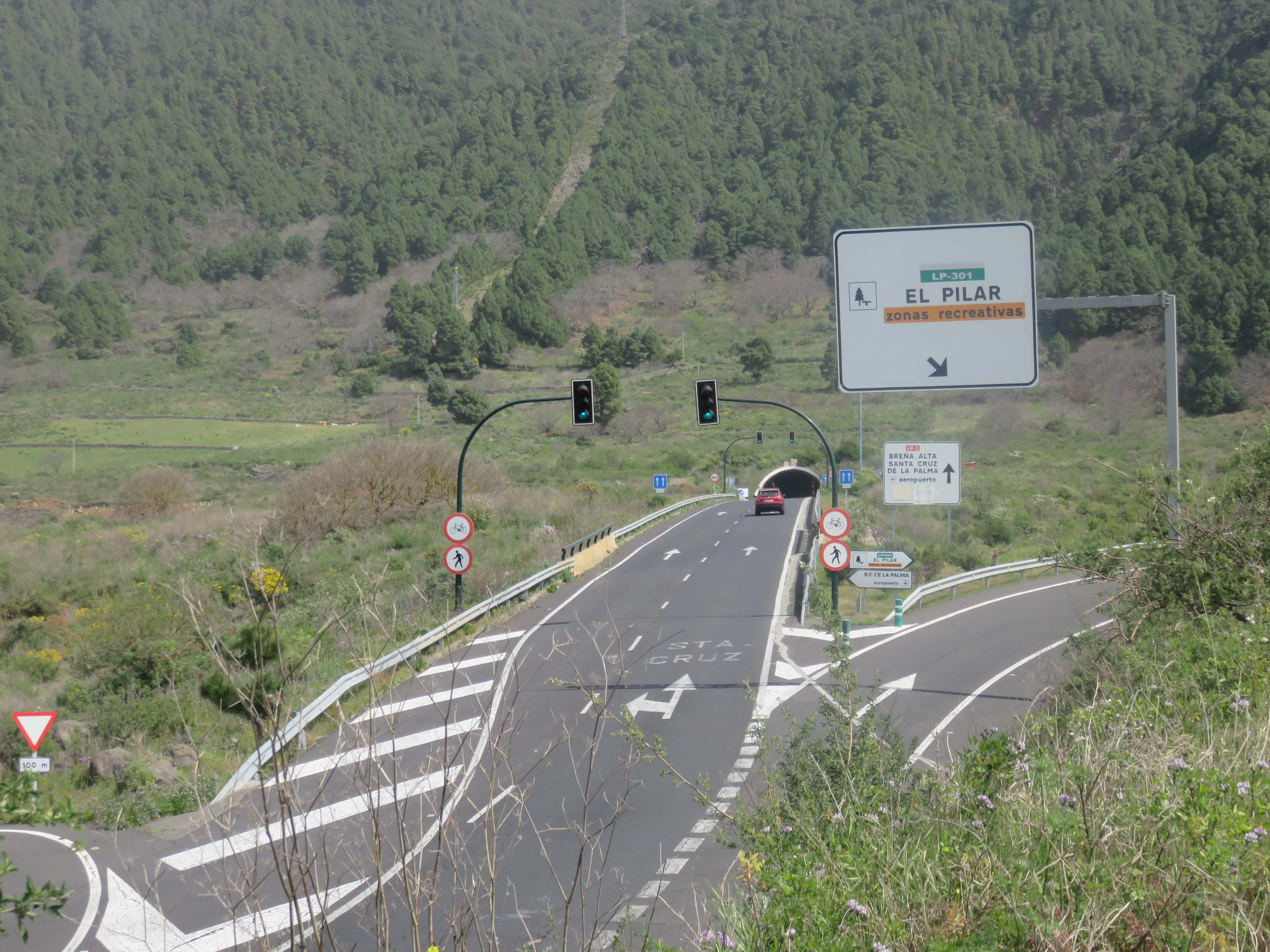
LP-3: Neuer Tunnel, westlicher Eingang

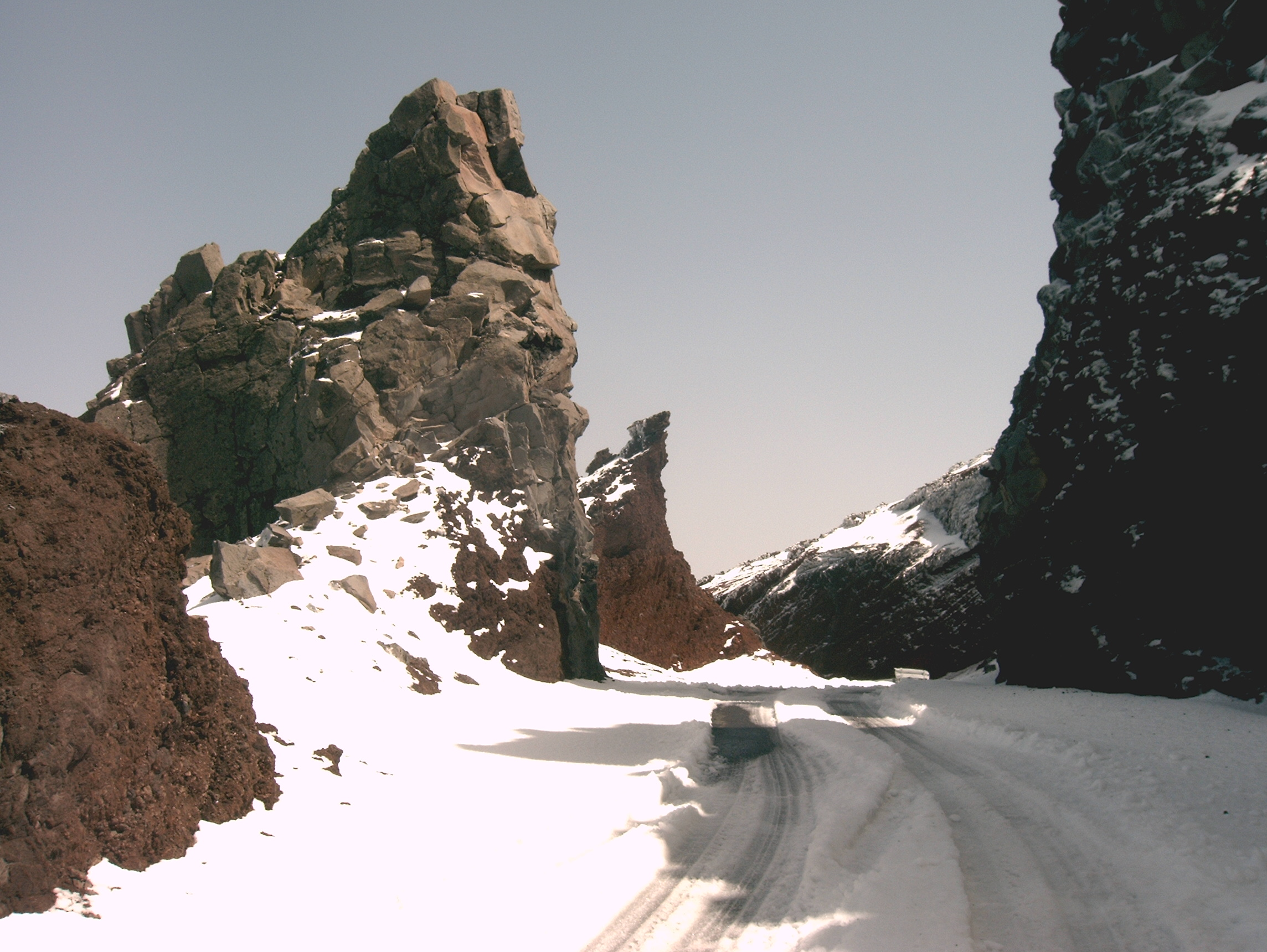
LP-4: am Roque de los Muchachos (März 2007)

Das Straßennetz auf La Palma umfasst etwa 510 km. Alle Hauptstraßen sind asphaltiert und oft landschaftsbedingt sehr kurvenreich. Um den abgelegenen Norden der Insel wirtschaftlich besser einzubinden, wurde Anfang 1992 eine Verbindungsstraße zwischen Garafía und Barlovento geschaffen. Abgelegene Weiler sind nur über Erd- oder Betonpisten zu erreichen.
Ein etwa 157 km langer Straßenring umläuft an der Peripherie die gesamte Insel und besteht aus zwei Straßenabschnitten, Carretera General del Norte (LP-1) und Carretera General del Sur (LP-2).
Die nördliche Ringstraße LP-1, mit etwa 102 km Länge, verläuft von Santa Cruz de La Palma nach Norden über Puntallana, Los Sauces, Barlovento, Garafía, Puntagorda, Tijarafe und endet in Argual/Los Llanos de Aridane.
Der Nordost-Teil der LP-1 wurde mit Beginn des 21. Jahrhunderts im gesamten, sehr kurvenreichen Streckenverlauf ausgebaut und begradigt, wozu fünf Tunnel im Bereich La Galga/Puntallana und die 319 m lange Bogenbrücke, Puente de Los Tilos in San Andrés y Sauces gehören.
Die südliche Ringstraße LP-2 mit etwa 55 km Länge verläuft von Santa Cruz nach Süden über Breña Baja, Villa de Mazo, Fuencaliente und endet in Argual/Los Llanos und in Tazacorte.
In der Mitte der Insel verläuft von Osten nach Westen die Carretera de la Cumbre (LP-3) mit einer Länge von etwa 26 km und ist mit zwei Tunneln durch die Bergkette der Cumbre Nueva angelegt. Im Osten schließt sie 3 km von Santa Cruz entfernt an die LP-2 an und im Westen bei Tajuya in El Paso schließt sie wieder an die LP-2 an.
1970 wurde der erste Tunnel durch die Cumbre Nueva auf 1.100 m Höhe und einer Länge von 1100 m für 62 Millionen Peseten (373.000 Euro) erstellt. Die bisherige einzige Straßenverbindung zwischen Ost und West über die Südspitze der Insel in Fuencaliente wurde damit erheblich verkürzt.
2003 wurde die Ost-West-Verbindung der LP-3 durch einen zweiten Tunnel für 26,6 Mio. Euro ausgebaut. Mit 2703 m Länge ist er der längste Tunnel der Kanarischen Inseln. Er verläuft unterhalb des alten Tunnels auf einem Höhenniveau von 700 m auf der Ostseite und 900 m auf der Westseite der Cumbre. Damit sind die Zufahrten an beiden Seiten erheblich kürzer, womit sich auch die Gesamtstrecke zwischen West und Ost verkürzt. Der neue Tunnel wird von West nach Ost, der alte Tunnel in entgegengesetzter Richtung befahren. Für diese Richtungswahl war wesentlich, dass medizinische Notfälle von der Westseite schneller zum einzigen Inselkrankenhaus im Osten transportiert werden können. In einem Sicherheitstest des ADAC von 27 Tunneln in neun europäischen Ländern wurde der Cumbre-Tunnel mit der Note „sehr gut“ bewertet. Nach der Renovierung und dem Umbau des alten Tunnels von zwei auf eine Fahrspur im Februar 2019 verringerte sich die Unfallgefahr im Tunnel deutlich. Waren es vor dem Umbau durchschnittlich 6 Unfälle pro Jahr, so ereignete sich im ersten Jahr nach dem Umbau des Tunnels kein Unfall. Durch beide Tunnel fahren täglich etwa 4.000 Fahrzeuge.
Im nördlichen Teil der Insel besteht eine weitere Ost-West-Verbindung, die LP-4 (Roque-Straße) mit etwa 48 km Länge. Sie führt hinauf zum astrophysikalischen Observatorium von Roque de los Muchachos und bindet auf der Ostseite in Hoya Grande in Garafía an die LP-1 an.
Die LP-5 (Flughafenstraße) mit etwa 4 km Länge zweigt in Breña Baja von der LP-2 ab und endet am Flughafen von La Palma.
Die LP-20 ist eine etwa 4 km lange Umgehungsstraße von Santa Cruz de La Palma. Sie wurde zur Entlastung der Hauptstadt in das angrenzende Bergmassiv mit 5 Tunneln (Gesamtlänge von 1831 m) eingefügt.

### Öffentliche Verkehrsmittel
Es gibt Linienbusse, mit denen alle größeren Orte zu erreichen sind. Nicht alle Linien verkehren im Halbstunden- bzw. Stundentakt.

### Schiffsverkehr

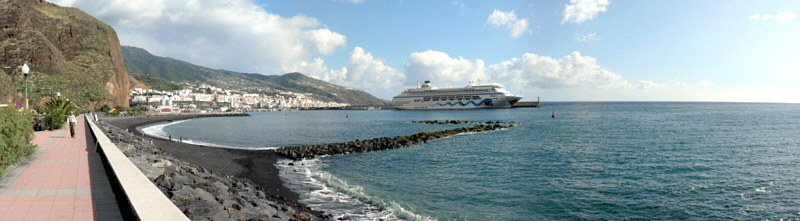
Hafen von Santa Cruz de La Palma

Die Bucht der Hauptstadt wird seit der Eroberung der Insel durch die Spanier als Hafen genutzt. Von Santa Cruz de La Palma werden diverse Fährverbindungen zu den Nachbarinseln und (wöchentlich) zum spanischen Festland, mit Zwischenstopps auf Lanzarote, Gran Canaria und Teneriffa, angeboten. Seit Januar 2008 verkehrt die Fähre El Fortuny der Gesellschaft Trasmediterránea auf der früher von der Juan J. Sister bedienten Route nach Cádiz auf dem spanischen Festland.
Seit 2008 verkehrt eine Fähre der Naviera Armas, die Volcán de Tijarafe, zwischen Portimão, Portugal via Funchal, Madeira nach Santa Cruz de Tenerife von wo aus man La Palma im Anschluss erreichen kann. Der großzügig ausgebaute Hafen an der Westküste in Puerto de Tazacorte war 2005/2006 kurzzeitig mit einer Verbindung zur Insel Teneriffa über Santa Cruz de La Palma dem Fährverkehr angeschlossen.
Mit Übernahme der Trasmediterránea durch Naviera Armas wird zur Vermeidung einer Monopolstellung die Verbindung von Huelva aus zu den Kanarischen Inseln an die Naviera FRS übergeben.

### Flugverkehr

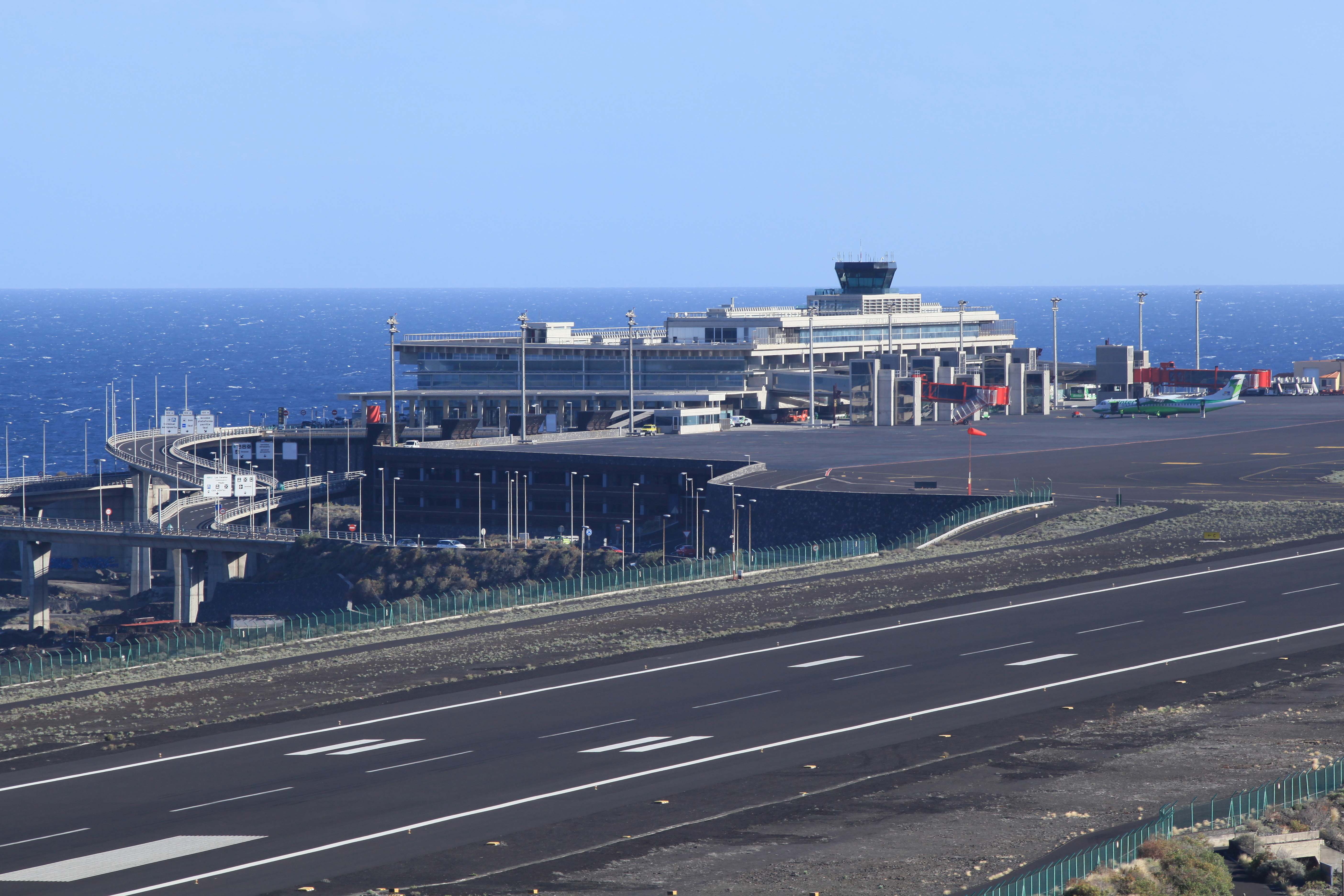
Flughafen La Palma

La Palmas erster Flughafen wurde in der Gemeinde Breña Alta in 350 m Höhe über dem Meeresspiegel mit einer Start- und Landebahn mit einer Länge von 1000 m errichtet und 1955 in Betrieb genommen. Er erhielt den Namen Buenavista. Die Fluggesellschaft Iberia führte von hier regelmäßige Flüge nach Santa Cruz de Tenerife durch. Wegen der Nähe der Berge bestand das Problem der wechselnden Winde aus unterschiedlichen Richtungen, wiederholt auftretender Nebelbänke und Regenfälle, die in den folgenden Jahren über 15 % Flugausfälle verursachten. Diese Umstände zwangen zu einer Neuplanung des Flughafenstandortes. Der Flughafen Buenavista, dessen Start- und Landebahn noch rudimentär existiert und von der Hauptverbindungsstraße von der Ostseite der Insel zur Westseite überquert wird, wurde 1970 mit der Inbetriebnahme des neuen Flughafens stillgelegt.
Der neue Flughafen von La Palma (IATA-Code: SPC) wurde in der Gemeinde Mazo entlang des Küstenstreifens mit einer Start- und Landebahn mit einer Länge von 1700 m errichtet. Aufgrund des zunehmenden Verkehrsaufkommens wurde 1980 die Start- und Landebahn durch Aufschüttung eines Damms im angrenzenden Meer auf 2200 m verlängert. Seit 1987 ist er der sechste internationale Flughafen der Kanarischen Inseln, der regelmäßig von mehreren europäischen Fluggesellschaften angeflogen wird. Es bestehen Linienverbindungen zur spanischen Hauptstadt Madrid und zu den Nachbarinseln, die durch die Fluggesellschaften Iberia, Binter Canarias und Canaryfly bedient werden. Ein neues Flughafenterminal mit großer Tiefgarage wurde 2011 trotz stetig sinkender Fluggastzahlen in Betrieb genommen, deren Entwicklung 2013 einen Tiefpunkt erreichte.
Entwicklung der Fluggastzahlen:
| Jahr | Fluggastzahlen |
| ---- | -------------- |
| 2001 | 943.536        |
| 2004 | 1.015.667      |
| 2007 | 1.207.572      |
| 2010 | 992.363        |
| 2013 | 791.000        |
| 2016 | 1.116.146      |
| 2017 | 1.302.485      |
| 2018 | 1.420.277      |
| 2019 | 1.483.720      |